# Zwölfer-Schia

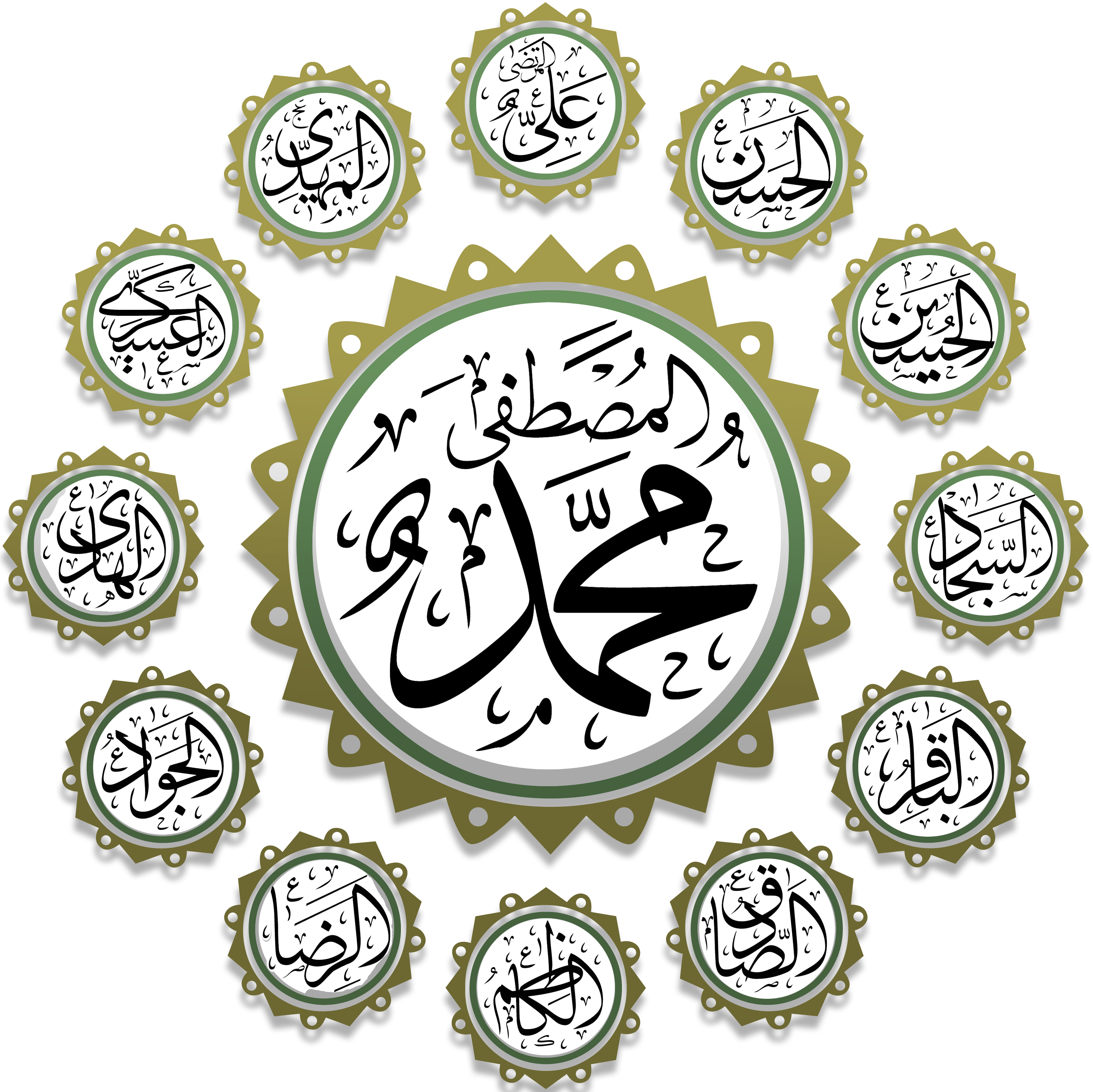
Kalligraphische Darstellung der zwölf Imame mit dem Namen des islamischen Propheten Mohammed in der Mitte

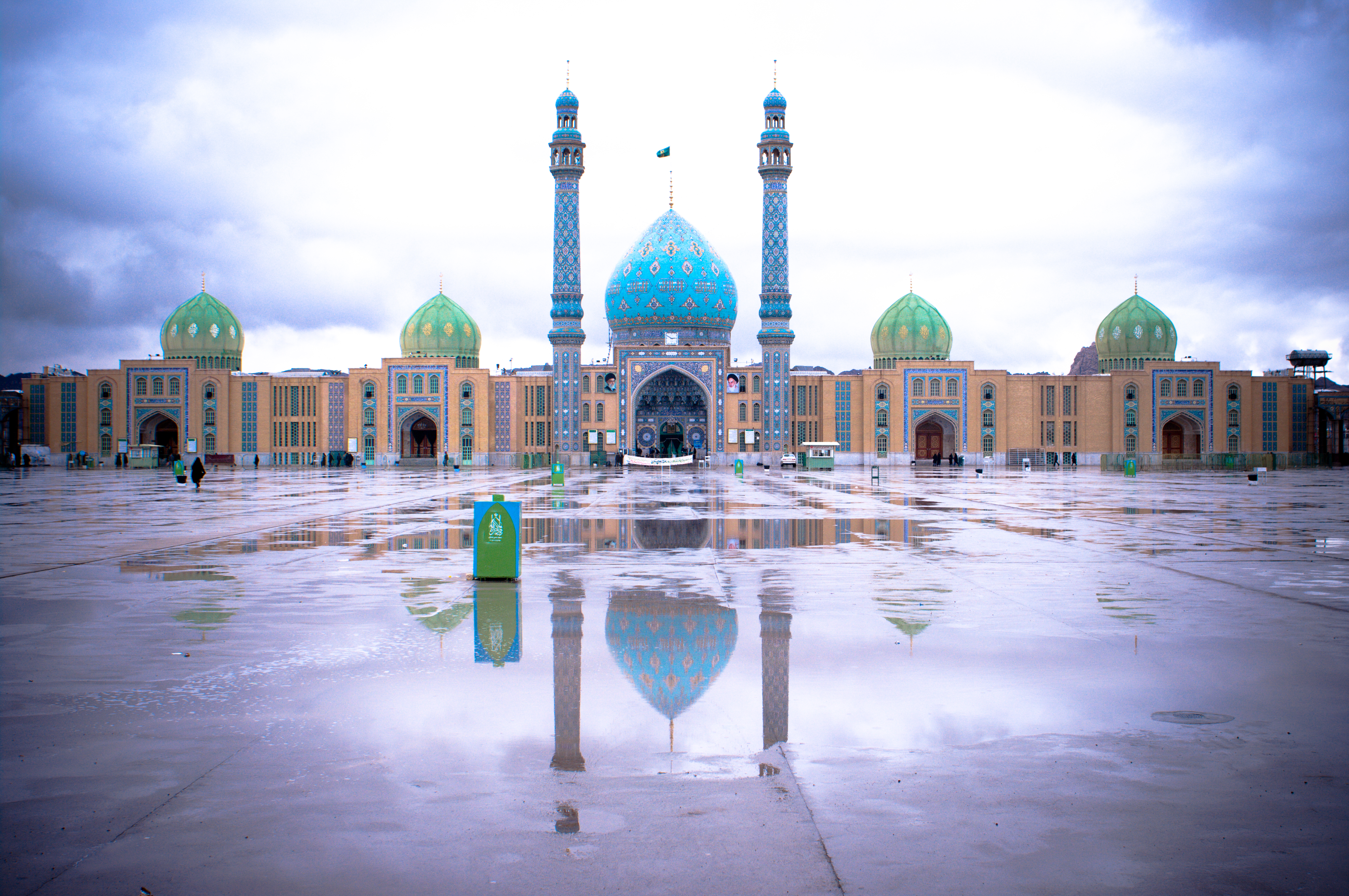
Die Dschamkarān-Moschee bei Ghom, eine der heiligen Stätten der Zwölfer-Schia. Hier soll im 10. Jahrhundert der zwölfte Imam erschienen sein.

Die Zwölfer-Schia (arabisch الشيعة الإثنا عشرية asch-Schīʿa al-Ithnā ʿAscharīya, DMG aš-Šīʿa al-Iṯnā ʿAšarīya) ist derjenige Zweig innerhalb der Schia, nach dessen Lehre es insgesamt zwölf Imame gibt. Der erste von ihnen ist ʿAlī ibn Abī Tālib, der letzte Muhammad al-Mahdī, der in der Verborgenheit leben und erst am Ende der Zeiten zurückkehren soll. Die Zwölfer-Schiiten bilden mit 80 % Anteil die überwältigende Mehrheit der Schiiten, weshalb man sie häufig auch nur ganz allgemein als die Schiiten bezeichnet. Ihre Gesamtanzahl wird auf 175 Millionen und ihr Anteil an der muslimischen Bevölkerung weltweit auf elf Prozent geschätzt. In den Ländern Iran, Aserbaidschan, Irak und Bahrain stellen die Zwölfer-Schiiten die Bevölkerungsmehrheit. Daneben leben bedeutende zwölfer-schiitische Minderheiten in Pakistan, Indien, Afghanistan, im Libanon, in Nigeria, Indonesien, Tansania und der Türkei. Kleinere Minderheiten existieren in weiteren Ländern Afrikas, Europas, Amerikas und Asiens.
Die Zwölfer-Schia hat eine eigene Rechtsschule, die nach dem sechsten Imam Dschaʿfar as-Sādiq als dschaʿfaritisch bezeichnet wird. In der Verfassung der Islamischen Republik Iran (Artikel 12) ist der Islam der zwölfer-schiitischen, dschaʿfaritischen Richtung als die niemals veränderbare Religion des Staates festgeschrieben. Zwar pilgern Zwölfer-Schiiten wie andere Muslime auch nach Mekka, doch besitzen sie mit den sogenannten „Heiligen Schwellen“ (ʿAtabāt muqaddasa) im Irak und in Iran eigene heilige Orte, die Ziele von Ziyāra-Wallfahrten sind. Charakteristisch für das religiöse Leben der Zwölfer-Schiiten sind die vielfältigen Trauerzeremonien im Gedenken an die Imame und andere Angehörigen der Familie des Propheten Mohammed. Sie finden ihren Höhepunkt am 10. Muharram, dem sogenannten ʿĀschūrā-Tag, an dem man des Märtyrertodes von Imam al-Husain ibn ʿAlī und seiner Verwandten in der Schlacht von Kerbela gedenkt. Eine Besonderheit des dschaʿfaritischen Rechts ist die zeitlich befristete Mutʿa-Ehe. Einfache Gläubige, die keine Befähigung zum Idschtihād haben, haben nach der herrschenden zwölfer-schiitischen Lehre die Pflicht, sich einen Gelehrten zu suchen und ihm in Form von Taqlīd („Nachahmung, Bevollmächigung“) zu folgen. Dieser Mudschtahid fungiert dann für sie als Mardschaʿ at-taqlīd („Instanz der Bevollmächtigung bzw. Nachahmung“). Die Ausbildung des zwölfer-schiitischen Klerus erfolgt an speziellen religiösen Hochschulen, die Hauza genannt werden.

## Andere Bezeichnungen
Die Bezeichnung „Zwölfer“ (Iṯnā ʿAšarīya) für diejenigen Schiiten, die an die Entrückung und Wiederkehr des zwölften Imams glauben, hat sich erst Ende des 10. Jahrhunderts verbreitet. Die Zwölfer-Schiiten werden auch als Imamiten bezeichnet. Allerdings fallen die beiden Begriffe bedeutungsmäßig nicht völlig zusammen, denn im Mittelalter gab es neben der Zwölfer-Schia noch verschiedene andere imamitische Gruppierungen, die die Anzahl der Imame nicht auf zwölf beschränkten. Autoren sunnitischer und zaiditischer Ausrichtung bezeichneten diese Richtung der Schia bis zum frühen 13. Jahrhundert auch als Qatʿīya. Der Name wird damit erklärt, dass die Zwölfer-Schiiten im Gegensatz zu anderen Schiiten mit Bestimmtheit (qaṭʿan) annahmen, dass der siebte Imam Mūsā al-Kāzim gestorben sei und seinen Sohn ʿAlī ibn Mūsā ar-Ridā als Nachfolger designiert habe. Eine weitere, abwertende Bezeichnung, die für die Zwölfer-Schiiten verwendet wird, ist Rāfida.

## Verteilung und Anhängerzahlen

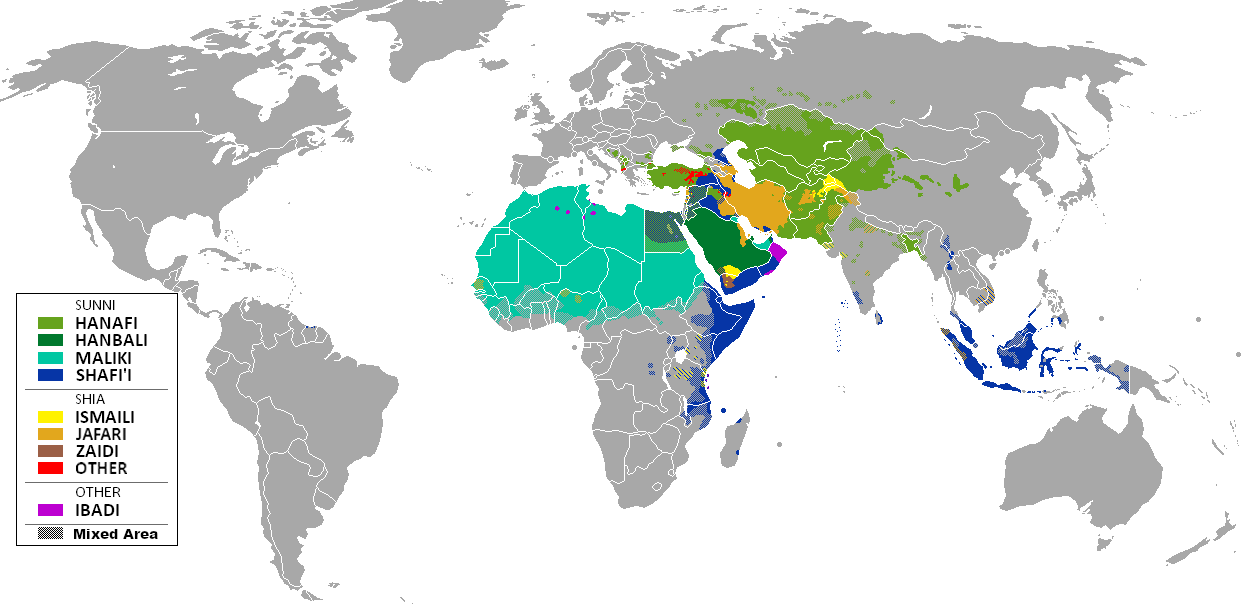
Übersicht über die geographische Verteilung der verschiedenen islamischen Richtungen. Die zwölfer-schiitischen Gebiete sind in Orange getönt („JAFARI“).

Die folgende Tabelle, die sich auf Schätzungen von Moojan Momen für das Jahr 2014 stützt, gibt einen Überblick über Gesamtzahl und Anteil der Zwölfer-Schiiten an der Bevölkerung verschiedener Länder sowie ihre wichtigsten Siedlungsgebiete. Berücksichtigt sind nur Länder mit mehr als 500.000 Anhängern.
| Land                         | Gesamtzahl in Mio. | Anteil in Prozent | Wichtigste Siedlungsgebiete                                                                  |
| ---------------------------- | ------------------ | ----------------- | -------------------------------------------------------------------------------------------- |
| Iran                         | 69                 | 90                |                                                                                              |
| Pakistan                     | 28                 | 15                | Karatschi, Lahore, Gilgit-Baltistan                                                          |
| Indien                       | 25                 | 2                 | Uttar Pradesh, Bihar, Westbengalen, Andhra Pradesh, Kaschmir                                 |
| Irak                         | 21                 | 63                | Ländliche Regionen der Südprovinzen Kerbela, Hilla, Diwaniyya, Wasit, Maisan sowie Sadr City |
| Aserbaidschan                | 7,5                | 80                |                                                                                              |
| Afghanistan                  | 4                  | 12                | Siedlungsgebiete der Hazara                                                                  |
| Türkei                       | 3                  | 4                 | Provinzen Kars, Iğdır                                                                        |
| Saudi-Arabien                | 2                  | 7                 | Provinz asch-Scharqiyya, insbesondere al-Qatīf                                               |
| Libanon                      | 2                  | 40                | Dschabal ʿĀmil, nördliche Bekaa-Ebene                                                        |
| Nigeria                      | 2                  | 1                 |                                                                                              |
| Indonesien                   | 2                  | < 1               |                                                                                              |
| Tansania                     | 1                  | 2                 | Arusha, Dar-es-Salam, Sansibar, Bukoba, Lindi                                                |
| Ägypten                      | 0,8                | 1                 |                                                                                              |
| Vereinigte Arabische Emirate | 0,6                | 7                 |                                                                                              |
| Bahrain                      | 0,6                | 45                |                                                                                              |
| Kuwait                       | 0,5                | 30                | Failaka                                                                                      |

## Glaubenslehre

### Die zwölf Imame und die 14 Unfehlbaren
| Die zwölf Imame der Zwölfer-Schia | Die zwölf Imame der Zwölfer-Schia               |
| --------------------------------- | ----------------------------------------------- |
| 1.                                | ʿAlī ibn Abī Tālib (gestorben 661)              |
| 2.                                | al-Hasan ibn ʿAlī (gestorben 670)               |
| 3.                                | al-Husain ibn ʿAlī (gestorben 680)              |
| 4.                                | ʿAlī ibn Husain Zain al-ʿĀbidīn (gestorben 713) |
| 5.                                | Muhammad al-Bāqir (gestorben 732 od. 736)       |
| 6.                                | Dschaʿfar as-Sādiq (gestorben 765)              |
| 7.                                | Mūsā al-Kāzim (gestorben 799)                   |
| 8.                                | ʿAlī ibn Mūsā ar-Ridā (gestorben 818)           |
| 9.                                | Muhammad al-Dschawād (gestorben 835)            |
| 10.                               | ʿAlī al-Hādī (gestorben 868)                    |
| 11.                               | Hasan al-ʿAskarī (gestorben 874)                |
| 12.                               | Muhammad al-Mahdī (entrückt)                    |

Kerngedanke der zwölfer-schiitischen Lehre ist der Glaube an die zwölf Imame: Sie gelten als unfehlbar und sollen jeweils durch Designation (naṣṣ) ihres Vorgängers festgelegt worden sein. Der erste Imam ʿAlī ibn Abī Tālib ist nach zwölfer-schiitischem Glauben direkt von Mohammed eingesetzt worden, und zwar im Frühjahr 632 nach der Rückkehr von der Abschiedswallfahrt am Ghadīr Chumm. Die Zwölfer-Schiiten gedenken dieses Ereignisses mit dem Ghadīr-Fest am 18. Dhū l-Hiddscha. Nach zwölfer-schiitischer Lehre hat ʿAlīs Imamat nicht erst 656 begonnen, als er zum Kalifen erhoben wurde, sondern ohne Unterbrechung (bilā fāṣila) unmittelbar im Anschluss an den Tod Mohammeds. Das Bekenntnis zu dieser Lehre gilt als religiöse Pflicht (farḍ min ad-dīn).
Der schiitische Gläubige hat gegenüber den Imamen die Pflicht zu Walāya und Barā'a, d. h. er soll die Imame und all diejenigen, die ihnen die Treue halten, unterstützen und sich umgekehrt von denjenigen lossagen, die sie hassen. Als Gemeinschaft, die ihren Imamen die Treue hält, sehen sich die Zwölfer-Schiiten in der Nachfolge des auserwählten Volkes der Israeliten, das seinen Propheten gegenüber ebenfalls Walāya übte. Wenn die Bekundung des eigenen Glaubens für den Gläubigen eine Gefahr darstellt, ist er nach der klassischen zwölfer-schiitischen Lehre zur Verheimlichung in Form der Taqīya befugt. Die Zwölfer-Schia hat zahlreiche Überlieferungen zur Taqīya aus der früheren imamitischen Tradition übernommen. Heutige Zwölfer-Schiiten messen diesem Prinzip allerdings zum großen Teil keine besondere Bedeutung mehr zu.
Wie die Propheten sollen die Imame am Jüngsten Tag für die schiitischen Gläubigen Fürsprache (šafāʿa) einlegen können, so dass diese von jenseitiger Strafe verschont bleiben. Die Imame gelten nach zwölfer-schiitischer Lehre außerdem als Muhaddathūn, d. h. als Menschen, die durch Engel „angesprochen“ werden, die ihnen durch Inspiration göttliches Wissen vermitteln. Umgekehrt präsentieren sich bis heute einige zwölfer-schiitische Gelehrte als Gesprächspartner der Imame, die ihnen durch Träume und Visionen Charisma übertragen haben. Visionen und Träume von den Imamen spielen bis heute eine wichtige Rolle in der zwölfer-schiitischen Mystik.
Nach zwölfer-schiitischer Lehre stand die Anzahl der zwölf Imame schon lange vor Entrückung des zwölften Imams fest. Dies wird unter anderem damit begründet, dass sie schon im Kitāb Sulaim ibn Qais erwähnt werden, das ʿAlīs Anhänger Sulaim zusammengestellt haben soll. Zusammen mit Mohammed und seiner Tochter Fatima bilden die zwölf Imame die Vierzehn Unfehlbaren, die in vielen Überlieferungen als reine und sündlose Lichtgestalten dargestellt werden. Die Zwölfer-Schiiten beziehen sich dabei auf Sure 33:33: „Gott möchte ja die Unreinheit von euch nehmen, ihr ‚Leute des Hauses‘ (ahl al-bait), und euch ganz und gar reinigen“. Die Sonderstellung der Vierzehn Unfehlbaren wird auch mit dem Ereignis der Mubāhala begründet, bei dem Mohammed seine Tochter Fātima, ihren Ehemann ʿAlī ibn Abī Tālib und deren beiden Söhne Hasan und Husain unter seinen Mantel nahm. Diese fünf Personen werden in der Schia auch als die Ahl al-kisā' („Leute des Mantels“) bezeichnet.

### Der zwölfte Imam: kleine und große Verborgenheit
Ein zentraler Glaubensinhalt der Zwölfer-Schia ist die Lehre von der Ghaiba, d. h. der Verborgenheit des zwölften Imams. Er ist nach Ansicht der Zwölfer-Schiiten nicht gestorben, sondern wurde bereits als Kind von Gott entrückt und lebt seitdem in der Verborgenheit. Die Zwölfer-Schiiten glauben, dass der zwölfte Imam dereinst als Mahdi wiederkehren wird, um die Mission des Propheten zu vollenden und ein Reich der Gerechtigkeit auf Erden zu errichten. Daher rührt auch sein Name Muhammad al-Mahdī. Das Verschwinden des Mahdis und seine Verborgenheit werden in den schiitischen Traditionen als eine harte Prüfung (imtiḥān) für die schiitischen Gläubigen dargestellt.
Die Verborgenheit teilt sich nach zwölfer-schiitischer Lehre in zwei Perioden: die erste Periode der kleinen Verborgenheit (al-ġaiba al-ṣuġra), während derer der zwölfte Imam den Kontakt zu seinen Anhängern über vier Botschafter (sufarāʾ) aufrechterhielt, und die zweite Periode der großen Verborgenheit (al-ġaiba al-kubrā), die bis heute andauert und von der allein Gott weiß, wann sie endet. Die vier Botschafter, über die der zwölfte Imam während der kleinen Verborgenheit mit seinen Anhängern in Kontakt stand, waren:
1. Abū ʿAmr ʿUthmān ibn Saʿīd al-ʿAmrī (gestorben vor 880)
2. Abū Dschaʿfar Muhammad ibn ʿUthmān al-ʿAmrī (gestorben 916 oder 917)
3. Abū l-Qāsim al-Husain ibn Rauh an-Naubachtī (gestorben Juni 938)
4. Abū l-Hasan ʿAlī ibn Muhammad as-Simmarī (gestorben Mai 941)[20]

Diese vier Botschafter sollen dem zwölften Imam Fragen übermittelt und heimlich seine Antworten überbracht haben. Kurz vor seinem Tod im Jahre 329 der Hidschra (= 940/41 n. Chr.) soll dann der vierte Botschafter einen letzten vom verborgenen Imam signierten Brief erhalten haben, in dem dieser erklärte, dass von nun an und „bis zum Ende der Zeiten“ niemand ihn mehr sehen oder sein Repräsentant sein könne, und wer immer etwas anderes behaupte, ein Betrüger sei. Damit beginnt nach der offiziellen zwölfer-schiitischen Lehre die Zeit der großen Verborgenheit. Es ist im Wesentlichen diese Lehre von der kleinen und der großen Ghaiba, die die Zwölfer-Schia von anderen imamitischen Gruppen unterscheidet. Zwölfer-schiitische Theologen begründen die Lehre von den zwei Ghaibas nicht nur mit schiitischen Traditionen, sondern auch mit Präzedenzfällen aus der islamischen Heilsgeschichte: So sollen auch Abraham und Mohammed zwei Mal in die Verborgenheit eingetreten sein.

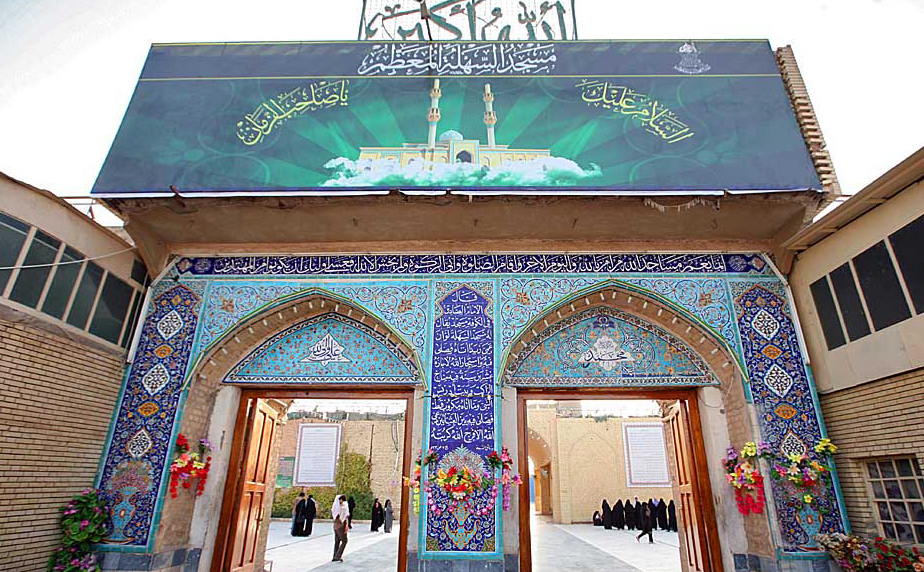
Die Sahla-Moschee in Kufa, einer der Orte, an dem die Herabkunft des zwölften Imams erwartet wird.

Der zwölfte Imam hat bei den Zwölfer-Schiiten eine große Anzahl von Beinamen, darunter al-Qā'im („der sich Erhebende“), Sāhib az-zamān („Gebieter der Zeit“) und eben al-Mahdī („der Rechtgeleitete“). Wenn er erwähnt wird, ist es üblich die Formel ʿAǧǧala Llāhu faraǧahū („Möge Gott sein Hervortreten rasch herbeiführen“) zu sprechen. Der zwölfte Imam ist im Glauben der Zwölfer-Schiiten auch das einzig legitime Oberhaupt der Muslime. In der Verfassung der Islamischen Republik Iran ist er deshalb auch das theoretische Staatsoberhaupt. Der schiitische Rechtsgelehrte, der als Rahbar die Sachwaltung und Leitung der Gemeinschaft übernimmt, herrscht nur in Stellvertretung des zwölften Imams bis zu dessen Wiederkehr aus der Verborgenheit.
Über den Ort, an dem der Imam-Mahdī erscheinen soll, gibt es in der Zwölfer-Schia unterschiedliche Überlieferungen. Eine Tradition besagt, dass der sechste Imam Dschaʿfar as-Sādiq vorhergesehen habe, dass die Herabkunft „des Sich Erhebenden“ (al-Qā'im) zusammen mit seinen Anhängern und Familienangehörigen in der Sahla-Moschee in Kufa stattfinden und er sich dort auch weiter aufhalten soll. Nach einer anderen Überlieferung dagegen, die asch-Schaich al-Mufīd überliefert, wird der Mahdi an der Kaaba in Mekka herabsteigen und erst dann, von Engeln begleitet, nach Kufa ziehen. Nach verschiedenen zwölfer-schiitischen Traditionen, die im Milieu der Ghulāt entstanden sind, folgt auf das endzeitliche Wiedererscheinen des Mahdī die Rückkehr (raǧʿa) des Propheten Mohammed, der anderen elf Imame und einer ungenannten Anzahl schiitischer Gläubiger, die bei dieser Gelegenheit an ihren früheren Gegnern Rache üben.

### Besonderheiten in der Theologie
Die zwölfer-schiitische Glaubenslehre weist einige Besonderheiten auf, so das Konzept des Badā' und die Zurückweisung der „Schau Gottes“ (ruʾyat Allāh). Das Konzept des Badā', das aus der imamitischen Tradition kommt, betrifft die Frage der Prädestination. Anders als die Sunniten und die meisten anderen Schiiten gehen die Imamiten davon aus, dass Gott seine Entscheidungen je nach den Umständen ändern kann. Badā' ist vor allem ein Instrument der Vergangenheitsbewältigung. Wann immer Dinge anders gelaufen sind, als vorhergesagt, lässt sich dies damit erklären, dass es Gott so gut dünkte (badā la-hū). Zur Begründung der Badā'-Lehre berufen sich die Imamiten auf Sure 13:39: „Gott löscht aus, was er will, oder lässt es bestehen. Bei ihm ist die Urschrift.“ Der achte Imam ʿAlī ar-Ridā wird mit der Aussage zitiert: „Gott hat nie einen Propheten ohne den Auftrag gesandt, den Wein zu verbieten und den Badā' Gottes zu lehren.“
Hinsichtlich der Schau Gottes (ruʾyat Allāh), also der Frage, ob die Menschen Gott im Diesseits und im Jenseits mit ihren Augen sehen können oder nicht, haben die zwölfer-schiitischen Theologen in Übernahme der muʿtazilitischen Lehre eine ablehnende Position eingenommen, im Gegensatz zu den sunnitischen Theologen, die diese Frage bejaht haben.

### Religiöse Grundlagentexte
Wie bei den Sunniten, gelten bei den Zwölfer-Schiiten der Koran und die Hadithe als die wichtigsten religiösen Grundlagentexte. Schon seit ihren Anfängen ist die Zwölfer-Schia mit dem Vorwurf konfrontiert, dass sie den Korantext für unvollständig hält. Tatsächlich gibt es schiitische Hadithe, die davon berichten, dass der Korantext an einzelnen Stellen von den Gegnern der Schia verfälscht wurde. So soll zum Beispiel in Sure 3:33: „Gott hat Adam und Noah und die Sippe Abrahams und die Sippe ʿImrāns vor den Menschen in aller Welt auserwählt“ ursprünglich hinter „die Sippe ʿImrāns“ die Phrase „und die Sippe Mohammeds“ gestanden haben. Eine kleine Minderheit von Zwölfer-Schiiten hat sogar versucht zu zeigen, dass ganze Suren aus dem Koran gestrichen wurden. Die Mehrheit der Zwölfer-Schiiten nimmt jedoch an, dass der Text des Korans korrekt und auch vollständig ist. Zu den bekanntesten zwölfer-schiitischen Korankommentaren gehören der Tafsīr von ʿAlī ibn Ibrāhīm al-Qummī (gestorben 919), at-Tibyān fī tafsīr al-Qurʾān von Abū Dschaʿfar at-Tūsī (gestorben 1067), Maǧmaʿ al-bayān von at-Tabrisī (gestorben 1154) und die beiden modernen Werke al-Mīzān von dem Iraner Allameh Tabatabai (gestorben 1981) und Min waḥy al-Qurʾān von dem Libanesen Muhammad Husain Fadlallāh (gestorben 2010).
Da die Imame nach der zwölfer-schiitischen Lehre als unfehlbar gelten, haben Nachrichten (aḫbār) über Aussprüche und Handlungen von ihnen den gleichen Stellenwert wie Hadithe. Berichte über den Propheten Mohammed werden gewöhnlich nur dann als authentisch akzeptiert, wenn sie von einem der Imame überliefert sind. Die meisten anderen Prophetengefährten werden dagegen als unzuverlässig betrachtet, weil sie das Kalifat von Abū Bakr, ʿUmar ibn al-Chattāb und ʿUthmān ibn ʿAffān unterstützt haben.
Insgesamt gibt es vier Bücher, die bei den Zwölfer-Schiiten kanonischen Rang haben. Sie sind von drei Autoren zusammengestellt worden, die als die „drei Muhammads“ bezeichnet werden:
1. al-Kāfī fī ʿilm ad-dīn („Das Genügende in der Religionswissenschaft“) von Muhammad al-Kulainī (gestorben 940), eine Sammlung von 16.200 imamitischen Traditionen, die systematisch nach Themen angeordnet sind,[35]
2. Man lā yaḥḍuruhu al-faqīh („Wer keinen Rechtsgelehrten in der Nähe hat“, d. h. der kann sich aus dem Buch Belehrung holen) von Muhammad Ibn Bābawaih (918–991),
3. Tahḏīb al-aḥkām („Verfeinerung der Beurteilungen“) von Muhammad at-Tūsī (995–1067) und
4. al-Istibṣār fī-mā uḫtulifa min al-aḫbār („Betrachtung über die Abweichungen in den Nachrichten“) von demselben Autor.[36]

Während das erste Buch eine reine Traditionssammlung ist, zeigt sich in den drei späteren Werke der Einfluss des Fiqh: Sie enthalten zum Teil ausführliche normenwissenschaftliche Erörterungen. Das vierte Buch befasst sich speziell mit der Frage, wie bei Normenfragen zu verfahren ist, zu denen es Traditionen gibt, die sich zu widersprechen scheinen.
Neben den vier Büchern gibt es noch einige andere Werke, die bei den Zwölfer-Schiiten sehr hohes Ansehen genießen, wie zum Beispiel das 110-bändige Monumentalwerk Bihār al-Anwār von Muhammad Bāqir al-Madschlisī, das alle schiitischen Traditionen zu enthalten beansprucht, und das Kitāb Sulaim ibn Qais, das als das älteste Werk der Schia überhaupt gilt. Hierbei muss beachtet werden, dass die Traditionssammlungen der Zwölfer-Schia eine große Reihe von Überlieferungen, Meinungen und Konzeptionen anderer schiitischer Sekten enthalten, die zum größten Teil gar nicht mehr existieren. Die wichtigsten Sammlungen mit Duʿā'-Gebeten bei den Zwölfer-Schiiten sind die Ṣaḥīfa-yi Saǧǧādīya und die Mafātīḥ al-ǧinān.

## Heilige Orte

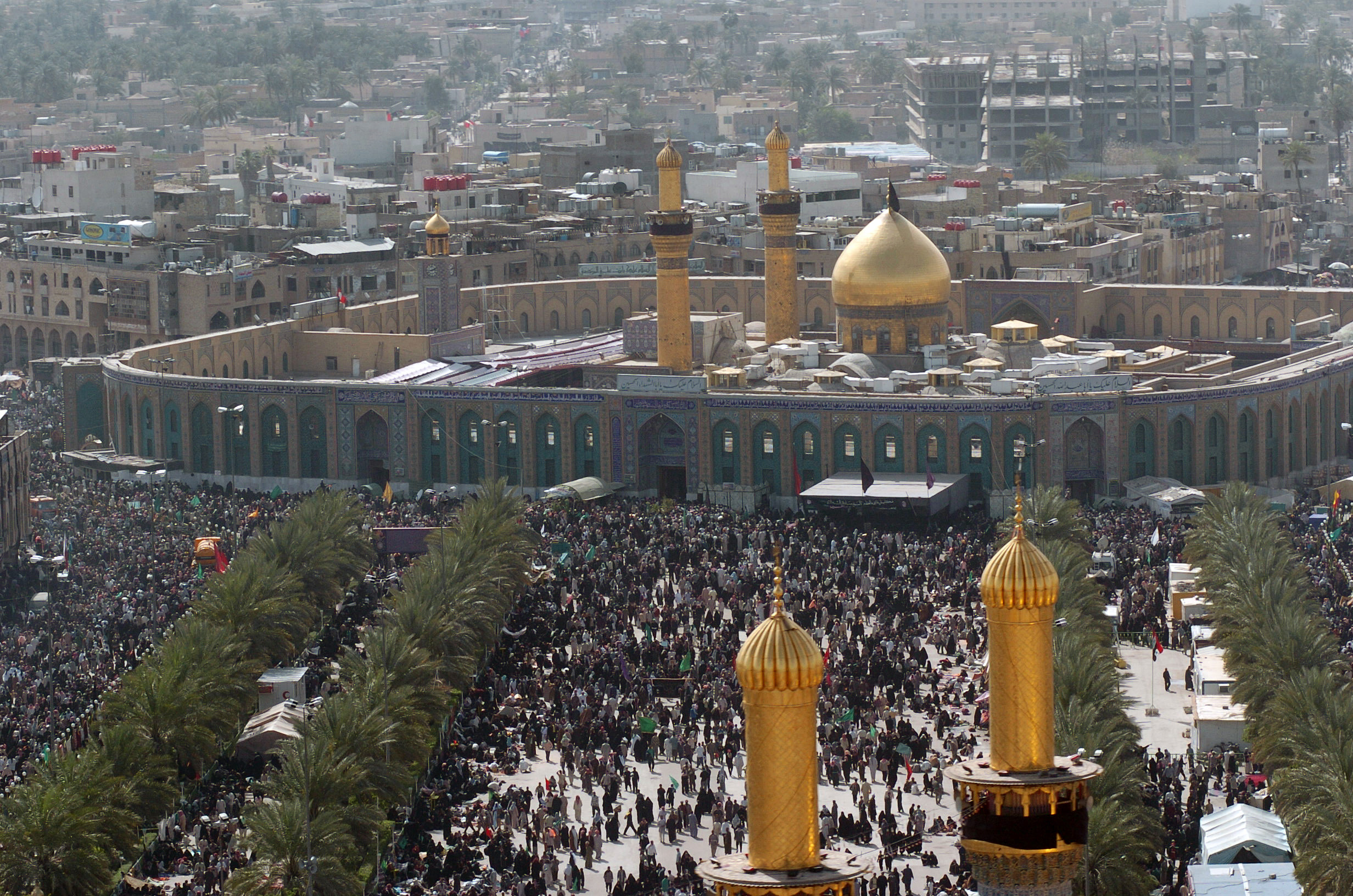
Das Grabmausoleum von Imam Husain in Kerbela

Die Zwölfer-Schiiten verehren eine große Anzahl von heiligen Orten, von denen die meisten zu den 14 Unfehlbaren in Beziehung stehen. Viele dieser Orte werden von ihnen als Haram betrachtet. Von besonders großer Bedeutung ist Medina, weil sich dort die Gräber Mohammeds und seiner Tochter Fātima sowie von vier Imamen befinden. Das Grabmausoleum der vier Imame auf dem Baqīʿ-Friedhof in Medina wurde allerdings am 8. Schawwāl 1344h (= 21. April 1926) von den Wahhabiten zerstört, was bis heute von Schiiten in einigen islamischen Ländern mit einem speziellen Tag der Trauer begangen wird.
Die wichtigsten Heiligen Stätten der Zwölfer-Schia befinden sich aber im Irak. Es sind dies:
- der Imam-Husain-Schrein in Kerbela,
- der Imam-ʿAlī-Schrein in Nadschaf,
- der al-ʿAskarī-Schrein in Samarra und
- der al-Kāzimīya-Schrein in al-Kazimiyya, einem Vorort von Bagdad.

Zusammengenommen bilden diese Orte die sogenannten „Heiligen Schwellen“ (ʿAtabāt muqaddasa) der Schia. Sie werden jedes Jahr von Tausenden von schiitischen Pilgern aus aller Welt besucht und gehören zu den wichtigsten Zentren der schiitischen Gelehrsamkeit. Ein großer Teil der an den ʿAtabāt lebenden Mullās und Āyatollahs stammt nicht aus dem Irak, sondern aus Iran und anderen islamischen Ländern.

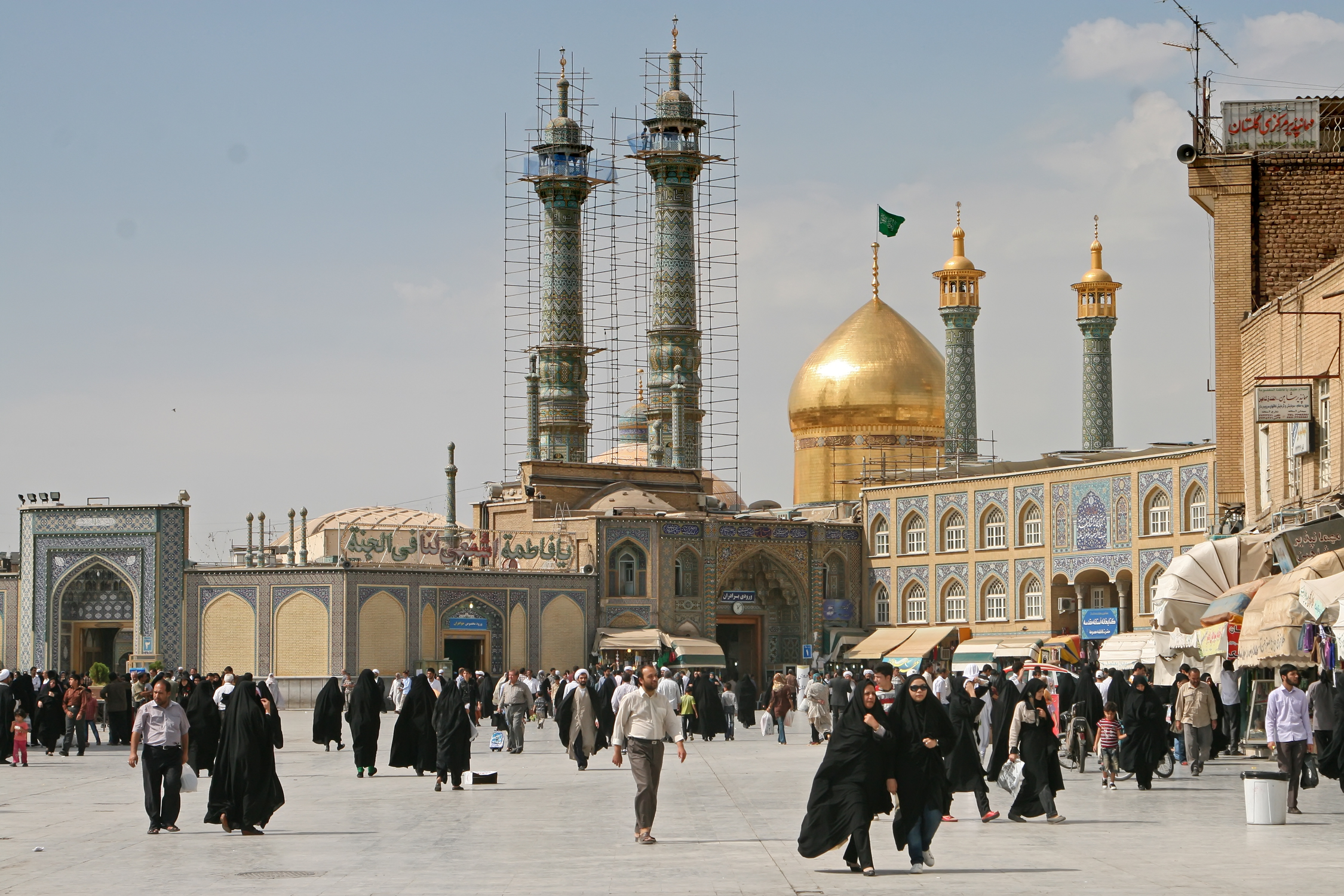
Schrein der Fātima Maʿsūma in Ghom

Bedeutende Heilige Stätten, zu denen die Zwölfer-Schiiten Besuchswallfahrten unternehmen, befinden sich außerdem in Iran. Hierzu gehören der Imam-Reza-Schrein in Maschhad sowie die Dschamkarān-Moschee bei Ghom, die an der Stelle errichtet wurde, an der im 10. Jahrhundert einmal der zwölfte Imam erschienen sein soll. In Iran werden auch Besuchswallfahrten zu den Gräbern von Imamzades unternommen. Bei den Imamzades handelt es sich um Kinder und Nachkommen von einem der Imame. Der bekannteste und wichtigste Imamzade-Schrein ist der Schrein der Fātima Maʿsūma in Ghom. Ein Ort, der erst in den letzten Jahrzehnten größere Bedeutung als Heiliger Ort der Schiiten erhalten hat, ist der Schrein von Saiyida Zainab im Süden von Damaskus.
Einer der bedeutendsten zwölfer-schiitischen heiligen Orte in Indien ist der Dargāh-i Hazrat-i ʿAbbās in Lucknow. Hier befindet sich seit dem späten 18. Jahrhundert als Reliquie die Silberspitze des Banners von al-Husain, das dessen Bruder al-ʿAbbās ibn ʿAlī in der Schlacht von Kerbela getragen haben soll, bis er am 5. Muharram fiel. Ein schiitischer Pilger aus Lucknow soll sie auf dem ehemaligen Schlachtfeld ausgegraben und dann in seine Heimatstadt gebracht haben, nachdem ihm al-ʿAbbās im Traum erschienen war. Repliken dieser Standartenspitze, die in einer Zeremonie während des 5. Muharram im physischen Kontakt mit der Originalrelique geweiht werden, finden Verwendung in den großen Muharram-Prozessionen in Lucknow und sind auf die verschiedenen schiitischen Gebetsstätten der Stadt verteilt.

## Feste und Trauerzeremonien

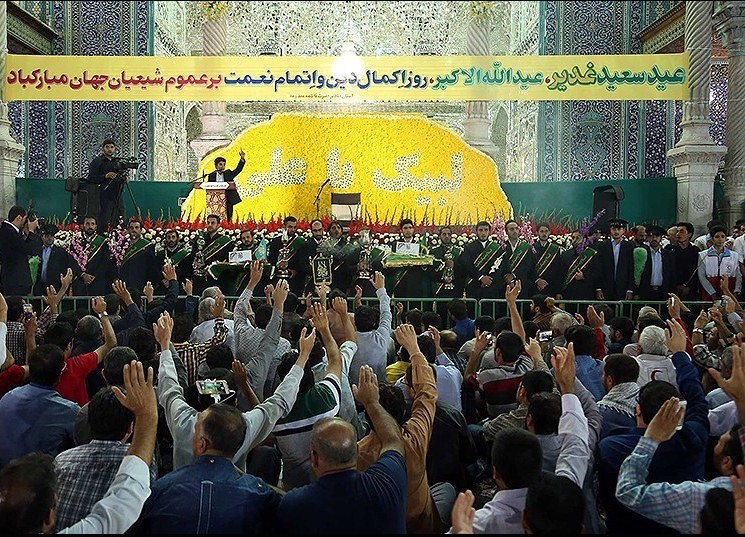
Ghadīr-Fest am Schrein der Fātima Maʿsūma in Ghom

Die wichtigsten Festtage der Zwölfer-Schiiten neben dem Islamischen Opferfest und dem Fest des Fastenbrechens sind der ʿĀschūrā-Tag am 10. Muharram, das Ghadīr-Fest am 18. Dhū l-Hiddscha und das Mubāhala-Fest am 24. Dhū l-Hiddscha. Mit dem Ghadīr-Fest gedenken die Zwölfer-Schiiten der Einsetzung ihres ersten Imams ʿAlī ibn Abī Tālib am Ghadīr Chumm durch Mohammed. Das Mubāhala-Fest erinnert an das Ereignis der Mubāhala, bei dem nach zwölfer-schiitischer Auffassung die Sonderstellung der Familie des Propheten und der Vierzehn Unfehlbaren begründet wurde. DerʿĀschūrā-Tag ist ein Trauertrag. Er erinnert an die Schlacht von Kerbela, bei der der dritte Imam al-Husain und seine Gefährten durch die Truppen des umaiyadischen Kalifen Yazīd zu Tode kamen. Diese Schlacht soll am zehnten Tag des Monats Muharram stattgefunden haben.

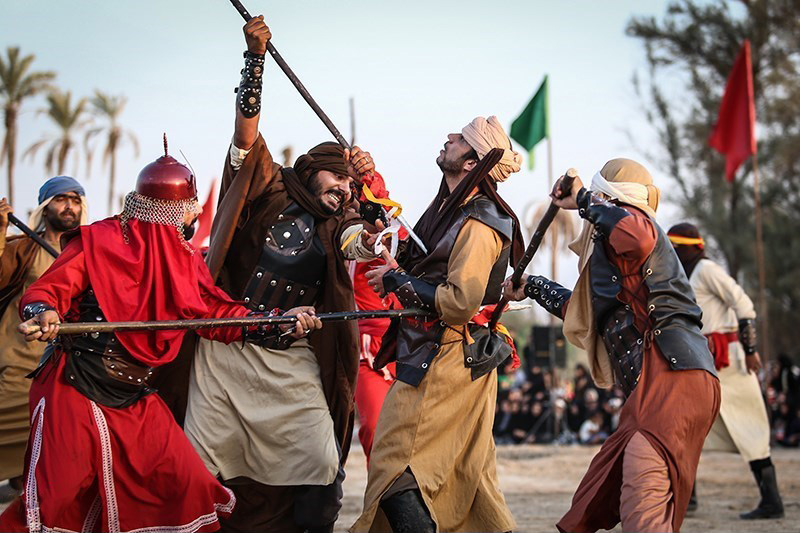
Taʿziya-Darbietung in Buschehr am ʿĀschūrā-Tag 2017

Zum Gedenken an die Schlacht von Kerbela werden am Anfang des Muharram von den Zwölfer-Schiiten aufwendige Trauerzeremonien abgehalten. In dieser Zeit finden insbesondere die Taʿziye („Beileidsbezeugung, Tröstung“) genannten Passionsspiele statt. Sie gelangen am ʿĀschūrā-Tag zum Höhepunkt und Abschluss. Hierbei geißeln sich viele schiitische Gläubige und klagen über die unterlassene Hilfe, die al-Husain das Leben kostete. Charakteristisch ist hierbei der Gedanke des Büßertums. Das kollektive Vergießen von Tränen ist bis heute unverzichtbarer Bestandteil der jährlichen Trauerfeierlichkeiten zum Gedächtnis an den Märtyrertod al-Husains. Teilweise kommt es bei diesen Passionsfeiern zu blutigen Selbstkasteiungen, bei denen sich die Gläubigen mit Schwertern am Kopf verletzen. Allerdings haben in den letzten Jahrzehnten mehrere schiitische Gelehrte diese Tatbīr genannten Riten verboten, weil sie ihrer Auffassung nach die Zwölfer-Schia in Verruf bringen.

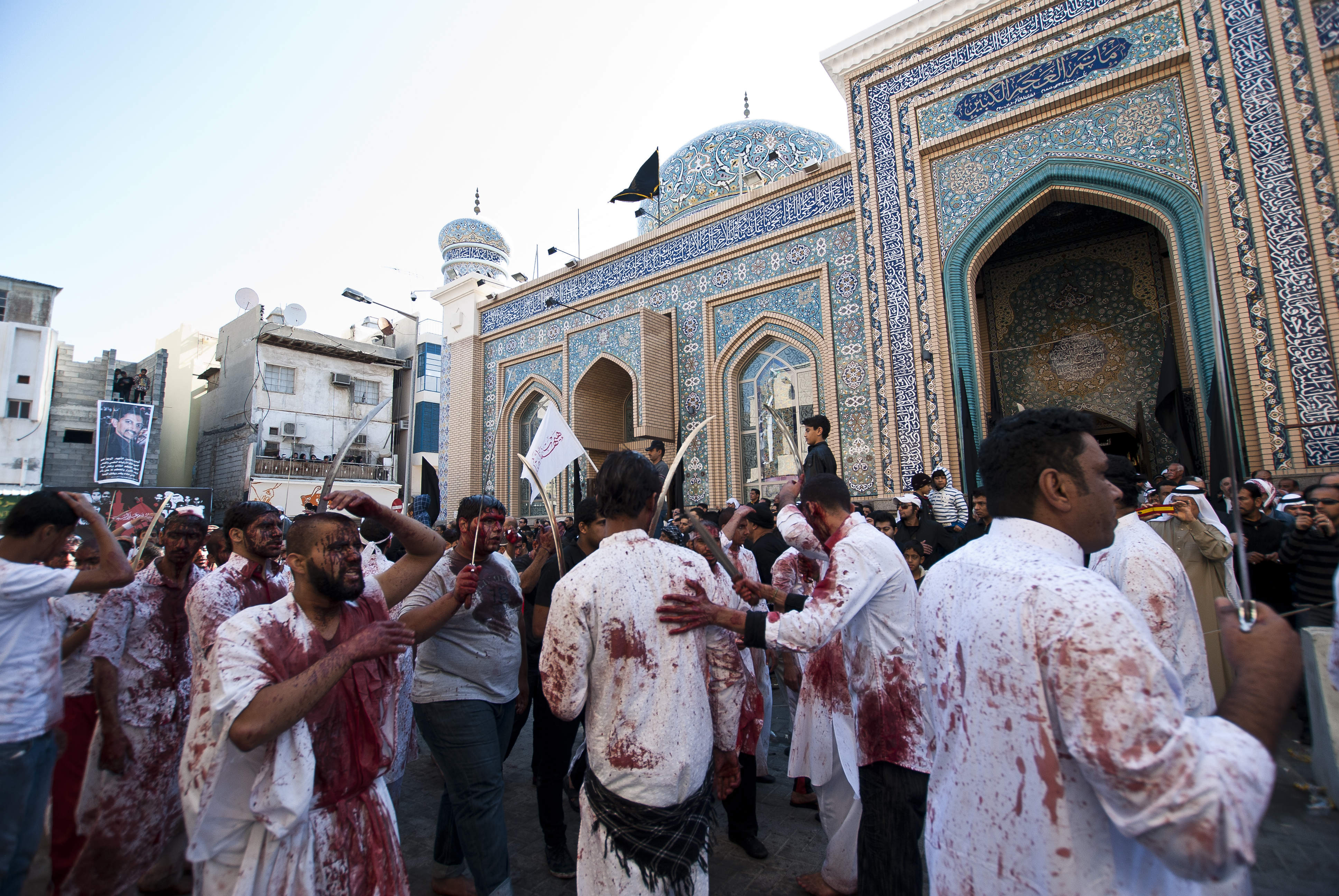
Tatbīr in Bahrain

Trauerzeremonien werden auch im Gedenken an die anderen Imame und Angehörigen der Prophetenfamilie durchgeführt, die nach schiitischer Auffassung als Märtyrer gestorben sind. Nach zwölfer-schiitischer Tradition wurden fast alle Imame auf Befehl eines Kalifen ermordet. Die meisten sollen durch Gift getötet worden sein, andere durch das Schwert. Einige von ihnen wurden vorher verschleppt und eingekerkert. Auch die Prophetentochter Fātima gilt als Märtyrerin. Kurz nach dem Tode ihres Vaters soll sie in tiefer Trauer um ihn verstorben sein. Vor ihrem Tod geriet sie in einen Konflikt mit dem Kalifen Abū Bakr und ʿUmar ibn al-Chattāb. Dieses Leiden bewegt die Gemüter der Schiiten bis heute.

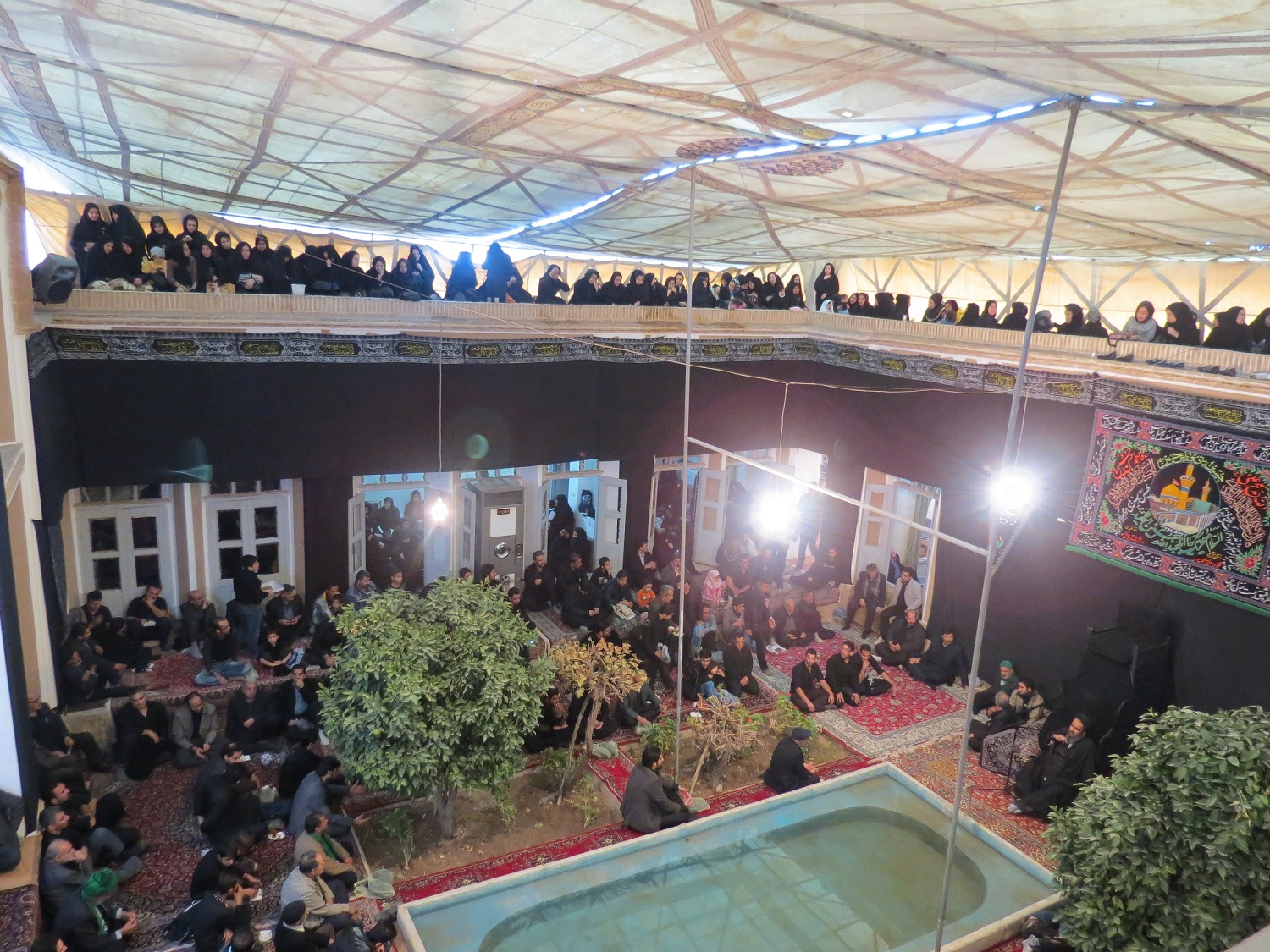
Rouze-Chāni in Yazd (2017)

Bei den Trauerzeremonien werden meist auch spezielle Trauergedichte rezitiert. In Iran heißen diese Rezitationsveranstaltungen Rouze-Chāni („Rauḍa-Lesung“). Der Name ist von dem Titel des Buches Rauḍat aš-šuhadāʾ („Garten der Märtyrer“) von Husain Wāʿiz Kāschifī (gestorben 1502), abgeleitet, eines Martyrologiums, das ursprünglich bei diesen Gedenkfeiern im Mittelpunkt stand, heute aber kaum noch eine Rolle spielt. Die Länge von Rouze-Chāni-Veranstaltungen variiert von zwei Stunden bis zu einer ganzen Nacht. Manchmal finden solche Veranstaltungen auch außerhalb des Monats Muharram an Freitagen oder Todestagen anderer schiitischer Persönlichkeiten statt.
Trauerzeremonien und Taʿziye-Darbietungen werden häufig in speziellen Versammlungshäusern abgehalten. In Iran und Zentralasien werden solche Gebäude Takye-Chāne, Taʿziye-Chāne oder Husainīya genannt. In Südindien, so besonders in Andhra Pradesh, nennt man sie ʿĀschūrā-Chāna, in Nordindien verwendet man für sie solche Namen wie Madschlis-Chāna, ʿAzā-Chāna, Imāmbārā oder Imāmbārhā. Speziell in Pakistan bezeichnet man diese Gebäude als Imāmbārgā. Auch die heutigen zwölfer-schiitischen Migrantengemeinden in Afrika, Europa, Nordamerika, Australien und in der Karibik errichten weiter Gebäude in dieser Tradition.

## Besonderheiten in der Normenlehre

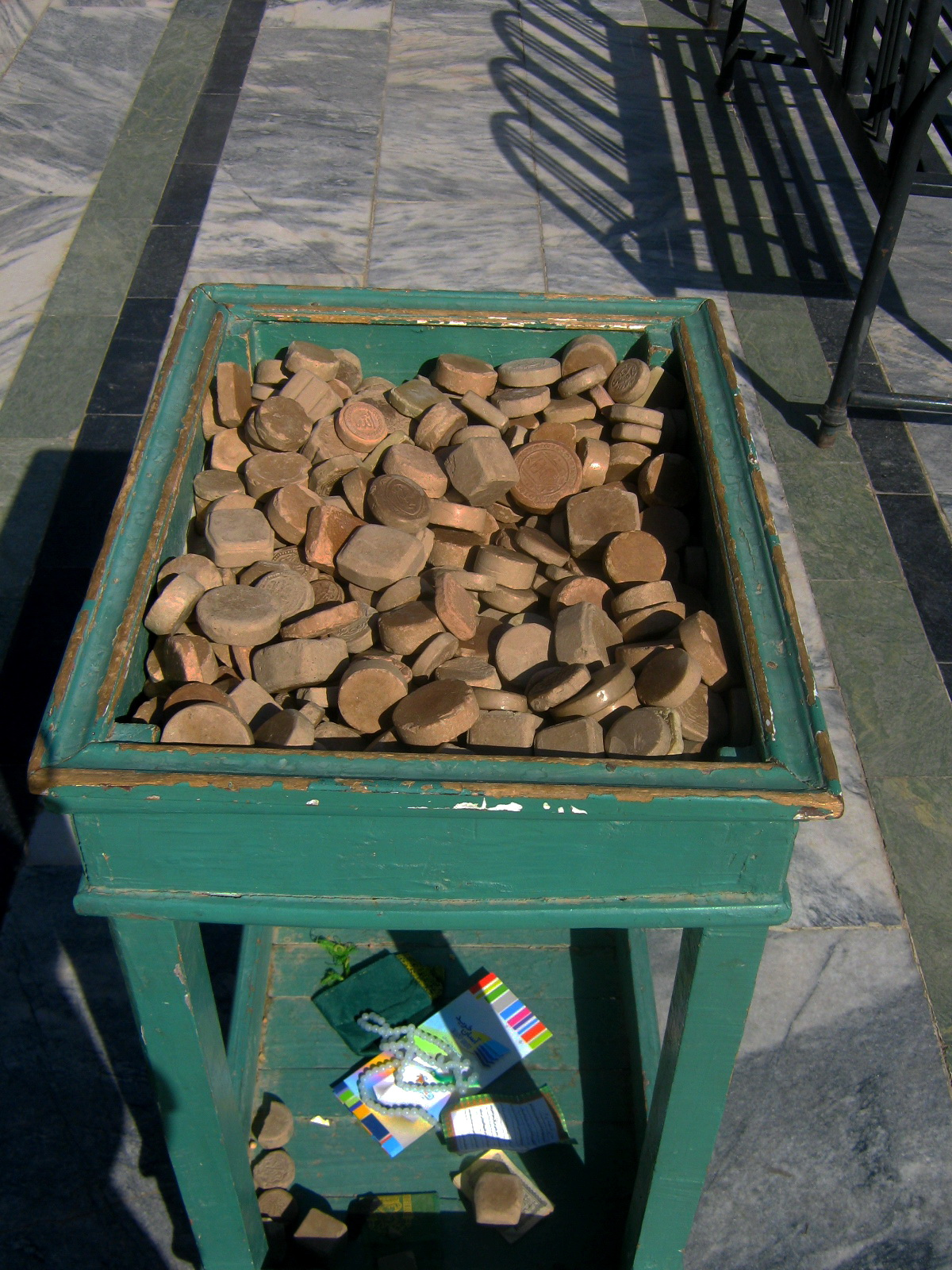
Gebetssiegel aus Erde vom Grab al-Husains, wie sie von Zwölfer-Schiiten beim Gebet verwendet werden, in der Großen Moschee von Nischapur

Die Zwölfer-Schiiten haben eine eigene Lehrrichtung in der Normenlehre, die nach dem sechsten Imam dschaʿfaritisch genannt wird. Unterschiede gegenüber den sunnitischen Lehrrichtungen zeigen sich vor allem im rituellen Bereich.

### Gebet und Gebetsruf
Eine Besonderheit beim rituellen Gebet ist die Verwendung von Gebetssiegeln aus Erde vom Grab al-Husains in Kerbela, die in der Zwölfer-Schia als besonders heilig gilt. Diese Gebetssiegel, die auf Arabisch Turba Husainīya bzw. auf Persisch muhr-i namāz genannt werden, werden bei der Prosternation im Gebet von den schiitischen Gläubigen mit der Stirn berührt. Der sechste Imam Dschʿfar as-Sādiq soll im 8. Jahrhundert die Rechtmäßigkeit dieser Praxis bestätigt haben. Über die Gebetssiegel sowie über Gebetsketten, die aus vom Grab al-Husains stammender Erde gefertigt sind, suchen die Zwölfer-Schiiten die solcher Erde angeblich innewohnende Segenskraft aufzunehmen. Für die Fertigung dieser rituellen Gegenstände wird nicht nur Erde aus Kerbela verwendet, sondern manchmal auch Erde von anderen Orten, die mit den Imamen oder Imamzades verbunden sind, wie Nadschaf, Medina, Maschhad und Ghom; Erde aus Kerbela wird allerdings in jedem Fall bevorzugt.
Eine Besonderheit, die die Zwölfer-Schiiten mit anderen Schiiten teilen, ist die zweimalige Einfügung der Formel Ḥaiya ʿala ḫairi l-ʿamal („Eilt zur besten Handlung“) beim ersten und zweiten Gebetsruf. Seit der Safawidenzeit ist es darüber hinaus üblich, die zweiteilige Schahāda im Gebetsruf und im Gebet um eine dritte Formel zu erweitern, nämlich das Bekenntnis dazu, dass ʿAlī der Freund Gottes ist.

### Reinheitsbestimmungen
Besonderheiten zeigen sich auch bei den Reinheitsbestimmungen. Im Unterschied zu den Sunniten und auch den Zaiditen erlauben die Zwölfer-Schiiten bei der rituellen Waschung nicht das bloße Überstreichen der Schuhe, sondern bestehen darauf, dass die Füße gewaschen werden. Eine weitere Besonderheit besteht darin, dass sie im Gegensatz zu den meisten anderen islamischen Gruppen den Austritt von Präejakulat (maḏy) nicht als ein Ereignis betrachten, das die rituelle Reinheit zerstört. Diese Sichtweise wird unter anderem mit einem Hadith begründet, wonach ʿAlī ibn Abī Tālib, der „ein Mann war, der sehr viel Präejakulat ausstieß“ (kāna raǧulan maḏḏāʾan), deswegen beim Propheten nachfragen ließ und jener darauf zur Antwort gab, dass dies nichts ausmache (laisa bi-š-šaiʾ). Mehr als bei den Sunniten wird bei den Zwölfer-Schiiten außerdem die Unreinheit von Ungläubigen betont. Sie gelten als Nadschis, also als unrein.

### Haddsch
Zwar gilt der Haddsch nach Mekka bei den Zwölfer-Schiiten als religiöse Pflicht, doch hat er nicht den gleichen Stellenwert im religiösen Leben wie bei den Sunniten, weil Besuchswallfahrten zu den Gräbern der Imame und anderer bedeutender Angehöriger der Prophetenfamilie eine ebenso wichtige Rolle spielen. Schiiten, die nach Mekka pilgern, werden zum Beispiel angewiesen, bei dieser Gelegenheit unbedingt auch die Gräber Mohammeds, der Prophetenfamilie und der Imame in Medina zu besuchen.

### Abgaben
Zusätzlich zur Zakāt wird bei den Zwölfer-Schiiten auch der sogenannte Chums („Fünft“) eingezogen, eine Steuer in Höhe von 20 Prozent auf allen Erwerb und Gewinn. Allerdings werden alle Ausgaben im Zusammenhang mit der Unterstützung der eigenen Familie einschließlich Erziehung, Eheschließung usw. bei der Berechnung abgezogen. Grundlage für die Chums-Institution ist die koranische Aussage in Sure 8:41: „Wenn ihr irgendwelche Beute macht, gehört der fünfte Teil davon Gott und dem Gesandten und den Verwandten, den Waisen, den Armen und dem, der unterwegs ist.“ Nach der herrschenden Lehre ist dieser Vers so zu interpretieren, dass der Chums zu gleichen Teilen auf die sechs genannten Empfangsgruppen aufgeteilt werden muss. Dabei bilden der Anteil Gottes, der des Propheten und der der „Verwandten“ – also drei Sechstel des Chums – zusammengenommen den sogenannten „Anteil des Imams“ (sahm-i imām), während die anderen drei Sechstel für die Waisen, Bedürftigen und Reisenden aus der Nachkommenschaft des Propheten ausgegeben werden sollen und deswegen „Anteil der Sayyids“ (sahm-i sādāt) genannt werden. Über die Verwendung des „Anteils des Imams“ in der Zeit nach dessen Entrückung gibt es unter den zwölfer-schiitischen Gelehrten unterschiedliche Auffassungen (siehe unten).

### Sonstiges
Hinsichtlich des Familienrechts ist eine bekannte Besonderheit der Zwölfer-Schiiten, dass sie die zeitlich befristete Mutʿa-Ehe für zulässig halten. Im Erbrecht unterscheiden sie sich dadurch von den sunnitischen Lehrrichtungen, dass sie auch Nachkommen weiblicher Angehöriger für erbberechtigt halten. Bei den Hadd-Strafen gibt es die Besonderheit, dass nach der schiitischen Lehre bei der Amputation (qaṭʿ) der rechten Hand nicht die ganze Hand abgetrennt wird, sondern nur die vier Finger. Entsprechend werden bei der Kreuzamputation auch nur vier Finger und der Vorderfuß abgetrennt. Ein offensiver Dschihad (anders als der defensive Dschihad) darf nach Auffassung der meisten zwölfer-schiitischen Rechtsgelehrten nur mit Zustimmung des verborgenen Imams geführt werden.

## Die sozial-religiöse Organisationsstruktur

### Untergruppen
Innerhalb der Zwölfer-Schia gibt es bis heute zwei Untergruppen, die rationalistische Usūlīya und die traditionalistische Achbārīya, wobei erstere die überwältigende Mehrheit stellt. Die Usūlīya ist nach den Usūl al-fiqh, den „Quellen des Rechtsfindung“, benannt, weil diese bei ihr eine zentrale Rolle spielen. Als „Quellen des Rechtsfindung“ gelten bei ihr der Koran, die Traditionen des Propheten und der Imame, der Konsens (Idschmāʿ) und der Vernunftbeweis (dalīl al-ʿaql). Der Analogieschluss (Qiyās) wird dagegen abgelehnt. Einige moderne Vertreter der Usūlīya wie Yusof Sanei gehen so weit, dass sie Hadithe nur dann akzeptieren, wenn sie ihrer Ansicht nach mit den zentralen Werten des Korans und der Vernunft (ʿaql) übereinstimmen. Die Achbārīs beharren im Gegensatz zu den Usūlīs auf der schriftlichen Tradition (naql) der Religion und gestehen der Vernunft keine Beweiskraft zu. Das Wort aḫbār, nach dem die Achbārīs benannt sind, ist die Mehrzahl des arabischen Worts ḫabar („Nachricht“) und wird synonym für die Hadithe verwendet.
Der Gegensatz zwischen Traditionalisten und den Rationalisten innerhalb der Zwölfer-Schia ist sehr alt. Er wird schon bei asch-Schahrastānī (gestorben 1153) erwähnt, allerdings bezeichnet er die zwölfer-schiitischen Rationalisten nicht als Usūlīya, sondern nach dem Kalām, der rationalistischen Theologie, als Kalāmīya. Zwischen beiden Gruppen, so erklärt er, „waltet das Schwert und der Vorwurf des Unglaubens“. Heute bilden die Achbārīs nur noch eine kleine Minderheit innerhalb der Zwölfer-Schia. Eine größere Rolle spielen sie allein in Bahrain. Daneben sind sie noch im Gebiet von Basra im Süd-Irak und in Indien (Hyderabad) anzutreffen.
Zwar standen die frühen zwölfer-schiitischen Theologen dem Sufismus stark ablehnend gegenüber, und auch heute noch gibt es Gelehrte, die an dieser Position festhalten, doch hat sich nach dem Mongolensturm eine zweite Strömung innerhalb der Zwölfer-Schia herausgebildet, die versucht hat, schiitische und sufische Lehren miteinander zu harmonisieren. Mit der Niʿmatullāhīya besteht seit dem 14. Jahrhundert auch ein eigener zwölfer-schiitischer Sufi-Orden. Eine weitere mystische Unterströmung innerhalb der Zwölfer-Schia ist der von Ahmad al-Ahsā'ī (gestorben 1826) begründete Schaichismus. Innerhalb dieser Strömung hat sich im 19. Jahrhundert der Babismus herausgebildet, eine Vorform der Bahai-Religion. Eine zwölfer-schiitische Organisation, die sich explizit gegen das Bahaitum richtet, ist die in den frühen 1950er Jahren gegründete Hodschatieh.
Eine eigene Untergruppierung innerhalb der Zwölfer-Schiiten mit ethnischer Ausrichtung sind die zwölfer-schiitischen Khojas. Wie die ismailitischen Khojas sind sie ursprünglich aus einer hinduistischen Händlerkaste, den Lohanas, hervorgegangen. Heute leben zwölfer-schiitische Khojas vor allem in Indien (40.000), Pakistan (20.000), Ostafrika (ca. 20.000) und in der westlichen Diaspora (USA 20.000, Kanada, Europa). Sie pflegen sehr stark ihre kulturelle Identität, die auf die Gujarati-Sprache, Handelsaktivitäten und Wohltätigkeit für die eigene Gemeinschaft gegründet ist, und setzen sich damit gegenüber anderen Zwölfer-Schiiten ab. Allerdings bestehen auch enge Beziehungen zur zwölfer-schiitischen Gelehrsamkeit im Irak. Die verschiedenen zwölfer-schiitischen Khoja-Gemeinden haben sich 1976 in der World Federation of Khoja Shia Ithna-Asheri Muslim Communities mit Sitz in London zusammengeschlossen. Eine weitere Organisation dieser Gruppierung ist das 1991 gegründete World Islamic Network (WIN) mit Sitz in Mumbai (Bombay), das sich um die Verbreitung zwölfer-schiitischer Literatur in englischer Sprache bemüht und ein eigenes Fernsehprogramm unterhält, das rund um die Uhr sendet. Die Gruppierung hat auch eine eigene Gujarati-sprachige Zeitschrift mit dem Titel Isna ‘Ashari. Sie erscheint seit 1947 in Bombay.

### Die Mardschaʿīya

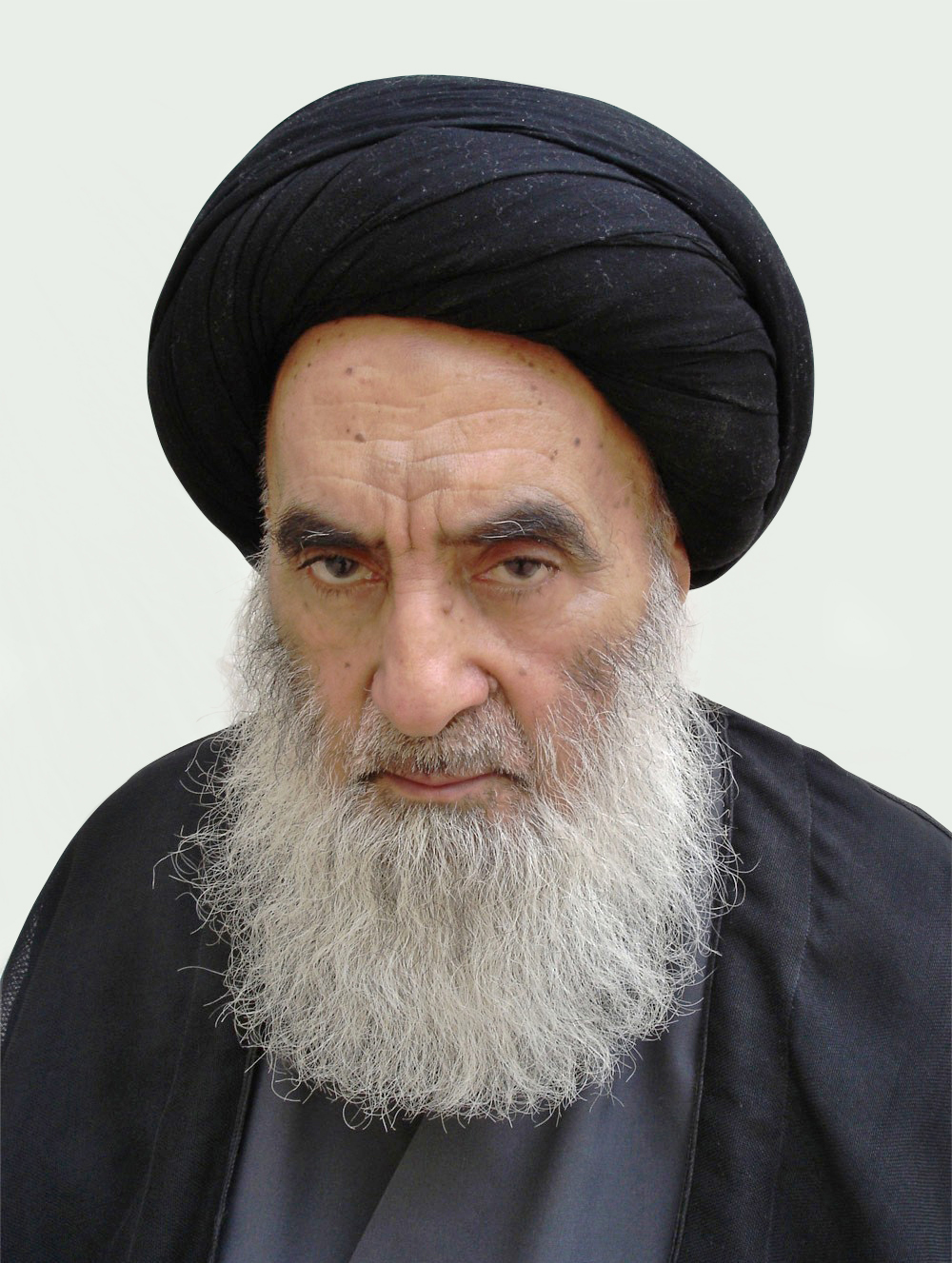
ʿAlī as-Sīstānī, gegenwärtig einer der angesehensten Mardschaʿs weltweit

Nach der herrschenden Lehre der Usūlīs liegt die Verantwortung für die Interpretation der Scharia nach der Entrückung des zwölften Imams bei den schiitischen Rechtsgelehrten. Sie stellen insofern auch die Repräsentanten des Verborgenen Imams dar. Als Rechtsgelehrter (faqīh) gilt nur derjenige, der sich einer Ausbildung an einer traditionellen schiitischen Religionshochschule (Hauza) unterzogen und dort die Prinzipien der Rechtsfindung studiert hat. Nach Abschluss dieser Ausbildung erhält er die Autorisierung zum Idschtihād, also zur eigenständigen Rechtsfindung. Ein Gelehrter, der eine solche Autorisierung besitzt, wird als Mudschtahid bezeichnet. Das Tor zum Idschtihād gilt nach der Usūlī-Lehre als stets geöffnet.
Schiitische Gläubige, die keine Befähigung zum Idschtihād haben, haben nach der Lehre der Usūlīs die Pflicht, sich einen lebenden Mudschtahid zu suchen und ihm in Form von Taqlīd („Nachahmung, Bevollmächigung“) zu folgen. Dieser Mudschtahid fungiert dann für sie als Mardschaʿ at-taqlīd („Instanz der Bevollmächtigung bzw. Nachahmung“). Der Mardschaʿ nimmt dann die Rolle des „Nachgeahmten“ (muqallad) ein und der Anhänger die Rolle des „Nachahmenden“ (muqallid). Diese Wahl ist allerdings nicht bindend. Nach der Usūlī-Lehre, die im 19. Jahrhundert entwickelt wurde, darf es eigentlich nur einen Mardschaʿ geben, nämlich den Meistwissenden (aʿlam), allerdings ist bis heute umstritten, wie sich die Qualifikation der „Meistwissendenschaft“ (aʿlamīyat) ermitteln lässt. Deshalb gibt es heute eine größere Anzahl von Mardschaʿs.
Der Mardschaʿ erteilt seinen Anhängern in religiösen Fragen Auskunft und Rat in Form von Fatwas. Missfällt die Fatwa dem Muqallid, so ist es legitim, dass er sich einen anderen sucht. Stirbt ein Mardschaʿ, so werden all seine Fatwas unwirksam. In der Regel findet der Kontakt zwischen dem Muqallid und seinem Mardschaʿ über ein Büro oder einen lokalen Repräsentanten, den Wakīl, des Mardschaʿ statt, in selteneren Fällen durch eine persönliche Audienz beim Mardschaʿ selbst. Telefon, Internet und E-Mail spielen in der Kommunikation zwischen dem Mardschaʿ und seinen Anhängern eine zunehmend größere Rolle. Seit Ende der 1990er Jahre unterhalten viele Mardschaʿs eigene Websites, auf denen sie Fatwas zu unterschiedlichen Lebensfragen anbieten. ʿAlī as-Sīstānī, gegenwärtig einer der angesehenstes Mardschaʿs weltweit, betreibt seine Website in sieben Sprachen, nämlich Arabisch, Persisch, Urdu, Englisch, Aserbaidschanisch, Türkisch und Französisch.
Da die schiitischen Rechtsgelehrten nach der Lehre der Usūlīs als kollektive Stellvertreter des zwölften Imams gelten, haben sie bei ihren Anhängern auch Anspruch auf den sogenannten „Anteil des Imams“ (sahm-i imām), den sie regelmäßig bei ihren Anhängern einsammeln. Durch diese Steuer verfügen sie über eine relativ große finanzielle Unabhängigkeit. Sie nutzen diese Einnahmen, um ihren Einfluss über die schiitische Gemeinschaft auszuweiten, indem sie religiöse Einrichtungen wie Moscheen und Schulen unterhalten und eigene Bevollmächtigte zu den verschiedenen schiitischen Gemeinschaften, die bei ihnen ihre Positionen vertreten. Allerdings kann es auch zu Interessenkonflikten zwischen den Gelehrten und ihren Anhängern kommen. Da diese von den religiösen Geldern ihrer Anhänger abhängig sind, sind sie nicht völlig frei in ihren Entscheidungen.

### Ausbildung und Autoritätsstufen des Klerus
Der Aufstieg zu einem Mardschaʿ ist ein langer Weg. Die Ausbildung beginnt meist bereits im Kindesalter. Die religiöse Ausbildung der schiitischen Geistlichen findet üblicherweise in einer Hauza statt. Derartige schiitische Lehranstalten existieren heute nicht nur an verschiedenen Orten Irans und des Iraks, im Libanon und Syrien, sondern auch bei den neu konvertierten Schiiten in Westafrika und in einigen westlichen Großstädten wie London. Die bekanntesten und angesehensten Hauzas sind allerdings diejenigen im irakischen Nadschaf und im iranischen Ghom. Sie haben auch internationale Bedeutung: Ihre Studenten stammen nicht nur aus dem Irak bzw. aus Iran, sondern aus der gesamten schiitischen Welt. Bis heute ist es üblich, dass Studenten, die eine Autorisierung zum Idschtihād erhalten wollen, für die höchste Stufe ihres Studiums eine dieser beiden Wissenschaftsstätten aufsuchen. Insgesamt umfasst die Hauza-Ausbildung drei mehrjährige Lernzyklen, die mit der Vergabe von bestimmten Titeln verbunden sind:
| Stufe          | Dauer      | Inhalte                                 | Bemerkungen |
| -------------- | ---------- | --------------------------------------- | --- |
| Muqaddimāt     | 6–8 Jahre  | arabische Grammatik, Sprachwissenschaft | Kurz vor Abschluss dieses Zyklus darf sich der Studierende mit Turban und Dschubba bekleiden und sich als Fādil („Gelehrter“) bezeichnen.                                          |
| Sutūh od. Sath | 4–6 Jahre  | Fiqh, Dogmatik, Hadith                  | Nach Abschluss dieser Stufe darf sich der Studierende als ʿAllāma („hochgelehrt“) bezeichnen.                                                                                      |
| Chāridsch      | 6–10 Jahre | Fiqh, Dogmatik, Usūl al-fiqh            | Studierende, die bereits Teile der Chāridsch-Ausbildung hinter sich gebracht haben und auf Sutūh-Niveau unterrichten, dürfen sich Huddschat al-Islām („Beweis des Islams“) nennen. |

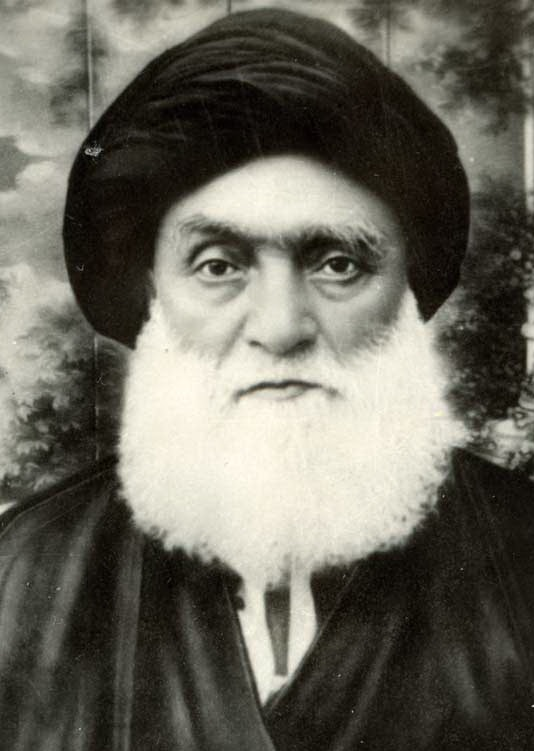
Hossein Borudscherdi, der letzte Großayatollah, der als Mardschaʿ taqlīd mutlaq anerkannt wurde.

Absolventen der Chāridsch-Ausbildung gelten als Mudschtahid und nehmen den Titel Huddschat al-islām wa-l-muslimīn („Beweis des Islams und der Muslime“) an. Um Mardschaʿ at-taqlīd, also Nachahmungsinstanz, zu werden, muss der Mudschtahid noch einen höheren Rang der Hauza erlangen, den nämlich des Ayatollah (arab. āyat Allāh „Zeichen Gottes“). Diesen erhält er nur über ein nicht-kodifiziertes System der Anerkennung durch Schüler und Kollegen. Als Voraussetzung wird allgemein angenommen, dass sich der betreffende Gelehrte durch die Abfassung eigener Traktate und Fatwas sowie durch Unterricht auf Chāridsch-Stufe hervorgetan haben muss. Außerdem wird erwartet, dass er bereit einige Muqallids um sich geschart hat. Der höchste Titel, der aus der Hauza verliehen wird, ist der des Großayatollah (arab. āyat Allāh al-ʿuẓmā, „größtes Zeichen Gottes“). Hier sind die Voraussetzungen mehr formalisiert, denn seit den 1950er Jahren ist es Konsens unter den schiitischen Gelehrten, dass ein Groß-Ayatollah eine Risāla ʿamalīya veröffentlicht haben muss, eine praktische Abhandlung, in der er die für seine Nachahmer bestimmten Fatwas zusammengefasst hat.
Großayatollah ist gewöhnlich der höchste Rang, den ein zwölfer-schiitischer Gelehrter erreichen kann. Der noch darüber stehende Rang eines Mardschaʿ taqlīd mutlaq („Absolute Instanz der Nachahmung“) ist nicht institutionalisiert, sondern erfolgt höchstens spontan durch allgemeine Anerkennung. Auf Phasen der Dominanz eines Mardschaʿ taqlīd mutlaq folgten in der Vergangenheit immer wieder Phasen der Rivalität verschiedener Mardschaʿs. Der letzte schiitische Gelehrte, der den Rang eines Mardschaʿ taqlīd mutlaq innehatte, war Großajatollah Borudscherdi. Er wurde von 1949 bis 1961 als solcher anerkannt.

## Geschichte
Zur Vorgeschichte der Zwölfer-Schia siehe die Artikel zur Schia und zu den Imamiten.

### Die Imamatskrise und die Anfänge der zwölfer-schiitischen Lehre

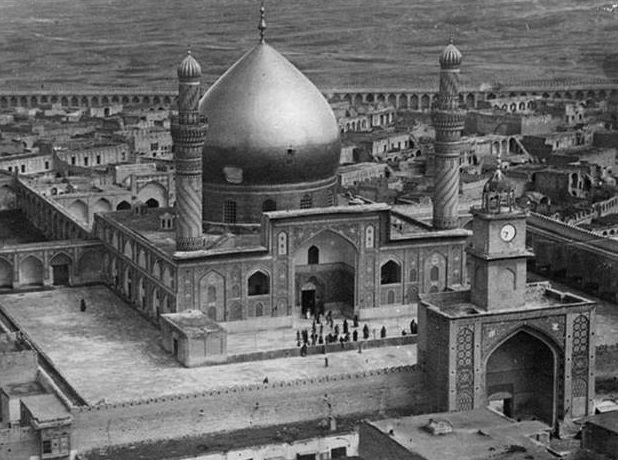
Historische Aufnahme des Mausoleums von al-Hasan al-ʿAskarī in Samarra. Der Tod von al-ʿAskarī im Jahre 874 bildete den Initialpunkt für die Entwicklung der zwölfer-schiitischen Lehre.

Die zwölfer-schiitische Lehre hat sich Ende des 9. Jahrhunderts in imamitischen Kreisen entwickelt. Die neue Lehre stellte eine Antwort auf die allgemeine Verunsicherung (ḥaira) dar, die bei den Imamiten eingetreten war, nachdem der elfte Imam Hasan al-ʿAskarī 874 im jungen Alter von 29 Jahren gestorben war, ohne Kinder zu hinterlassen. In dieser Zeit entstand eine Vielzahl von unterschiedlichen Lehrmeinungen über die Nachfolge im Imamat. Asch-Schahrastānī zählt insgesamt elf verschiedene Gruppen auf, die dazu eigene Lehrmeinungen hatten. Einige prominente imamitische Schiiten konvertierten in dieser Zeit auch zur Ismāʿīlīya. Es war ʿUthmān ibn Saʿīd al-ʿAmrī, einer der engsten Anhänger Hasans, der in dieser Zeit mit der Behauptung auftrat, dass al-Hasan al-ʿAskarī doch einen Sohn hinterlassen und als Nachfolger eingesetzt habe, man diesen jedoch versteckt habe, um zu verhindern, dass die Regierung ihn gefangen nimmt und tötet. Dschaʿfar, der Bruder al-Hasan al-ʿAskarīs, der selbst Anspruch auf das Imamat erhob, betrachtete diese Behauptung als eine Erfindung, die darauf abzielte, ihn vom Erbe auszuschließen, und strengte einen Prozess gegen Hudaith, al-Hasans Mutter, an, um sich sein Erbteil zu erstreiten. Der Prozess dauerte sieben Jahre und ergab am Ende, dass Hudaiths Behauptung, dass al-Hasans Sklavin schwanger gewesen sei, haltlos war, er also keinen Sohn hinterlassen hatte. Zwar erhielt Dschaʿfar einen Teil von al-Hasans Erbe, doch konnte er seinen Anspruch auf das Imamat nicht durchsetzen, weil ihn seine Zusammenarbeit mit den abbasidischen staatlichen Autoritäten bei den Imamiten diskreditiert hatte.
In der Zwischenzeit konnte ʿUthmān ibn Saʿīd al-ʿAmrī einen Großteil der Agenten des verstorbenen Imams sowie der imamitischen Elite auf seine Seite bringen und sie von der Existenz eines verborgenen Sohns von al-Hasan al-ʿAskarī überzeugen. Nach ʿUthmāns Tod, der wahrscheinlich 893 stattfand, übernahm sein Sohn Abū Dschaʿfar Muhammad die Position an der Spitze des klandestinen Agentennetzwerks und nutzte es zur Einsammlung von Almosenzahlungen bei den schiitischen Gläubigen. Er trat selbst mit der Behauptung auf, den Imam als Erwachsenen gesehen zu haben, weigerte sich aber, den wahren Namen des Imams zu enthüllen. Diese Geheimhaltung begründete er mit der notwendigen Vorsicht vor den staatlichen Autoritäten. Abū Dschaʿfar Muhammad stand mit seiner Lehre in Konkurrenz zu anderen schiitischen Gruppen, insbesondere zu den nusairischen Ghulāt, die den Imamen göttliche Eigenschaften zusprachen und die Unterstützung der Wesirsfamilie der Banū l-Furāt genossen. Anders als die Imamiten Abū Dschaʿfars hatten die Ghulāt auch keine Bedenken, dem zwölften Imam einen Namen zu geben; sie nannten ihn Muhammad. Im Jahre 914/15 trat sogar ein Mann am Kalifenhof in Bagdad auf, der von sich behauptete, der zurückgekehrte Muhammad ibn al-Hasan zu sein. Der Mann, der aus dem Umfeld der Banū l-Furāt stammte, wurde aber schnell als Schwindler entlarvt und in den Kerker geworfen.
Nach dem Tod Abū Dschaʿfars im Jahre 917 ging die Führung des imamitischen Agentennetzwerks an Ibn Rauh an-Naubachtī (gestorben 938) über. Er entwickelte die Lehre von dem Botschafteramt (sifāra), d. h. er trat mit dem Anspruch auf, „Botschafter“ (safīr) des Imams zu sein und als dieser die Verbindung zwischen ihm und der Gemeinde seiner Anhänger herstellen zu können. Auch die beiden ʿAmrīs, die vor ihm das imamitische Agentennetzwerk geleitet hatten, erklärte er posthum zu solchen „Botschaftern“, um auf diese Weise eine Kontinuität des Amtes seit der Verborgenheit des Imams nachweisen zu können. Nach dem Sturz seines Gönners und Protektors, des Wesirs Ibn al-Furāt (924), wurde Ibn Rauh an-Naubachtī für fünf Jahre eingekerkert. Während seiner Haft versuchte sein Vertrauter Muhammad ibn ʿAlī asch-Schalmaghānī die Leitung der imamitischen Gemeinde an sich zu reißen. Er trat mit eigenwilligen extrem-schiitischen Lehren hervor und wurde von seinen Anhängern als göttliche Inkarnation verehrt. Als Ibn Rauh an-Naubachtī davon erfuhr, exkommunizierte er ihn aus der Gemeinschaft. Es wird auch vermutet, dass die Hinrichtung von asch-Schalmaghānī im Jahre 934 auf seine Initiative hin erfolgte.
Noch zu Lebzeiten des dritten Botschafters Ibn Rauh an-Naubachtī stellte der aus einem Dorf zwischen Rey und Qom stammende Gelehrte al-Kulainī (gestorben 940) seine Traditionssammlung al-Kāfī fī ʿilm ad-dīn zusammen. So wie sunnitische Gelehrte im 9. Jahrhundert die zahllosen umlaufenden Prophetenworte gesammelt und nach Sachgebieten gegliedert hatten, sind in ihr die Nachrichten (aḫbār) über die Imame zusammengestellt. Die Sammlung enthält auch einiges extrem-schiitisches Material, was zeigt, dass die zwölfer-schiitische Lehre sich zu dieser Zeit noch nicht völlig von derartigen Tendenzen gelöst hatte. Ein anderer Angehöriger der Naubachtī-Familie, Abū Sahl an-Naubacht (gestorben 924), verfasste in dieser Zeit die Abhandlung Kitāb at-Tanbīh, in der er die Lehre von der Verborgenheit des zwölften Imams gegen andere imamitische Lehren verteidigte, wie zum Beispiel diejenigen der Wāqifiten, die an die Verborgenheit und Rückkehr des achten Imams Mūsā al-Kāzim glaubten.
Während der Zeit des dritten Botschafters Ibn Rauh an-Naubachtī gaben die Imamiten die Zurückhaltung gegenüber einer Namensnennung beim zwölften Imam auf. Dies ist unter anderem durch die Aussage eines nicht-schiitischen Zeitgenossen, Abū l-Hasan al-Aschʿarī (gestorben 935), bestätigt. Er schreibt in seinem Werk Maqālāt al-islāmīyīn, dass die breite Mehrheit der Schiiten (ǧumhūr aš-Šīʿa) zu seiner Zeit Muhammad, den Sohn al-Hasan al-ʿAskarīs, als den erwarteten verborgenen Imam betrachtete und von ihm behauptete, „dass er hervortreten und die Welt mit Gerechtigkeit erfüllen werde, nachdem sie mit Ungerechtigkeit und Tyrannei erfüllt war.“ Als Namen für die Gruppierung, die diese Lehre vertritt, verwendet al-Aschʿarī nicht Zwölfer-Schia, sondern Qatʿīya.

### Unter der Protektion der Buyiden (945–1055)

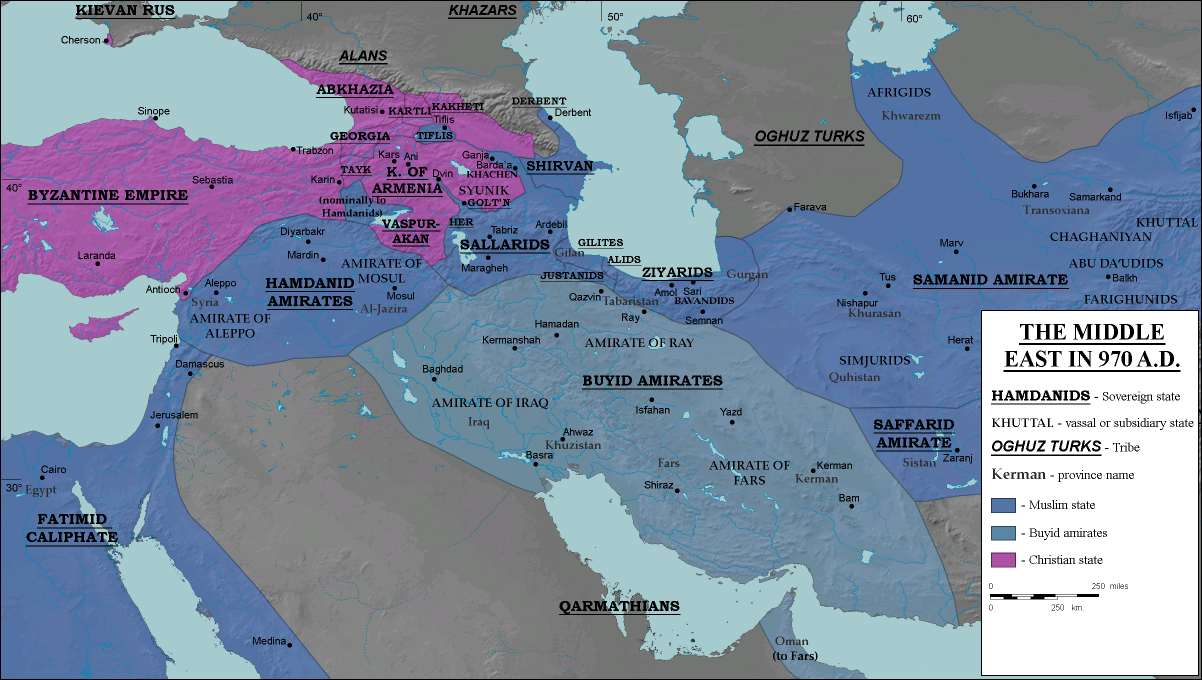
Der Vordere Orient mit dem Reich der Buyiden um 970

In den 930er Jahren eroberten die Buyiden, eine aus Dailam stammende Militärfamilie, große Gebiete Westirans. 946 besetzten sie Bagdad und übernahmen die militärische und administrative Gewalt im Abbasidenreich. Die Buyiden waren zwar zaiditische Schiiten, doch nahmen sie auch die Zwölfer-Schiiten unter ihren besonderen Schutz. Anti-schiitische Rädelsführer wurden in dieser Zeit in die Verbannung geschickt. Außerdem wurde den Zwölferschiiten in den 960er Jahren zum ersten Mal erlaubt, die eigenen Feste (das ʿĀschūrā-Fest und das Ghadīr-Fest) öffentlich zu begehen. Desgleichen bemühten sich die Buyiden um den Schutz und die Ausstattung der Gräber der schiitischen Imame in Nadschaf, Kerbela und im Norden von Bagdad.

#### Ausarbeitung der Lehre, „Schule von Bagdad“
Die Zeit der Buyiden stellt die eigentlich formative Periode der Zwölfer-Schia dar. In dieser Zeit erfolgte die wirkliche Ausarbeitung der zwölfer-schiitischen Lehre. Die Konzeption des „Botschafteramtes“ (sifāra) wurde aufgegeben und die Lehre von der „großen Verborgenheit“ (al-ġayba al-kubrā) entwickelt. Traditionen aus älteren Büchern über die Ghaiba, die von Autoren früherer schiitischer Strömungen stammten, wurden aufgegriffen und für die zwölfer-schiitische Lehre nutzbar gemacht.
Innerhalb der Zwölfer-Schia standen sich während jener Zeit zwei Traditionen mit unterschiedlichen Weltbildern gegenüber: Die ältere „esoterische, nicht-rationale Tradition“, die durch ein magisches Weltbild und Okkultismus gekennzeichnet war, wurde durch Gelehrte wie Ibn Abī Zainab an-Nuʿmānī (gestorben ca. 956) und Ibn Bābawaih (gestorben 991) fortgeschrieben und verbreitet; die andere Tradition, die erst zu jener Zeit entstand, war die „rationale, theologisch-juridische Tradition“. Sie wurde von den Denkern der sogenannten „Schule von Bagdad“ ausgearbeitet, zu der insbesondere asch-Schaich al-Mufīd (gestorben 1022), asch-Scharīf al-Murtadā (gestorben 1044) und Abū Dschaʿfar at-Tūsī (gestorben 1067) gehörten, und lehnte sich an den Rationalismus der Muʿtazila an. Asch-Schaich al-Mufīd war eigentlich ein Schüler von Ibn Bābawaih, doch verfasste er einen kritischen Kommentar zu dessen Bekenntnisschrift Kitāb Iʿtiqādāt al-Imāmīya, in dem er sich von dessen Traditionalismus absetzte. Dieses Buch mit dem Titel Taṣḥīḥ („Berichtigung“) Iʿtiqādāt al-Imāmīya begründete den neuen rationalistischen Typ theologischen Denkens in der Zwölfer-Schia. Fast alle zwölfer-schiitischen Gelehrten des frühen 11. Jahrhunderts studierten bei asch-Schaich al-Mufīd und/oder seinem Schüler asch-Scharīf al-Murtadā. Die Gelehrten dieser rationalistischen Strömung hatten auch viel Kontakt zur schafiitischen Rechtsschule und übernahmen einige von ihren Konzepten.

#### Verdrängung anderer imamitischer Gruppen
In der Zeit von asch-Schaich al-Mufīd scheint die Zwölfer-Schia bereits alle anderen imamitischen Gruppierungen verdrängt zu haben. Asch-Scharīf al-Murtadā zitiert ihn mit einer Aussage, die auf das Jahr 373 der Hidschra (= 983 n. Chr.) datiert wird, der zufolge zu jener Zeit bereits alle anderen imamitischen Gruppen verschwunden waren und nur noch die „Zwölfer-Imāmīya“ (al-Imāmīya al-iṯnāʿašarīya) übrig geblieben war. Diese lehre das Imamat des Sohnes von al-Hasan al-ʿAskarī, der den gleichen Namen wie der Gottesgesandte führe, und behaupte, dass er am Leben sei und bis zu dem Tag, an dem er mit dem Schwert hervortreten werde, weiterlebe. Die Zwölfer-Imāmīya sei numerisch die größte schiitische Gruppe und stelle auch die Mehrheit der schiitischen ʿUlamā', Kalām-Gelehrten, Theoretiker, Frommen, Fiqh- und Hadith-Gelehrten, Literaten und Dichter. Die Zwölfer seien nun das „Gesicht“ (waǧh) der Imāmīya geworden und die Anführer ihrer Gemeinschaft. Die Bezeichnung „Zwölfer“ (Iṯnāʿašarīya) für diejenigen Schiiten, die die Wiederkunft des zwölften Imams erwarten, wurde Anfang des 11. Jahrhunderts so geläufig, dass sie auch Eingang in die sunnitische Häresiographie fand. So erklärt ʿAbd al-Qāhir al-Baghdādī (gestorben 1037) in seinem Buch al-Farq baina al-Firaq, dass der Name Ithnāʿascharīya eine andere Bezeichnung für die Qatʿīya sei.

### Seldschuken- und frühe Ilchanidenzeit, „Schule von Hilla“
Die Einnahme Bagdads durch die sunnitisch ausgerichteten Seldschuken 1055/56 brachte das Ende der „Schule von Bagdad“. Abū Dschaʿfar at-Tūsī, der prominenteste Gelehrte der Schule, floh, nachdem man ihm bei antischiitischen Pogromen das Haus und die Bibliothek angezündet hatte, an den Schrein von Nadschaf. Zwölfer-Schiiten wurden im Staat der Seldschuken (1042–1203) zunächst verfolgt, im Laufe der zweiten Hälfte des 11. Jahrhunderts dann aber zunehmend in den Staat integriert. Schiitische Beamte und Höflinge traten von nun an als Gönner und Mäzene der zwölferschiitischen Minderheit auf. Sie unterstützten nicht nur Sayyid-Familien und förderten zwölfer-schiitische Gelehrte, sondern bedachten auch die Schreine der Imame mit reichen Stiftungen. Ein besonders eifriger Förderer der schiitischen Pilgerstätten war der schiitische Finanzminister Madschd al-Mulk al-Balasānī (gestorben 1099). Er ließ unter anderem auf dem Baqīʿ-Friedhof in Medina eine Kuppel über den Gräbern der vier Imame al-Hasan, ʿAlī Zain al-ʿĀbidīn, Muhammad al-Bāqir und Dschaʿfar as-Sādiq errichten.
In der nordwestiranischen Provinz Dschibāl entfaltete sich unter der Herrschaft der Seldschuken auch eine lebendige zwölfer-schiitische Gelehrtenkultur. Dies geht aus dem zwischen 1160 und 1170 abgefassten Kitāb an-Naqḍ des Schiiten ʿAbd al-Dschalīl al-Qazwīnī hervor, das reiche Informationen über das zeitgenössische religiöse Leben der Schiiten in dieser Provinz enthält. So beschreibt der Autor, dass es in Raiy, wo er selbst lehrte, und in Qom jeweils neun imamitische Schulen gab, in Kaschan vier und in Āveh und Varamin jeweils zwei. Darüber hinaus entwickelten sich ab dem frühen 12. Jahrhundert die Länder Syriens mit den Städten Tripoli und Aleppo zu Zentren zwölfer-schiitischer Gelehrsamkeit. In Aleppo wirkte zum Beispiel der Rechtsgelehrte Abū l-Makārim Hamza ibn ʿAlī Ibn Zuhra (gestorben 1189), der Autor von Ġunyat an-nuzūʿ ilā ʿilmai al-uṣūl wa-l-furūʿ, eines der umfassendsten Kompendien der imamitischen Rechtstheorie des 12. Jahrhunderts.
Allerdings stand die Zwölfer-Schia weiter in Auseinandersetzung mit anderen Richtungen des Islams. Al-Qazwīnīs Buch ist eigentlich die Antwort auf die Angriffe eines kurz zuvor zum sunnitischen Islam abgefallenen schiitischen Glaubensbruders. Er hatte in einem polemischen Traktat mit dem Titel Baʿḍ faḍāʾiḥ ar-Rawāfiḍ („Einige Schändlichkeiten der Rāfiditen“) die Zwölfer-Schiiten in einem besonders negativen Licht dargestellt. Al-Qazwīnī verteidigte die zwölfer-schiitischen Lehren gegen diese Angriffe. Polemische Angriffe erlebte die Zwölfer-Schia in dieser Zeit auch von Seiten der zaiditischen Schiiten. So verfasste der zaiditische Imam des Jemen al-Mansūr bi-Llāh (reg. 1197–1217) ein Werk mit dem Titel al-ʿIqd aṯ-ṯamīn fī aḥkām al-aʾimma al-hādīn („Das kostbare Halsband über die Bestimmungen der den rechten Weg führenden Imame“), in dem er verschiedene zwölfer-schiitische Lehren (Entrückung des zwölften Imams, Festlegung der Imame durch Designation, Unfehlbarkeit usw.) zurückwies.
Gegen Ende der seldschukischen Periode und während der ilchanidischen Periode trat die irakische Stadt Hilla als neues Zentrum zwölfer-schiitischen Denkens hervor. Begründer der „Schule von Hilla“, die dem Kalām sehr positiv gegenüberstand und den theologisch-juridischen Rationalismus der Usūlīya zu einem neuen Höhepunkt brachte, war Sadīd al-Dīn al-Himmasī (gestorben nach 1204). Er verfasste 1185 in Hilla sein Werk al-Munqiḏ min at-taqlīd („Der Erretter aus dem Taqlīd“). Kennzeichnend für die „Schule von Hilla“, zu der auch die Denker Ibn Idrīs (gestorben 1201), al-Muhaqqiq al-Hillī (gestorben 1277) und al-ʿAllāma al-Hillī (gestorben 1325) gehörten, war ihre Befürwortung und Ausarbeitung des Idschtihād-Konzepts. Dies stellte einen Bruch mit der Vergangenheit dar, denn die Imamiten früherer Zeit hatten den Idschtihād noch abgelehnt. Zwei andere wichtige zwölfer-schiitische Gelehrte der frühen Mongolenzeit, die außerhalb der Schule von Hilla standen, waren Radī ad-Dīn ʿAlī ibn Mūsā Ibn Tāwūs (gestorben 1266) und Nasīr ad-Dīn at-Tūsī (gestorben 1274). Letzterer stand unter dem Einfluss des aschʿaritischen Theologen Fachr ad-Dīn ar-Rāzī und „modernisierte“ die zwölfer-schiitische Theologie, indem er die philosophische Begrifflichkeit Avicennas in die Kalām-Diskussionen einführte. Seine beiden Kalām-Traktate Qawāʿid al-ʿaqāʾid und Taǧrīd al-iʿtiqād waren unter den späteren Zwölfer-Schiiten sehr beliebt und wurden mehrfach kommentiert.
Im 13. Jahrhundert bildete sich als ein weiteres intellektuelles Zentrum der Zwölfer-Schia Bahrain heraus, was damals noch der Name für die arabische Golfküste war. Die Bevölkerung dieser Region, die al-Qatīf und al-Hasa umfasste, war erst im 12. Jahrhundert von der qarmatischen Lehre zur Zwölfer-Schia übergegangen. Zu den bedeutenden zwölfer-schiitischen Gelehrten Bahrains im 13. Jahrhundert gehörte Dschamāl ad-Dīn ʿAlī ibn Sulaimān al-Bahrānī (gestorben ca. 1271). Er verfasste einen sehr umfassenden Kommentar zur Sammlung Nahdsch al-Balāgha, in dem er auf mystische Konzepte von Muhyī d-Dīn Ibn ʿArabī zurückgriff. Damit hatte er großen Einfluss auf das spätere zwölfer-schiitische Denken, insbesondere was Ibn ʿArabīs Lehre von den zwei Siegeln der Gottesfreundschaft anlangt. Sie wurde in der Weise neu gedeutet, dass die Gottesfreundschaft mit dem Imamat identifiziert wurde.

### Staatliche Förderung in Spätmittelalter und früher Neuzeit

#### Iran: Öldscheitü, Sarbadāren, Safawiden
Der ilchanidische Herrscher Öldscheitü (1304–1316) konvertierte selbst zwischen 1307 und 1310 vom sunnitischen zum zwölfer-schiitischen Islam. Er forderte auch seine Emire auf, zur Zwölfer-Schia zu konvertieren. Dieser Aufforderung kamen fast alle Emire nach; nur seine beiden Haupt-Emire Saʿīd Tschubān und Aisan Qutlugh blieben sunnitisch. Öldscheitüs Übertritt zur Zwölfer-Schia wird auch durch den numismatischen Befund bestätigt. In der theologischen Literatur wird er auf den Einfluss von al-ʿAllāma al-Hillī zurückgeführt. Nach dem persischen Geschichtsschreiber Hāfiz-i Abrū (gestorben 1430) kam dieser Gelehrte erst dann ins Spiel, als Öldscheitü diese Lehre bereits angenommen und durch ein Dekret zur Staatsreligion gemacht hatte; er wurde daraufhin in das Militärlager gerufen und erhielt die Aufgabe, die imamitische Lehre auszuarbeiten und zu verbreiten. Öldscheitüs Nachfolger Abū Saʿīd (1315–1335) kehrte zum sunnitischen Islam zurück. Nach seinem Tod löste sich das iranische Mongolenreich auf. Im 14. Jahrhundert wurde die Zwölfer-Schia außerdem durch die Lokaldynastie der Sarbadāren gefördert, die ihr Zentrum in Sabzawār im westlichen Chorasān hat. Die Sarbadāren prägten die Namen der zwölf Imame auf ihre Münzen und zogen auch imamitische Gelehrte an ihren Hof.

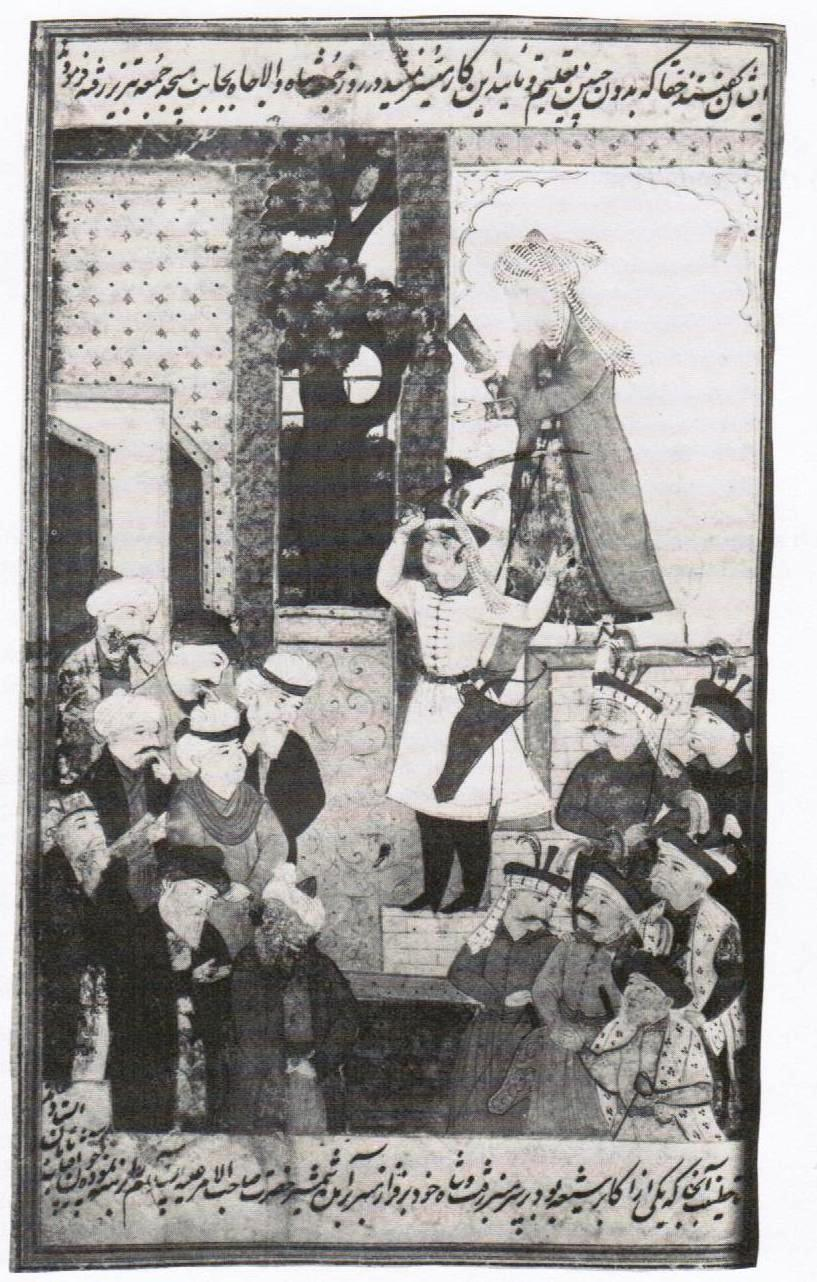
Die Erklärung der Zwölfer-Schia zur offiziellen Lehre in Iran durch Schah Ismāʿīl im Jahre 1501, Illustration in einem anonymen persischen Werk von 1680 in der British Library.

Von erheblich nachhaltigerer Wirkung war es, dass die Safawiden (1501–1722) zu Beginn ihrer Herrschaft über Iran die Zwölfer-Schia als offizielle Lehre des Staates einführten. Der Safawide Ismāʿīl, der 1501 in Täbris zum Schah ausgerufen wurde, ließ gegen den Widerstand der lokalen Bevölkerung die Freitagspredigt auf die zwölf Imame lesen und die schiitische Formel „Ich bezeuge, dass ʿAlī der Freund Gottes ist“ sowie den Satz „Auf zum besten Tun“ an den Gebetsruf anschließen. Dieses Ritual wurde seitdem auch in den anderen Provinzen regelmäßig wiederholt. Außerdem erging der Befehl, dass auf den Märkten die ersten drei Kalifen Abū Bakr, ʿUmar und ʿUthmān zu verfluchen waren; wer sich weigerte, sollte getötet werden. Damit erhielt der safawidische Staat, der ab 1510 ganz Iran und Teile des Irak umfasste, eine klar zwölfer-schiitische Ausrichtung. Für die Verbreitung des zwölfer-schiitischen Bekenntnisses war fortan der Sadr zuständig. Er hatte auch seine Reinhaltung zu garantieren und gegen jede Abweichung und Neuerung einzuschreiten. Das erste zwölfer-schiitische Buch, das während der Herrschaft der Safawiden verfasst wurde, war der Kommentar von Nadschm ad-Dīn Mahmūd an-Nairīzī (gestorben nach 1526) zu Nasīr ad-Dīn at-Tūsīs Taǧrīd al-iʿtiqād. Er wurde noch vor dem Jahr 1510 abgeschlossen.
Die Durchsetzung der Zwölfer-Schia in Iran war allerdings zunächst schwierig, weil nicht genügend religiöses Personal mit der richtigen Ausrichtung dafür zur Verfügung stand. Ismāʿīl und sein Nachfolger Schah Tahmasp I. (reg. 1524–1576) riefen deswegen schiitische Gelehrte aus dem Ausland ins Land, insbesondere solche von der arabischen Golfküste und aus dem Dschabal ʿĀmil. Allein während der Herrschaftszeiten von Ismāʿīl und Tahmasp zogen 22 schiitische Gelehrte aus Syrien in das Safawidenreich. Einer der wichtigsten dieser importierten Gelehrten war der Usūlī-Gelehrte ʿAlī al-Karakī (1466–1534) aus der libanesischen Bekaa-Ebene. Er soll schon 1504/05 Ismāʿīl in Isfahan besucht haben. Al-Karakī entwickelte die Theorie von der „allgemeinen Stellvertreterschaft“ (niyāba ʿāmma) der schiitischen Rechtsgelehrten. Diese bezog er auch auf das Freitagsgebet. Während vorher viele Schiiten meinten, dass während der Abwesenheit des Zwölften Imams niemand berechtigt sei, das Freitagsgebet abzuhalten, erklärte al-Karakī die Abhaltung des Freitagsgebets für zulässig. Seiner Auffassung nach war es sogar obligatorisch, wenn ein dafür qualifizierter Gelehrter vorhanden war. Al-Karakī erhielt auch von Tahmasp die Vollmacht, überall in Iran schiitische Vorbeter (piš-namāz) einzusetzen. Die Safawiden selbst legten sich im Laufe der Zeit einen neuen Stammbaum zu, in dem sie ihre Abstammung auf den siebten Imam Mūsā al-Kāzim zurückführten.
Zwölfer-schiitische Bekenntnisschriften wurden allerdings erst kurz vor oder während der Herrschaft von Schah ʿAbbās I (reg. 1588–1629) verfasst. Die erste Schrift dieser Art war der arabische Text Iʿtiqādāt al-Imāmīya (oder nur al-Iʿtiqādāt) von Bahā' ad-Dīn al-ʿĀmilī (gestorben 1621), der sich allerdings primär an Nicht-Zwölfer-Schiiten richtet, wie der Autor klarstellt. Ihnen sollte damit ein Mittel an die Hand gegeben werden, damit sie die Ansichten der Zwölfer-Schiiten nicht mit den fehlerhaften Lehren anderer schiitischer Gruppen verwechseln.

#### Indien: die schiitischen Dekkan-Reiche, Kaschmir

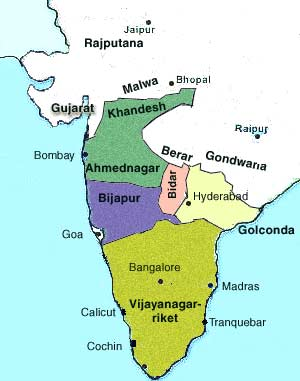
Karte mit den Dekkan-Sultanaten Ahmadnagar, Bijapur und Golkonda, die Anfang des 16. Jahrhunderts zur Zwölfer-Schia übergingen.

Auf dem Dekkan in Indien ließen sich drei Herrscherhäuser, die die Nachfolge der Bahmaniden angetreten hatten, die ʿĀdil-Schāhīs von Bijapur, die Qutb-Schāhīs von Golkonda und die Nizām-Schāhīs von Ahmadnagar, von dem Modell des Safawiden-Staates inspirieren. Sie führten im frühen 16. Jahrhundert in ihren Reichen ebenfalls die Zwölfer-Schia als offizielle Richtung ein. Im Fall der ʿĀdil-Schāhīs lässt sich der Einfluss der Safawiden besonders deutlich erkennen, denn Yūsuf ʿĀdil Schāh, der Gründer der Dynastie, hat sich vor seinem Herrschaftsantritt nachweislich bei den Safawiden in Ardabil aufgehalten, bevor er nach Indien auswanderte, 1490 die Herrschaft in Bijapur antrat und 1502 die Freitagspredigt im Namen der zwölf Imame verrichten ließ. Sultan Quli Qutb Schāh (reg. 1518-1543), der Gründer des Qutb-Schāhī-Sultanats, der 1512 in Golkonda die Zwölfer-Schia verkündete und auch die ersten drei Kalifen regelmäßig verfluchen ließ, war dagegen sehr darauf bedacht, herauszustellen, dass er diese Idee nicht von den Safawiden übernommen hatte. Bei den Nizām-Schāhīs war es der Herrscher Burhān Nizām Schāh (reg. 1508–1554), der 1537 zur Zwölfer-Schia konvertierte und diese zur offiziellen Richtung des Staates erhob.
Bei der Konversion von Burhān Nizām Schāh hat der aus Persien eingewanderte schiitische Prediger und Gelehrte Schāh Tāhir Dakanī (gestorben zw. 1545 und 1549) die entscheidende Rolle gespielt. Er ist auch als Verfasser eines Kommentars zu der Bekenntnisschrift al-Bāb al-Ḥādī ʿAšar von al-ʿAllāma al-Hillī bekannt. Neben Schāh Tāhir Dakanī war noch ein weiterer schiitischer Gelehrter am Hofe Burhān Nizām Schāhs tätig, nämlich Muhammad ibn Ahmad al-Chawādschagī. Er verfasste für den Herrscher eine eigenständige zwölfer-schiitische Bekenntnisschrift mit dem Titel an-Niẓāmīya fī maḏhab al-Imāmīya. Al-Chawādschagī war auch für den ʿĀdil-Schāhī-Herrscher tätig, für den er die Bekenntnisschrift al-Maḥaǧǧa al-baiḍāʾ fī maḏhab āl al-ʿabā verfasste, und verbrachte eine Zeitlang in Golkonda, wo er 1547 einen arabischen und einen persischen Kommentar zu Nasīr ad-Dīn at-Tūsīs zwölfer-schiitischer Bekenntnisschrift al-Fuṣūl abschloss. In der Folgezeit wanderten zahlreiche zwölfer-schiitische Gelehrte aus Iran in die Dekkan-Sultane ein und halfen dort bei der staatlichen Etablierung der zwölfer-schiitischen Lehre.

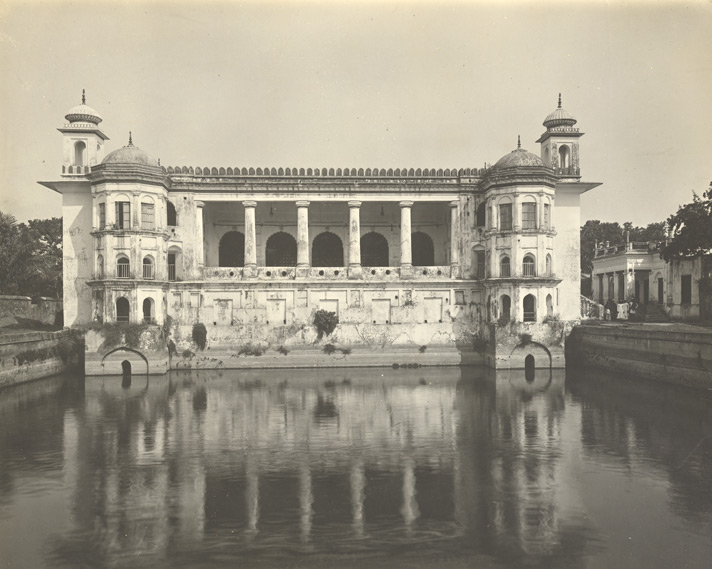
Zwölfer-schiitische Architektur in Bangladesch: Das Husainī-Dālān in Dhaka. Der erste Bau stammt von 1642.

Weiter nördlich, in Kaschmir, wurde die Zwölfer-Schia durch das Fürstenhaus der Chaks gefördert, das zwischen 1505 und 1586 mit Unterbrechungen über diese Region herrschte. Ein beträchtlicher Teil der Bauernschaft von Kaschmir ging in dieser Zeit zur Schia über. Die Herrscher des Mogulreichs förderten die Zwölfer-Schiiten zwar nicht, ließen sie aber die meiste Zeit gewähren. Einer der bedeutendsten zwölfer-schiitischen Gelehrten unter den Moguln war Nūrallāh asch-Schūschtarī, der von Akbar (reg. 1565-1605) zum Qādī von Lahore ernannt wurde. Er verfasste eine zwölfer-schiitische Bekenntnisschrift mit dem al-ʿAqāʾid al-Imāmīya, einen Traktat über die Unfehlbarkeit, einen Traktat über das Wissen Gottes sowie mehrere Kommentare und Superkommentare zu früheren Bekenntnisschriften. Allerdings hatte die Zwölfer-Schia im Mogulreich auch viele Gegner. Mullā ʿAbdallāh Sultānpūrī (gestorben 1597) alias Machdūm al-Mulk zum Beispiel, der am Hofe Akbars tätig war, verfasste mit Minhāǧ ad-dīn wa-miʿrāǧ al-muslimīn ein Werk gegen die zwölfer-schiitische Lehre und ließ mehrere schiitische Schriften verbrennen. Nūrallāh asch-Schūschtarī wurde 1610 auf Befehl von Jahangir in Agra zu Tode gepeitscht, nachdem er Widerlegungen zu zwei anti-schiitischen Schriften verfasst hatte, darunter die Abhandlung aṣ-Ṣawāʿiq al-muḥriqa von Ibn Hadschar al-Haitamī (gestorben 1567). Ein zwölfer-schiitisches Bauwerk aus der Zeit der Moguln ist das sogenannte Husainī Dālān in Dhaka. Es wurde um das Jahr 1642, während der Herrschaft von Schāh Schudschāʿ über die Mogul-Provinz Bengalen, von einem Privatmann namens Saiyid Murād als Gebäude für die schiitischen Trauerversammlungen errichtet und im frühen 19. Jahrhundert durch die Britische Ostindien-Kompanie restauriert. Die Herrscher der ʿĀdil-Schāhī- und Qutb-Schāhī-Dynastien setzten ihre Förderung der zwölfer-schiitischen Gelehrsamkeit auch im 17. Jahrhundert fort, bis ihre Gebiete 1686 bzw. 1687 vom Mogulherrscher Aurangzeb erobert wurden.

### Die Blütezeit der Achbārīya und die Initiative Nadir Schahs
Im frühen 17. Jahrhundert bildeten sich gegen den Rationalismus und die scholastische Gelehrsamkeit der Usūlīs zwei Oppositionsbewegungen: die theosophisch orientierte Schule von Isfahan und die traditionalistische Achbārīya. Als Begründer der neuzeitlichen Achbārīya gilt der in Mekka und Medina lebende persische Gelehrte Muhammad Amīn Astarābādī (gestorben 1626). Er und seine Anhänger kritisierten die Usūlīs für ihren Idschtihād und wollten das Fiqh allein auf den Koran und die von den Ahl al-bait überlieferten Hadithe bzw. Achbār stützen. Für einige Jahre konnten die Achbārīs auch die Oberhand in der irakischen Schiitenhochburg Kerbela gewinnen.
Die Achbārī-Gelehrten versuchten, aus den vier kanonischen Hadith-Sammlungen eine einzige Sammlung zu machen. Ein erstes Ergebnis dieser Bemühungen war das Werk al-Wafī von Muhammad ibn Mahmūd al-Kāschānī (gestorben 1680). Muhammad Hurr al-ʿĀmilī (gestorben 1692–93) ging in seinem Wasā'il asch-Schīʿa noch über die vier kanonischen Sammlungen hinaus. Zum Höhepunkt kamen diese Bemühungen mit Muhammad Bāqir al-Madschlisī (1616–1689) und seiner 110-bändigen Traditionssammlung Bihār al-Anwār. Daneben gibt es noch ähnlich umfangreiche Enzyklopädien, die jedoch niemals erschienen sind. So verfasste ʿAbdallāh ibn Nūrallāh Bahrānī, ein Zeitgenosse von Madschlisī, der nicht den gleichen Einfluss bei Hofe hatte, al-ʿAwālim, eine umfangreiche Sammlung, die ebenfalls 100 Bände umfasst. Ein weiterer bedeutender Vertreter der Achbārīya war der bahrainische Gelehrte ʿAbdallāh ibn Sālih as-Samāhīdschī (gestorben 1722), von dem eine umfangreiche Idschāza überliefert ist, die die zwölfer-schiitischen Gelehrtennetzwerke der Zeit beleuchtet. Der Text enthält einige Isnāde, die über frühere Gelehrte und die Imame bis auf den Propheten zurückgeführt werden, und ist eine wichtige Quelle vor allem für die zwölfer-schiitische Gelehrtenkultur von Bahrain.
Die Achbārī-Gelehrten verbreiteten auch Überlieferungen, die die Koranfälschung betreffen. Ein erster Beleg dafür findet sich im Dābistān-i Maḏāhib, einem zwischen 1645 und 1658 abgefassten Handbuch über die verschiedenen Religionen und Konfessionen in Indien. Wie der Autor erzählt, traf er 1643 in Lahore mit drei zwölfer-schiitischen Gelehrten zusammen, die ihm sagten, dass ʿUthmān ibn ʿAffān bei der Herstellung der offiziellen Koranausgabe manche Suren über die Vorzüge von ʿAlī ibn Abī Tālib und seine Familie ausgelassen habe. Als Beweis brachten sie ihm einen Text, der mit „Zwei-Lichter-Sure“ (Sūrat an-Nūrain) überschrieben ist, 42 Verse umfasst und ʿAlī und seine Familie lobend erwähnt. Der Text ist auch selbst im Dābistān-i Maḏāhib wiedergegeben. Theodor Nöldeke, der sich ausführlich mit der „Zwei-Lichter-Sure“ befasst hat, hat sie als eine „schiitische Fälschung“ eingeordnet. Zwar haben verschiedene schiitische Gelehrte zu zeigen versucht, dass es sich bei dem Bericht im Dābistān-i Maḏāhib um eine „anti-schiitische Verleumdung“ handelt, doch hat Rainer Brunner nachgewiesen, dass die „Zwei-Lichter-Sure“ auch von anderen zwölfer-schiitischen Gelehrten des 17. Jahrhunderts als Beleg für eine Verfälschung des Korans durch ʿUthmān angeführt wurde. Sie verwiesen noch auf eine andere von ʿUthmān angeblich unterschlagene Sure, die Sūrat al-Wilāya, die mit sieben Versen allerdings erheblich kürzer ausfiel.

Nadir Schah

1722 wurde die Safawiden-Dynastie durch den afghanischen Stammesführer Mir Mahmud Hotaki gestürzt. Nach dem Abzug der Afghanen 1729 ergriff der Afschare Nadir Khan die Macht. Als Nadir Schah herrschte er von 1736 bis 1747 über Iran, weite Teile des Kaukasus sowie der heutigen Länder Irak, Afghanistan und Pakistan. Nadir Schah, der selbst wahrscheinlich aus einer schiitischen Familie stammte, sich aber auf mehrheitlich sunnitische Truppen stützte, war sehr interessiert an einem Ausgleich zwischen Schiiten und Sunniten in seinem Reich. Bei seiner Thronbesteigung 1736 forderte er zwar, dass der sunnitische Glaube an die Stelle der „häretischen“ schiitischen Lehre treten müsse, doch berief er 1743 im Zusammenhang mit einem Feldzug in den Irak eine Konferenz ein, an der sunnitische und schiitische Religionsgelehrte aus Iran, Afghanistan, Balch, Buchara, Kerbela, Nadschaf und al-Kāzimīya teilnahmen. Am Ende der Konferenz wurde eine Erklärung verabschiedet, in der einerseits die Dschaʿfarīya als fünfter rechtmäßiger Madhhab anerkannt wurde, andererseits den Zwölfer-Schiiten auferlegt wurde, die Legitimität der drei ersten Kalifen, die von ihnen üblicherweise beim Freitagsgebet verflucht wurden, anzuerkennen. Gleichzeitig wurde in der Erklärung die sektarische Religionspolitik der Safawiden verurteilt.
Zwar setzte sich Nadir Schah für eine Anerkennung zumindest der Rechtsschule der Zwölfer-Schiiten ein, doch schwächte er die Position der zwölfer-schiitischen Gelehrten, indem er Waqf-Güter einzog, die Rechtsprechung auf ʿUrf-Gerichte beschränkte und das Amt des Sadr abschaffte. Sowohl während seiner Herrschaft als auch schon vorher während des afghanischen Interregnums wanderten viele Gelehrte in den Irak aus und ließen sich an den dortigen schiitischen Schreinen nieder.

### Das Wiedererstarken der Usūlīs und die schiitische Kulturblüte in Lucknow
Um die Mitte des 18. Jahrhunderts kam es innerhalb der zwölfer-schiitischen Gelehrsamkeit zu einem Wiedererstarken der Usūlīs. Einer der schärfsten Gegner der Achbārīs war der Gelehrte Mohammad-Bāqer Behbahānī (1705–1793) aus Isfahan. Er studierte in Kerbela und blieb nach Abschluss seiner Ausbildung an den Schreinen im Irak, um den Kampf gegen die Achbārīs zu führen, die er für ungläubig erklärte und gegen die er auch gewaltsam vorging. Die Achbārīs verloren in dieser Zeit immer mehr Rückhalt im Irak.

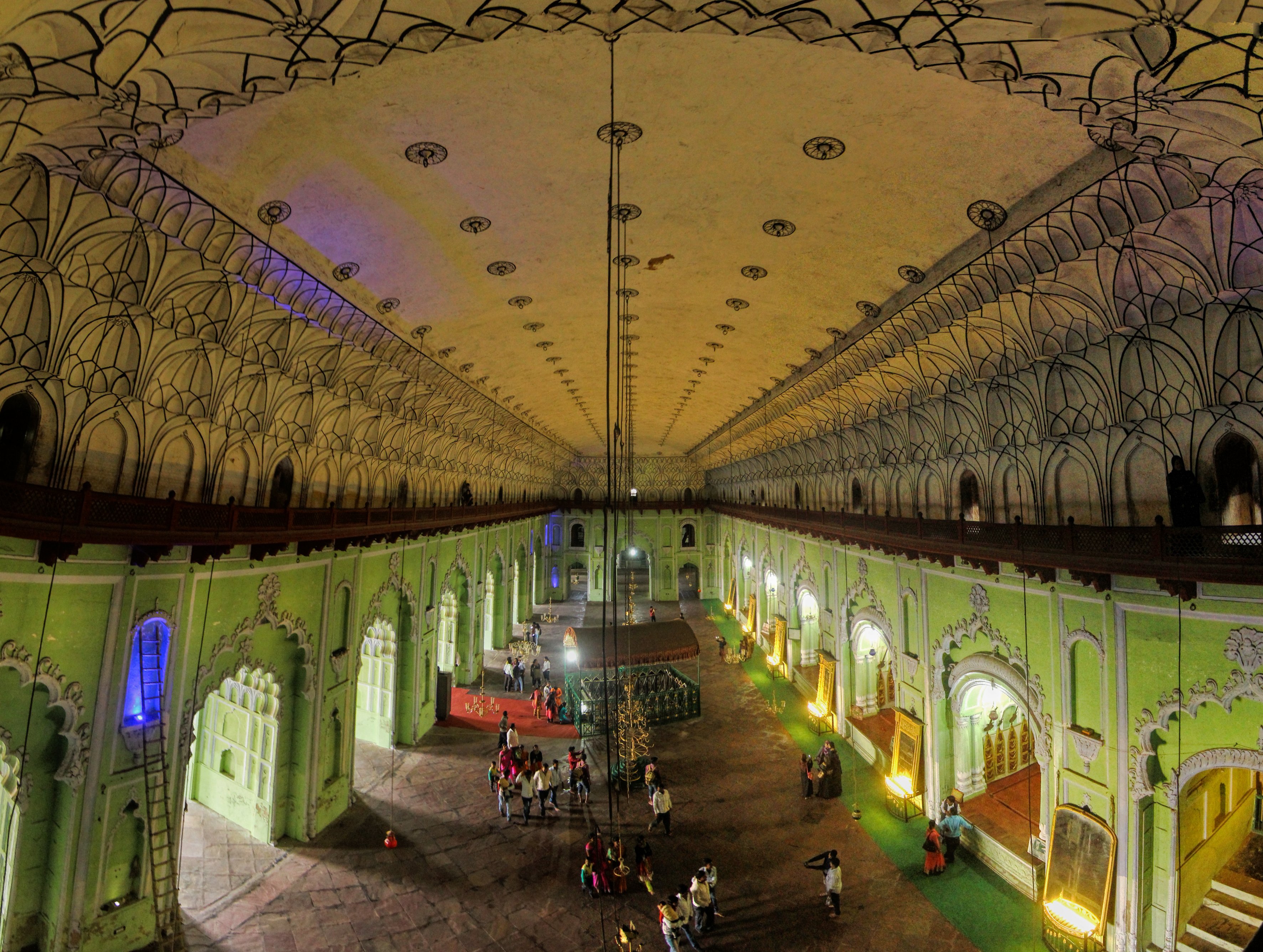
Zwölfer-schiitische Architektur in Lucknow: Der von Āsaf ad-Daula errichtete große Imambara, der der Darbietung von schiitischen Elegien und Martyrologien diente.

Gegen Ende des 18. Jahrhunderts entwickelte sich die indische Stadt Lucknow zu einem neuen Zentrum der Zwölfer-Schia. Lucknow war seit 1782 die Hauptstadt des wohlhabenden Nawab-Fürstentums von Awadh, das sich in dieser Zeit vom Mogulhof emanzipierte und eine klar schiitische Ausrichtung entwickelte. Die Nawabs von Awadh waren selbst persischer Herkunft und bekannten sich zum zwölfer-schiitischen Glauben, daneben bestand auch der Adel von Awadh zum großen Teil aus zwölfer-schiitischen Familien. Sie waren untereinander und mit der Familie des Nawab verwandtschaftlich verbunden. Als Abgrenzungsmerkmal gegenüber dem offiziell sunnitischen Mogulhof errichteten sie in Lucknow schiitische Repräsentationsbauten, die sie als Imām-bāŕa („Imam-Bezirk“) bezeichneten und in denen schiitische Elegien und Martyrologien dargeboten wurden. Der größte Bau dieser Art ist der auf Anordnung von Āsaf ad-Daula (reg. 1775–1799) errichtete Imām-bāra-yi Āsafī, der auch „Großer Imambara“ genannt wird und später vielen anderen Bauten auf dem Subkontinent als architektonisches Vorbild diente.

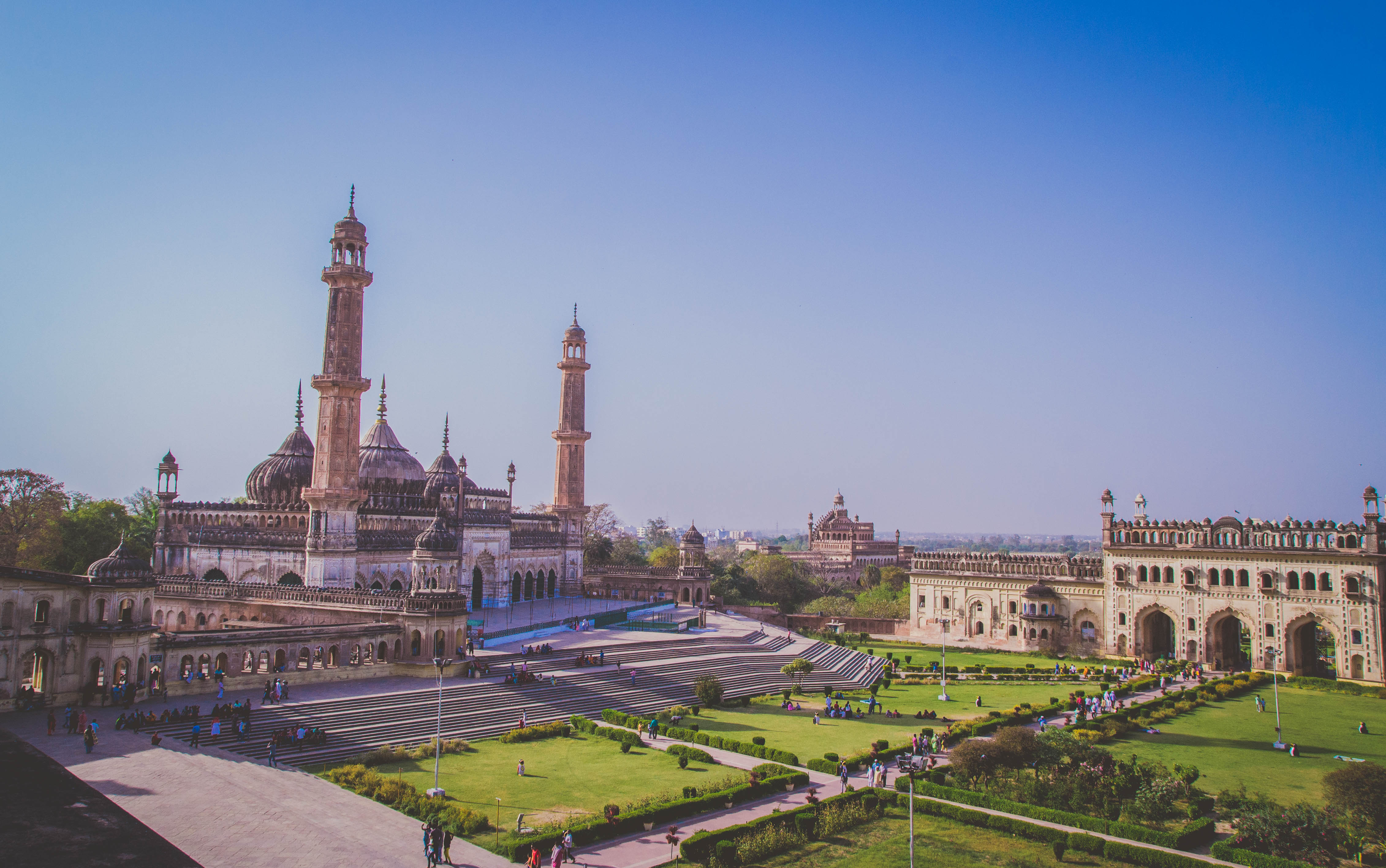
Zu dem Imambara-Bezirk von Lucknow gehört auch eine Freitagsmoschee.

Während bis in die 1770er Jahre bei den Schiiten von Awadh ebenfalls die Achbārī-Schule vorherrschend war, die das Freitagsgebet für unzulässig hielt, förderten Āsaf ad-Daula und sein Chefminister Hasan Rizā Chān die Usūlī-Schule, die das Freitagsgebet als obligatorisch betrachtete. Zum wichtigsten schiitischen Gelehrten in Awadh wurde Saiyid Dildār ʿAlī (1753–1820), ein indischer Schüler von Behbehānī. Er erklärte sich selbst zum Mudschtahid und widmete sich vor allem dem Kampf gegen die Sufis. Ab 1786 fungierte er im Palast als Vorbeter. Aufgrund der großen Bedeutung, die man am Hof der Nawabs dem Freitagsgebet zumaß, wurde auch der Große Imambara mit einer Freitagsmoschee versehen.
Die Nawabs von Awadh engagierten sich damals auch stark für die Heiligen Stätten der Schiiten im Irak. So spendete Āsaf ad-Daula eine halbe Million Rupien zum Bau des Hindiyya-Kanals, der Nadschaf mit Wasser aus dem Euphrat versorgen sollte. Er und seine Nachfolger bedachten die Schreine im Irak und die dort wirkenden Gelehrten und Studenten mit reichen Spenden. Nach der Errichtung der britischen Direktherrschaft über Oudh im Jahre 1858 erlebte die zwölfer-schiitische Kultur in Lucknow aber einen Niedergang.

### Die Kadscharen in Persien: Tabak-Fatwa und Konstitutionelle Revolution

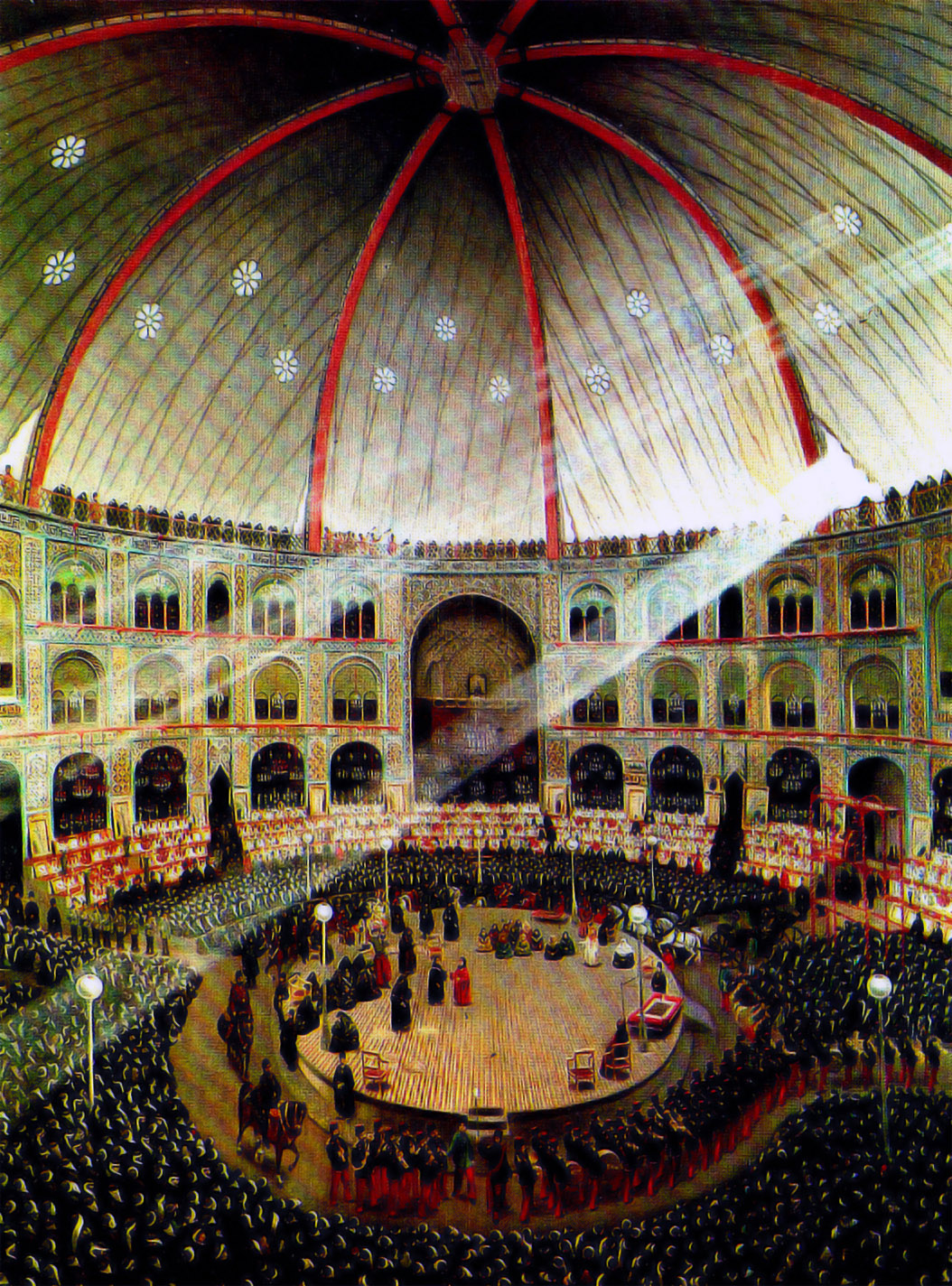
Die Takye-ye Doulat in Teheran, in der die staatlichen Taʿziye-Aufführungen stattfanden, gemalt 1892 von Kamal-ol-Molk

Die Fürsten des turkmenischen Kadscharen-Stammes, die Ende des 18. Jahrhunderts in Iran die Herrschaft übernahmen, verstanden sich wie die Safawiden als Vorkämpfer der Schia. Dies machten sie dadurch deutlich, dass sie die Kuppel über dem schiitischen Schrein von Kerbela vergolden ließen den Schrein von Ghom mit reichen Dotationen bedachten. Allerdings konnten sie wegen ihrer turkmenischen Abkunft keine Abstammung von den Imamen behaupten und darauf keinen religiösen Führungsanspruch behaupten. Diese Rolle fiel nun immer mehr den Rechtsgelehrten zu, die eine „kollektive Stellvertreterschaft“ (niyāba ʿāmma) für den Verborgenen Imam zu beanspruchen begannen und sich immer mehr von seinen Prärogativen aneigneten wie das Recht zur Einsammlung des Fünften (ḫums), die Leitung des Freitagsgebets, die Verhängung von Hadd-Strafen und die Ausrufung des Dschihad.
Es war dies auch die Zeit, in der sich das Konzept der Mardschaʿīya entwickelte. Die bekanntesten Gelehrten, die das neue Modell des Mardschaʿ at-taqlīd verkörperten, waren Scheich Murtadā al-Ansārī (1799–1864) und Mirzā Muhammad Hasan Schīrāzī (1815–1895), die beide in ihrer Zeit als unumstrittene religiöse Autoritäten akzeptiert worden waren. Der Erstere war vor allem ein ideologisches Vorbild, da sich auch die heutigen Mardschaʿs noch an der Gliederung seiner Fatwa-Sammlungen orientieren. Letzterer wurde vor allem durch seine Tabak-Fatwa von 1891 bekannt, mit der er erfolgreich das Tabakmonopol der britischen Kolonialherren in Iran zu Fall brachte. Die Anregung zur Veröffentlichung dieser Fatwa kam von dem panislamischen Aktivisten Dschamāl ad-Dīn al-Afghānī.
Mit dem Taʿziye-Passionsspiel kam um die Wende zum 19. Jahrhundert auch ein neues zwölfer-schiitisches Ritual auf. Seit der Mitte des 19. Jahrhunderts errichtete man dafür feste, zirkusähnliche Theaterbauten, die Takye genannt wurden. Das bekannteste Gebäude dieser Arte war die Takye-ye Doulat („Staats-Takya“), die Nāser ad-Din Schāh 1873 nach dem Vorbild der der Londoner Royal Albert Hall nahe dem Teheraner Palast erbauen ließ. In ihr wohnten der Hof und ausländische Gäste des Schahs den Taʿziye-Aufführungen bei.
Anfang des 20. Jahrhunderts unterstützten viele zwölfer-schiitische Gelehrte die Konstitutionelle Revolution in Iran, allen voran Mohammad Kāzem Chorāsāni. Eine Minderheit, die von Fazlollah Nuri angeführt wurde, lehnte die Verfassung dagegen ab und bekämpfte sie. Die schließlich im Dezember 1906 verabschiedete Verfassung wurde im Oktober 1907 in Artikel 1 mit einem Zusatz versehen, der den Islam und „die wahre dschaʿfaritische Zwölfer-Lehre“ zur offiziellen Lehrrichtung (maẕhab-e rasmi) Irans erklärte und den Herrscher des Landes dazu verpflichtete, Angehöriger und Förderer dieser Lehrrichtung zu sein.

### Das Aufkommen der zwölfer-schiitischen Khoja-Gemeinden in Indien und Ostafrika
In der zweiten Hälfte des 19. Jahrhunderts erhielt die Zwölfer-Schia in Indien dadurch noch einmal besonderen Zuwachs, dass viele Angehörige aus der Händlerkaste der Khojas zu dieser Form des Islams konvertierten. Seit ihrer Konversion zum Islam im 15. Jahrhundert waren die Khojas im Handel im Indischen Ozean aktiv, insbesondere zwischen Indien und Ostafrika. Um die Mitte des 19. Jahrhunderts waren sie noch mehrheitlich nizaritische Ismailiten gewesen, mit einer kleinen zwölfer-schiitischen Minderheit. Nach dem Aga Khan Case von 1866 wandten sich aber immer mehr Khojas von der Ismāʿīlīya ab und gingen zur Zwölfer-Schia über. In den 1870er Jahren baten diese zwölfer-schiitischen Khojas Scheich Zain ad-Dīn Māzandarānī (gestorben 1892) von Kerbela, den sie als ihr religiöses Oberhaupt betrachteten, darum, ihnen jemanden zu senden, der sie in der zwölfer-schiitischen Lehre unterweisen könnte. 1873 wurde ein gewisser Mullā Qādir Husain entsandt, der bis 1900 in Bombay blieb und dort eine erste zwölfer-schiitische Gemeinde aufbaute. Ein weiterer Gelehrter aus dem Irak, Āyatullāh Schaich Abū l-Qāsim Nadschafī, baute zwölfer-schiitische Gemeinden in Bhavnagar und Mahuva in Gujarat auf. Nach seiner Übersiedlung nach Bombay im Jahre 1891 wurde mit seiner Unterstützung im Palla-Galli-Viertel die erste zwölfer-schiitische Moschee errichtet. Zwischen 1880 und 1904 entstanden erste zwölfer-schiitischen Gemeinden von Khojas auf Sansibar, in Mombasa, auf Lamu, in Bagamoyo, Lindi, Pangani, Daressalam und Kilwa. 1881 gründete Devji Jamal, ein reicher Händler aus Bombay, die erste zwölfer-schiitische Khoja-Madrasa in Sansibar.

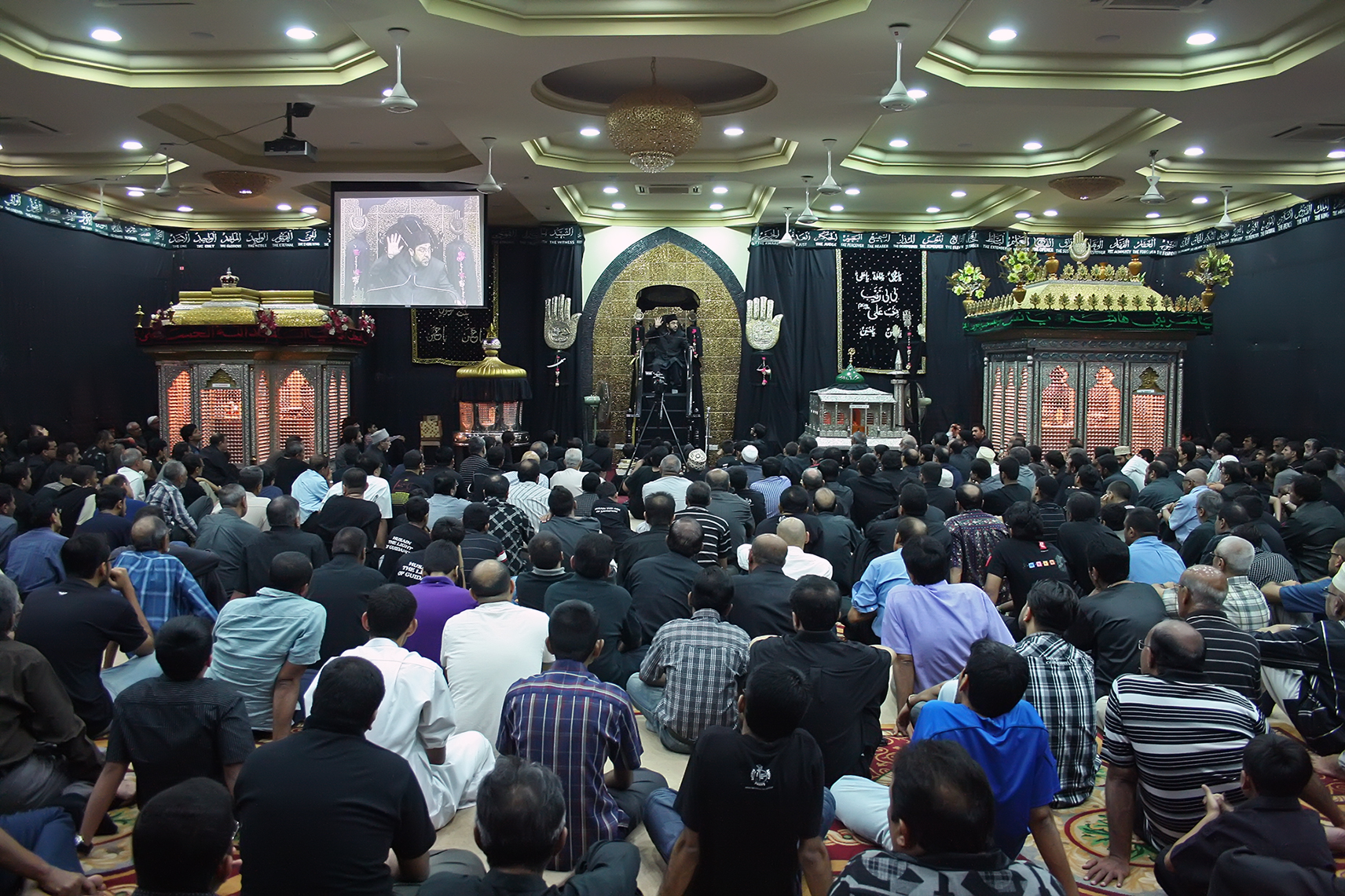
Eine Muharram-Trauerfeier in einer Husainīya in Daressalam, Tansania

Um 1905 vergrößerte sich die Anzahl der zwölfer-schiitischen Khojas dadurch erheblich, dass viele ismailitische Khojas, die sich der Zentralisierungspolitik von Aga Khan III. nicht beugen wollten, zur Zwölfer-Schia übergingen. Auch in Karachi wurde nun eine eigene zwölfer-schiitische Khoja-Gemeinde gegründet. In Ostafrika entstanden um diese Zeit weitere Gemeinden in Kenia, Mosambik, Uganda, Zaire, Mauritius und Madagaskar. In den Auseinandersetzungen mit den ismailitisch verbliebenen Khojas kamen einige Zwölfer-Schiiten ums Leben, die bis heute in den zwölfer-schiitischen Gemeinden als Märtyrer verehrt werden.
Im November 1945 kamen Delegierte verschiedener zwölfer-schiitischer Khoja-Gemeinden in Daressalam zu einer ersten Konferenz zusammen, mit dem Ziel, eine regionale Organisation zu gründen. Aus diesen Bemühungen ging im Mai 1946 die Federation of Khoja Shia Ithna Ashari Jamaats of Africa hervor, die bis heute besteht. Die Föderation standardisierte das Curriculum der religiösen Erziehung, entwickelte verschiedene Bildungsaktivitäten und gründete 1964 die Bilal Muslim Mission, um Afrikaner zur Zwölfer-Schia zu bekehren. Bis zum Jahre 2002 soll sie ungefähr 100.000 neue Anhänger für die Zwölfer-Schia gewonnen haben. Die meisten von ihnen waren vorher sunnitische Muslime.

### Die zwölfer-schiitische Gelehrsamkeit während der Herrschaft der Pahlavis
Während der Herrschaft der Pahlavi-Dynastie, die 1925 an die Macht kam, verhielten sich die zwölfer-schiitischen Gelehrten zunächst quietistisch. Der in Ghom lehrende Großajatollah Hossein Borudscherdi, der seit 1949 allgemeine Anerkennung als höchster Mardschaʿ-i taqlīd fand, lud im Februar 1949 ungefähr 2000 schiitische Gelehrte zu einem Kongress nach Ghom ein und verpflichtete sie, sich keiner Partei anzuschließen und sich nicht in politische Angelegenheiten einzumischen. Das hinderte ihn allerdings nicht daran, 1960 selbst Widerstand gegen die vom Schah geplante Landreform zu leisten.
Während der 1940er und 1950er Jahre entstand eine Bewegung der Annäherung (taqrīb) zwischen Sunniten und Zwölfer-Schiiten. Eine Schlüsselrolle spielte hierbei der ägyptische Gelehrte Mahmūd Schaltūt, der am 1. Oktober 1958 eine Fatwa veröffentlichte, in der er die dschaʿfaritische Rechtsschule als gleichberechtigt neben den vier sunnitischen Rechtsschulen anerkannte. In der Fatwa heißt es: „Der Madhhab der Dschaʿfarīya, der als Madhhab der imamitischen Zwölfer-Schia bekannt ist, ist ein Madhhab, gemäß dem man im Sinne der Scharia (šarʿan) den Gottesdienst (taʿabbud) verrichten darf. Die Muslime sollten dies wissen.“ Gegen diese Annäherungstenzen sprach sich jedoch der hanbalitische Publizist Muhibb ad-Dīn al-Chatīb aus. Er veröffentlichte 1960 ein Pamphlet, in der er behauptete, dass die Zwölfer-Schia eine eigenständige vom Islam losgelöste Religion sei, weil die Zwölfer-Schiiten den Koran in der Form, wie ihn die Sunniten überliefern, nicht anerkennen würden.
Nach Borudscherdis Tod im Jahre 1961 hatten die zwölfer-schiitischen Gelehrten kein allgemein anerkanntes Oberhaupt mehr. Innerhalb der zwölfer-schiitischen Gelehrsamkeit Irans bildeten sich drei Lager heraus, nämlich das konservative, das zentrale und das radikale. Die konservativen Gelehrten wollten sich weitgehend aus der Politik heraushalten, strebten aber danach, die Prinzipien der Zwölfer-Schia im Staat durchzusetzen und ihre religiöse Führungsposition zu erhalten. Zu diesem Lager gehörten zum Beispiel Mohammad Reza Golpayegani (gestorben 1993), Mohammad Hoseyn Tabātabā'i (gestorben 1981) und Mohammad Kazem Schariatmadari (gestorben 1986). Das zentrale Lager wurde von Mortazā Motahhari (gestorben 1979) und Mohammad Beheschti (gestorben 1981) angeführt. Sie engagierten sich politisch und traten für staatliche Rechtsreformen auf Grundlage der dschaʿfaritischen Rechtsschule ein. Der wichtigste Vertreter der radikalen Gruppe war Ajatollah Ruhollah Chomeini. Er kritisierte schon in den 1960er Jahren sehr heftig das Schah-Regime und arbeitete während seines Exils im Irak die Theorie von der Welāyat-e Faqih (Statthalterschaft des Rechtsgelehrten) aus. Demnach kann ein Staat während der Abwesenheit des zwölften Imams nur dann Legitimität beanspruchen, wenn die zwölferschiitischen Gelehrten selbst in ihm die wichtigsten politischen Ämter übernehmen.
Im Irak war nach Borudscherdis Tod Großajatollah Muhsin al-Hakīm in Nadschaf der wichtigste Mardschaʿ. Nach dessen Tod im Jahre 1970 ging dessen Rang an den Iraner Abū l-Qāsim al-Chū'ī (gestorben 1992) über, der sich aus politischen Fragen weitgehend heraushielt. Neben ihm war Ajatollah Muhammad Bāqir as-Sadr als ökonomischer Theoretiker und politischer Aktivist sehr einflussreich. Er beteiligte sich auch am Aufbau der Islamischen Daʿwa-Partei, der wichtigsten schiitischen Partei im Irak. Im April 1980 wurde er von einem irakischen Gericht wegen Hochverrats zum Tode verurteilt und hingerichtet.

### Die Zwölfer-Schia als Heilsideologie nach der Islamischen Revolution

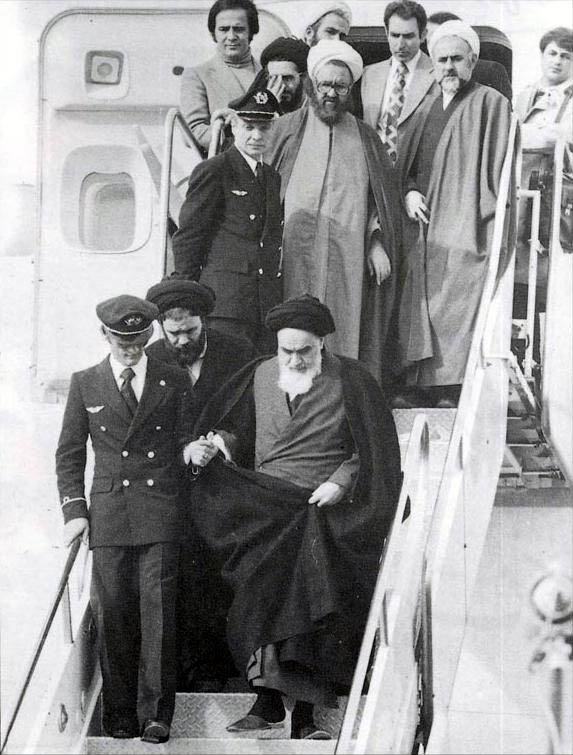
Ruhollah Chomeini bei seiner Rückkehr aus dem Exil am 1. Februar 1979 am Flughafen in Teheran

Die so genannte Islamische Revolution im Jahre 1979 führte dazu, dass die von Chomeini entwickelten politischen Ideen in Iran in eine staatliche Ordnung überführt wurden. Das politische System der 1979 errichteten „Islamischen Republik Iran“ ist maßgeblich von Chomeinis Theorie der Welāyat-e Faqih geprägt. Grundlage dafür war das Verfassungsreferendum vom Dezember 1979, bei dem mit 99,5 Prozent eine Verfassung angenommen wurde, die auf dieser Theorie fußt. Innerhalb der Geschichte der Zwölfer-Schia war der chomeinistische Diskurs in zweierlei Hinsicht revolutionär: Zum einen sind die schiitischen Geistlichen mit ihm zum ersten Mal in den offenen Kampf gegen ein Regime eingetreten, mit dem Ziel, es zu ersetzen und sich selbst an die Spitze des Staates zu stellen; zum anderen hat der chomeinistische Diskurs die bis dahin übliche politische Zurückhaltung abgelegt, sich von der klassischen Kasuistik gelöst und marxistische Konzepte in sein Vokabular integriert.
Im Zusammenhang mit dieser Entwicklung wurde die Zwölfer-Schia im Sinne einer Heilsideologie Anfang der 1980er Jahre zu einer der am stärksten politisierten Richtungen des Islams. Durch Revolutionsexport wurde diese Ideologie auch in andere islamische Länder verbreitet, insbesondere solche mit zwölferschiitischen Bevölkerungsanteilen. Im Libanon entstand in den frühen 1980er Jahren mit der Hisbollah eine militante schiitische Organisation, die den Prinzipien der Islamischen Revolution verpflichtet ist. In Bahrain, einem Land mit schiitischer Bevölkerungsmehrheit, demonstrierten im November 1981 Schiiten in den Straßen und riefen: Allāhu akbar, Ḫumainī rahbar („Gott ist groß, Chomeini ist der Führer“), und im folgenden Monat wurden 70 Personen unter dem Vorwurf eines Umsturzversuchs verhaftet. Im September 1982 führte Huddschat al-Islām Mūsawī Chu'ainī eine Gruppe von schiitischen Pilgern nach Mekka, mit dem Ziel, die „Machenschaften der abgeirrten Leute“, d. h. der saudischen Dynastie, zu zerstören, und im Herbst 1983 gab es einen Putschversuch von Chomeini-Anhängern in Katar. Der irakische Großayatollah Muhammad Bāqir al-Hakīm gründete 1982 im iranischen Exil den Obersten Rat für die Islamische Revolution im Irak, dessen Hauptziel der Sturz Saddam Husseins war.

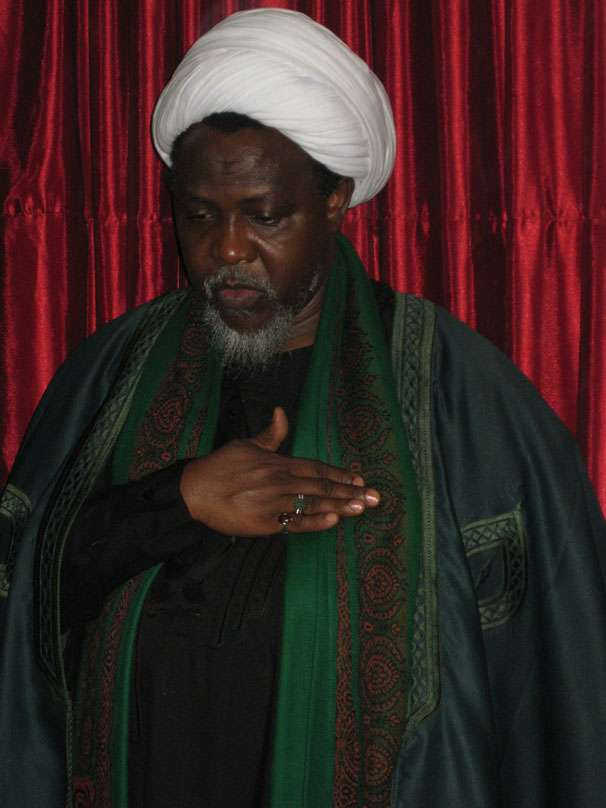
Ibrahim Zakzaky, seit den 1980er Jahren Anführer der Zwölfer-Schiiten in Nigeria

Auch in Ländern ohne schiitischen Bevölkerungsanteil sympathisierten Muslime mit der Islamischen Revolution. Fathī Schaqqāqī, der Gründer des Islamischen Dschihad in Palästina, verfasste schon 1979 ein Buch, in dem er Chomeini als „islamische Lösung“ anpries. In Nigeria, Senegal und Indonesien führte die revolutionäre Stimmung sogar dazu, dass sunnitische Muslime zur Zwölfer-Schia konvertierten. In Nigeria gründete Scheich Ibrahim Zakzaky eine pro-iranische Organisation, die die Prinzipien der Islamischen Revolution umzusetzen versuchte. Nachdem er in den frühen 1980er Jahren mehrmals Iran besucht hatte und zur Schia konvertiert war, führte er mehrere schiitische Missionskampagnen in Kano, Zaria und Sokoto durch. Später gründete er als Zusammenschluss der Schiiten von Nigeria das „Islamic Movement in Nigeria“. Im Senegal gründete Sidy Lamine Niass Ende 1983 die islamistische Zeitschrift Wal-Fadschri, die sich ideologisch stark an der Islamischen Republik Iran ausrichtete und schiitische Lehren verbreitete. In Indonesien begannen die beiden hadramitischen Gelehrten Hussein al-Habsyi und Abdul Qadir Bafaqih in den 1980er Jahren, schiitische Lehren zu verbreiten.
Innerhalb der Islamischen Republik Iran stiegen die beiden Großayatollahs Hossein Ali Montazeri und Yusof Sanei zu wichtigen Positionen im Staat auf. Chomeinis Theorie von der Welāyat-e Faqih fand innerhalb der zwölferschiitischen Gelehrsamkeit allerdings keineswegs ungeteilte Zustimmung. In Iran selbst haben sich zum Beispiel die Gelehrten Hassan Tabatabaei Qomi und Ahmad Azari Qomi gegen dieses Konzept ausgesprochen. Auch die große Mehrheit der schiitischen Gelehrten im Irak, in Indien, Syrien und Bahrain steht dem Konzept sehr kritisch gegenüber. Viele traditionelle Mardschaʿs mischen sich nicht in politischen Angelegenheiten ein, was ihnen in der zunehmend unruhigen Region immer schwieriger fällt. Sowohl die Islamische Revolution im Iran als auch die US-Invasion im mehrheitlich schiitischen Irak veranlassten viele unpolitische Mardschaʿs, ihre Position neu zu definieren.

### Das Aufblühen der Zwölfer-Schia in Syrien

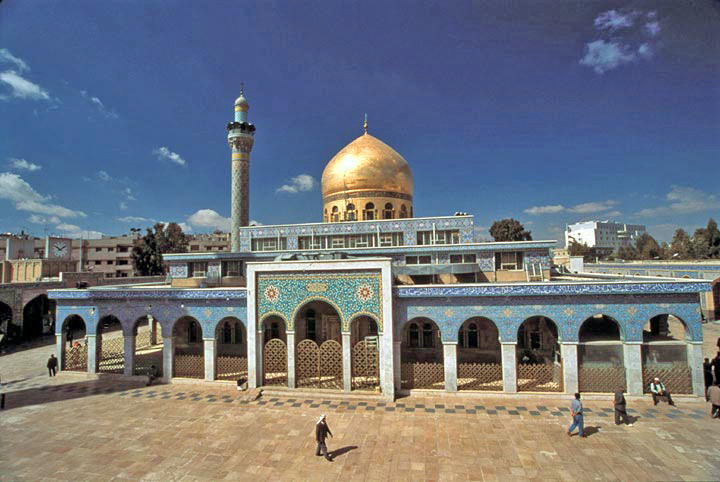
Der Schrein Saiyida Zainabs im Süden von Damaskus

In Syrien stellen die Zwölfer-Schiiten ungefähr drei Prozent der Bevölkerung. Zwar leben schon seit mehreren Jahrhunderten kleinere zwölfer-schiitische Minderheiten in dem Land, doch hat sich ein eigenes geistiges Leben erst Anfang des 20. Jahrhunderts entwickelt, als der schiitische Reform-Gelehrte Muhsin al-Amīn (1865–1952) aus dem Dschabal ʿĀmil nach Damaskus übersiedelte. Nach seiner Ankunft im Jahre 1901 halfen ihm lokale zwölfer-schiitische Händler bei der Gründung einer Schule und einer Stiftung. Diese Einrichtungen gediehen auch nach seinem Tod weiter und profitierten von der Annäherung zwischen der Zwölfer-Schia und der alawitischen Minderheit, die seit den späten 1960er Jahren den syrischen Staatsapparat dominiert. Diese Annäherung verstärkte sich, nachdem 1973 der Anführer der libanesischen Schiiten Mūsā as-Sadr die Alawiten offiziell als schiitische Muslime anerkannt hatte. Innerhalb Syriens entstand eine große Anzahl zwölfer-schiitischer Institutionen. Das wichtigste Zentrum der Zwölfer-Schiiten ist der Schrein Saiyida Zainabs im Süden von Damaskus, wo 1976 der irakische Gelehrte Hasan asch-Schīrāzī eine neue Hauza gründete. Seine Bewegung, die sogenannte Schīrāzīya, ist auch die aktivste zwölfer-schiitische Gruppierung in Syrien. Im Gegensatz zu Chamenei und der Hisbollah im Libanon erlaubt sie den schiitischen Gläubigen die Praktik des Tatbīr.
In den 1980er und 1990er Jahren siedelten sich am Schrein Saiyida Zainabs zahlreiche irakische Flüchtlinge an, und es entstand eine eigene zwölfer-schiitische Stadt mit etwa 200.000 Bewohnern. Darüber hinaus konvertierten einige syrische Sunniten und Alawiten zur Zwölfer-Schia. 2001 zogen erstmals zwölfer-schiitische Prozessionen durch die Altstadt von Damaskus, bei denen Rache für den Märtyrertod von Husain gefordert wurde. Als in den Jahren nach 2003 die Anzahl schiitischer Flüchtlinge aus dem Irak noch einmal zunahm und zahlreiche neue schiitische Lehrinstitutionen gegründet wurden, kam es auf sunnitischer Seite zu einem Aufwallen anti-schiitischer Gefühle. Anhänger der Muslimbruderschaft warfen den in Syrien anwesenden Iranern vor, die zwölfer-schiitische Lehre in der syrischen Bevölkerung mit finanziellen Lockmitteln zu verbreiten und außerdem durch massenweise Annahme der syrischen Staatsbürgerschaft die demographische Zusammensetzung des Landes ändern zu wollen. Die Schiitisierung erfasste auch die östlichen Teile Syriens. 2009 wurde in ar-Raqqa als neues zwölfer-schiitisches Zentrum die Uwais-al-Qaranī-Moschee errichtet. Als im Frühling 2011 der Aufstand gegen das syrische Regime ausbrach, flohen tausende irakische Schiiten vor der Gewalt, die diesen Aufstand begleitete, zurück in ihr Heimatland. Da die Zwölfer-Schiiten sowohl die alawitische Regierung unterstützten als auch selbst von ihr Unterstützung erhielten, wurden sie zunehmend Ziel von Angriffen der Aufständischen. Die Uwais-al-Qaranī-Moschee wurde 2014 durch die Organisation Islamischer Staat im Irak und in der Levante zerstört.

## Die Zwölfer-Schia in den westlichen Ländern

### Deutschland
In Deutschland leben ungefähr 225.500 Zwölfer-Schiiten. Die meisten der in Deutschland lebenden Zwölferschiiten stammen ursprünglich aus dem Iran, Irak, Libanon, Afghanistan, Pakistan, Indien sowie Aserbaidschan.
Die Zwölfer-Schiiten sind in Deutschland in dem Dachverband der Islamischen Gemeinschaft der schiitischen Gemeinden Deutschlands (IGS) organisiert, der im Jahre 2009 in Hamburg gegründet wurde und dem über 150 schiitische Moscheegemeinden angehören.  Die IGS ist seit 2014 Teilnehmer an der Deutschen Islamkonferenz. Größtes und bekanntestes Mitglied der IGS war der Verein Islamische Zentrum Hamburg (IZH), der auch die Imam-Ali-Moschee unterhielt. Er wurde am 24. Juli 2024 verboten, das Vereinsvermögen einschließlich der Moschee wurde eingezogen.
Die Schia-Bibliothek des Orientalischen Seminars der Universität zu Köln, die Anfang der 1960er Jahre von Abdoldjavad Falaturi (1926–1996) gegründet wurde, beherbergt eine der wichtigsten Sammlungen zwölfer-schiitischer Literatur in Europa.

### Andere europäische Länder
Im Vereinigten Königreich leben etwa 300.000 Zwölfer-Schiiten. Die meisten davon sind Einwanderer aus Iran, dem Irak, Pakistan und Ostafrika. Es gibt schiitische Bildungszentren in London und Birmingham. Auch die al-Chu'i-Stiftung, eine der wichtigsten zwölfer-schiitischen Organisationen weltweit, hat ihren Sitz in London. Eine weitere zwölfer-schiitische Organisation mit Sitz in London ist die World Federation of Khoja Shia Ithna-Asheri Muslim Communities, die ihre Zentrale im Londoner Stadtteil Stanmore hat.
Die Anzahl der Zwölfer-Schiiten in Frankreich wird auf etwa 100.000 Personen geschätzt. Eine besondere Gruppe unter ihnen bilden die zwölfer-schiitischen Khojas aus Madagaskar, die nach der Unabhängigkeit des Landes im Jahre 1960 nach Frankreich einwanderten und jetzt in der Banlieue von Paris leben. Sie haben seit 1994 zwei Vereinigungen, eine mit Sitz in Bagneux, die andere mit Sitz in La Courneuve.

## Belege
1. ↑  Momen: Shi'i Islam. 2016, S. 219.
2. ↑  Siehe Silvia Tellenbach: Untersuchungen zur Verfassung der Islamischen Republik Iran vom 15. November 1979. Schwarz, Berlin, 1985. S. 64. Digitalisat
3. ↑  Fığlalı: „İsnâaşeriyye“ in Türkiye Diyanet Vakfı İslâm ansiklopedisi. 2001, Bd. XXIII, S. 143a.
4. ↑  Jarrar: “Al-Manṣūr Bi-Llāh’s Controversy with Twelver Šīʿites.” 2012, S. 326.
5. ↑  Momen: Shi'i Islam. 2016, S. 218.
6. ↑  Vgl. Fığlalı: „İsnâaşeriyye“ in Türkiye Diyanet Vakfı İslâm ansiklopedisi. 2001, Bd. XXIII, S. 146c. Er setzt die Anzahl der Zwölfer-Schiiten mit 1 Mio. und ihren Anteil mit 0,15 % erheblich niedriger an.
7. ↑  Rizvi/King: The Khoja Shia Ithna-asheriya Community. 1974, 194, 203.
8. ↑  Nasr: „Ithnā ʿAshariyya“ in Encyclopaedia of Islam Bd. IV, S. 278b.
9. ↑  Eliash: “The Ithnā'asharī-Shī'ī Juristic Theory of Political and Legal Authority”. 1969, S. 17f.
10. ↑  Sachedina: Art. „Ithnā ʿAsharīyah“. 2009, Bd. III, S. 217b.
11. ↑  Meir Michael Bar-Asher: La place du judaïsme et des juifs dans le shï'isme duodécimain in Mohammad Ali Amir-Moezzi (Hrsg.): Islam: identité et altérité; hommage à Guy Monnot, Brepols, Turnhout, 2013, S. 57–82. Hier S. 74.
12. ↑  Nasr: „Ithnā ʿAshariyya“ in Encyclopaedia of Islam Bd. IV, S. 278a.
13. ↑  Siehe Lynda Clarke: The Rise and Decline of Taqiyya in Twelver Shiʿism. in Todd Lawson (Hrsg.): Reason and Inspiration in Islam: Theology, Philosophy and Mysticism in Muslim Thought. I. B. Tauris, London 2005, S. 46–63. Hier S. 47, 55.
14. ↑  Sabine Schmidtke: Theologie, Philosophie und Mystik im zwölferschiitischen Islam des 9./15. Jahrhunderts: Die Gedankenwelten des Ibn Abī Ǧumhūr al-Aḥsa'ī (um 838–1434/35 – nach 906–1501). Brill, Leiden 2000. S. 262.
15. ↑  Etan Kohlberg: The Term muḥaddath in Twelver Shīʿism in Studia Orientalia memoriae D. H. Baneth dedicata. Jerusalem 1979. S. 39–47. – Wiederabdruck in Etan Kohlberg: Belief and law in Imāmī Shīʿism. Variorum, Aldershot, 1991. Kapitel 5.
16. ↑  Rainer Brunner: Le charisme des songeurs. Ḥusayn al-Nūrī al-Ṭabrisī et la fonction des rêves dans le shi‘isme duodécimain in Mohammad-Ali Amir-Moezzi, Meir M. Bar-Asher, Simon Hopkins, éds.: Le shī‘isme imāmite quarante ans après. Hommage à Etan Kohlberg. Brepols, Turnhout 2009, S. 95–115. Online Hier S. 109.
17. ↑  Vgl. M. Ali Amir-Moezzi: Visions d’imams en mystique duodécimaine moderne et contemporaine in E. Chaumont et al. (Hrsg.): Autour du regard. Mélanges Gimaret. Peeters, Louvain, 2003, S. 97–124. – Neuabdruck in M. Ali Amir-Moezzi: La religion discrète. Croyances et pratiques spirituelles dans l’Islam shiʿite. Paris 2006, S. 253–276. Amir-Moezzi: Visions d’imams en mystique duodécimaine moderne. 2003.
18. ↑  Kohlberg: From Imāmiyya to Ithnā-ʿAshariyya. 1976, S. 532.
19. ↑  Turner: Still waiting for the Imam? 1993–1995, S. 31–33.
20. ↑  Etan Kohlberg: „Safīr. 1. In Shīʿism“ in The Encyclopaedia of Islam. New Edition Bd. VIII, S. 811b–812b.
21. ↑  Amir-Moezzi: “Contribution à la typologie des rencontres avec l’imam caché”. 1996, S. 122f.
22. ↑  Kohlberg: From Imāmiyya to Ithnā-ʿAshariyya. 1976, S. 521.
23. ↑  Kohlberg: From Imāmiyya to Ithnā-ʿAshariyya. 1976, S. 529.
24. ↑  Fığlalı: „İsnâaşeriyye“ in Türkiye Diyanet Vakfı İslâm ansiklopedisi. 2001, Bd. XXIII, S. 143b.
25. ↑  Vgl. Artikel 5 der Verfassung, zitiert in Silvia Tellenbach: Untersuchungen zur Verfassung der Islamischen Republik Iran vom 15. November 1979. Schwarz, Berlin, 1985. S. 62. Digitalisat
26. ↑  Muhammad Bāqir al-Maǧlisī: Biḥār al-Anwār. 3. Aufl. Dār Iḥyāʾ at-turāṯ al-ʿArabī, Beirut, 1983. Bd. LII, S. 376, Nr. 177. Digitalisat
27. ↑  Halm: Die Schia. 1988, S. 46f.
28. ↑  Vgl. dazu Colin P. Turner: The “Tradition of Mufaḍḍal” and the doctrine of the rajʿa: evidence of ghuluww in the eschatology of Twelver Shiʿism? in Iran: Journal of the British Institute of Persian Studies 44 (2006), 175–195.
29. ↑  Wilferd Madelung: „Badāʾ“ in Encyclopædia Iranica Bd. III, S. 354f. Online.
30. ↑  Georges Vajda: „Le Problème de la vision de Dieu (ruʾya) d’après quelques auteurs šīʿites duodécimains“ in: Le Shîʿisme imâmite. Colloque de Strasbourg (6-9 mai 1968). Presses universitaires de France, Paris, 1970. S. 31–54.
31. ↑  Muhammad Ismail Marcinkowski: "Some Reflections On Alleged Twelver Shīʿite Attitudes Toward the Integrity of the Qur'ān" in The Muslim World 91 (2001) 137–154. Hier S. 144.
32. ↑  Momen: An Introduction to Shiʿi Islam. 1985, S. 172.
33. ↑  Vgl. dazu Brunner: „Die Schia und die Koranfälschung“. 2001.
34. ↑  Momen: An Introduction to Shiʿi Islam. 1985, S. 173f.
35. ↑  Eliash: “The Ithnā'asharī-Shī'ī Juristic Theory of Political and Legal Authority”. 1969, S. 18.
36. ↑  Momen: An Introduction to Shiʿi Islam. 1985, S. 174.
37. ↑  Robert Gleave: “Between Ḥadīth and Fiqh: The ‘Canonical’ Imāmī Collections of Akhbār” in Islamic Law and Society 8 (2001) 350–382.
38. ↑  Falaturi: „Die Zwölfer-Schia aus der Sicht eines Schiiten.“ 1968, S. 68.
39. ↑  Colin Turner: „Aspects of devotional life in Twelver Shiʿism: the practice of duʿā“ in Paul Luft und Colin Turner (Hrsg.): Shiʿism. Vol. III: Law, rite and ritual. Routledge, London 2008, S. 375–408. Hier S. 380.
40. ↑  Momen: An Introduction to Shiʿi Islam. 1985, S. 180.
41. ↑  Werner Ende: „Steine des Anstoßes. Das Mausoleum der Ahl al-bayt in Medina“ in Hinrich Biesterfeldt und Verena Klemm (Hrsg.): Differenz und Dynamik im Islam. Festschrift für Heinz Halm zum 70. Geburtstag. Ergon, Würzburg, 2012. S. 181–200. Hier S. 196.
42. ↑  Vgl. Hamid Algar: „ʿAtabāt“ in Encyclopædia Iranica Bd. II, S. 902–904. Online
43. ↑  Halm: Die Schia. 1988, S. 170.
44. ↑  Hartung: „Überall ist Kerbala“. 2005, S. 275f.
45. ↑  Purnaqcheband: Das Leiden der Imame aus der Sicht der Zwölferschia. 2008, S. 146.
46. ↑  Szanto: „Beyond the Karbala Paradigm“. 2013, S. 75f.
47. ↑  Vgl. die Übersicht bei Strothmann: Die Zwölfer-Schīʿa. 1926, S. 170f.
48. ↑  Purnaqcheband: Das Leiden der Imame aus der Sicht der Zwölferschia. 2008, S. 147.
49. ↑  Vgl. Gustav Thaiss: „Rawza Khvānī“ in John L. Esposito (Hrsg.): The Oxford Encyclopedia of the Islamic World. 6 Bde. Oxford 2009. Bd. IV, S. 510–512.
50. ↑  Keshani: Architecture and the Twelver Shi'i tradition. 2006, S. 219a.
51. ↑  Hartung: „Überall ist Kerbala“. 2005, S. 262f.
52. ↑  Hartung: „Überall ist Kerbala“. 2005, S. 265.
53. ↑  Hartung: „Überall ist Kerbala“. 2005, S. 266f.
54. ↑  Ibn Bābawaih: Kitāb man lā yaḥḍuruhu l-faqīh. Ed. ʿAlī Akbar Ghaffārī. 5. Aufl. Muʾassasat an-Našr al-Islāmī, Ghom 1429h (= 2008 n. Chr.). Bd. I, S. 289. Digitalisat
55. ↑  Joseph Eliash: On the Genesis and Development of the Twelver-Shiʾi Three-tenet shahada. In: Der Islam. Band 47,  1971, S. 65–272.
56. ↑  Halm: Die Schia. 1988, S. 175.
57. ↑  Vgl. al-ʿAllāma al-Hillī: Muntahā al-maṭlab fī taḥqīq al-maḏhab. Band 1. Maǧmaʿ al-Buḥūṯ al-Islāmīya, Mašhad 1412q (= 1992), S. 190 f. (al-maqṣad aṯ-ṯānī fī l-wuḍūʾ).
58. ↑  Savory: „‘The Added Touch’: Ithnā ʿAsharī Shi'ism as a Factor in the Foreign Policy of Iran“. 1986, S. 421f.
59. ↑  Momen: An Introduction to Shiʿi Islam. 1985, S. 180.
60. ↑  Vgl. Halm: Die Schia. 1988, S. 136.
61. ↑  Vgl. Halm: Die Schia. 1988, S. 176.
62. ↑  Vgl. Rudolph Peters: Crime and Punishment in Islamic Law. Theory and Practice from the Sixteenth to the Twenty-first Century. Cambridge: Cambridge University Press 2005, S. 36.
63. ↑  Savory: „The Export of Ithna Ashari Shi'ism“. 1990, S. 18.
64. ↑  Ahmad Kazemi Moussavi: The Establishment of the Position of Marja'iyyat-i Taqlid in the Twelver-Shi'i Community in Iranian Studies 18/1 (1985), 35–51. Hier S. 35f.
65. ↑  Vgl. Hamid Mavani: Paradigm Shift in Twelver Shi‘i Legal Theory (uṣūl al‐fiqh): Ayatullah Yusef Saanei in Muslim World 99/2 (2009), 335–355. Hier S. 345.
66. ↑  Aš-Šahrastānī: Al-Milal wa-niḥal. 1956, Bd. I, S. 154 – deutsche Übersetzung: Th. Haarbrücker, Bd. I, S. 198.
67. ↑  N. Pourjavady: Opposition to Sufism in Twelver Shiism. 1999, S. 614–619, 621-623.
68. ↑  N. Pourjavady: Opposition to Sufism in Twelver Shiism. 1999, S. 619–621.
69. ↑  Mirza: Travelling Leaders and Connecting Print Cultures. 2014, S. 461.
70. ↑  Mirza: Travelling Leaders and Connecting Print Cultures. 2014, S. 458, 460.
71. ↑  Mirza: Travelling Leaders and Connecting Print Cultures. 2014, S. 465.
72. ↑  Mirza: Travelling Leaders and Connecting Print Cultures. 2014, S. 466–469.
73. ↑  Mirza: Travelling Leaders and Connecting Print Cultures. 2014, S. 464.
74. ↑  Nasr: „Ithnā ʿAshariyya“ in Encyclopaedia of Islam Bd. IV, S. 278a.
75. ↑  Halm: Die Schia. 1988, S. 135.
76. ↑  Vgl. Stephan Rosiny: The Twelver Shia Online: Challenges for its Religious Authorities in Alessandro Monsutti (Hrsg.): The other Shiites: from Mediterranean to Central Asia. Lang, Bern 2007, S. 245–262.
77. ↑  Siehe die offizielle Website von as-Sīsitānī.
78. ↑  Vgl. Halm: Die Schia. 1988, S. 136.
79. ↑  Sachedina: Art. „Ithnā ʿAsharīyah“. 2009, Bd. III, S. 217.
80. ↑  Franke: Die Ḥawza von Nadschaf. 2007, S. 81.
81. ↑  Franke: Die Ḥawza von Nadschaf. 2007, S. 88.
82. ↑  Vgl. den Überblick bei Franke: Die Ḥawza von Nadschaf. 2007, S. 83f.
83. ↑  Franke: Die Ḥawza von Nadschaf. 2007, S. 84.
84. ↑  Halm: Die Schia. 1988, S. 135.
85. ↑  Abdulsater: Dynamics of absence. 2011, S. 307.
86. ↑  Hossein Modarressi: Crisis and Consolidation in the formative period of Shiʿite Islam. Abū Jaʿfar ibn Qiba al-Rāzī and his contribution to Imāmite Shīʿite thought. Darwin Press, Princeton, New Jersey, 1993. S. 77–79.
87. ↑  Abdulsater: Dynamics of absence. 2011, S. 309.
88. ↑  Abdulsater: Dynamics of absence. 2011, S. 310f.
89. ↑  Abdulsater: Dynamics of absence. 2011, S. 312f.
90. ↑  Verena Klemm: Die vier sufarāʾ des Zwölften Imām. Zur formativen Periode der Zwölferšīʿa. In: Die Welt des Orients, 15 (1984), 126–143. Hier S. 141f.
91. ↑  Vgl. Halm: Die Schia. 1988, S. 44.
92. ↑  Abdulsater: Dynamics of absence. 2011, S. 317f.
93. ↑  Vgl. Halm: Die Schia. 1988, S. 50f.
94. ↑  Abdulsater: Dynamics of absence. 2011, S. 321f.
95. ↑  Abdulsater: Dynamics of absence. 2011, S. 311f.
96. ↑  Abdulsater: Dynamics of absence. 2011, S. 324.
97. ↑  Abu-l-Ḥasan ʿAlī Ibn-Ismāʾīl al-Ašʿarī: Kitāb Maqālāt al-islāmīyīn wa-ḫtilāf al-muṣallīn. Ed. Hellmut Ritter. Istanbul: Maṭbaʿat ad-daula 1929–1933. S. 17f. Digitalisat
98. ↑  Vgl. Halm: Die Schia. 1988, S. 56–59.
99. ↑  Amir-Moezzi: “Contribution à la typologie des rencontres avec l’imam caché”. 1996, S. 116.
100. ↑  Amir-Moezzi: Réflexions sur une évolution du shiʿisme duodécimain. 1993, S. 69f.
101. ↑  Ansari/Schmidtke: „The Shīʿī Reception of Muʿtazilism (II): Twelver Shīʿīs“. 2016, S. 201.
102. ↑  Ansari/Schmidtke: „The Shīʿī Reception of Muʿtazilism (II): Twelver Shīʿīs“. 2016, S. 202.
103. ↑  Devin J. Stewart: Islamic Legal Orthodoxy. Twelver Shiite Responses to the Sunni Legal System. Salt Lake City 1998. S. 61–109.
104. ↑  aš-Šarīf al-Murtaḍā: al-Fuṣūl al-muḫtāra min al-ʿUyūn wa-l-maḥāsin. Al-Muʾtamar al-ʿālamī li-alfīyat aš-Šaiḫ al-Mufīd, 1413h. S. 321.
105. ↑  Al-Baġdādī: Al-Farq baina l-firaq. Ed. Muḥammad ʿUṯmān al-Ḫišn. Maktabat Ibn Sīnā, Kairo o. D., S. 64 (Digitalisat) – englische Übersetzung: K. Ch. Seelye, 1920, S. 66 (Digitalisat).
106. ↑  Ansari/Schmidtke: „The Shīʿī Reception of Muʿtazilism (II): Twelver Shīʿīs“. 2016, S. 205.
107. ↑  Vgl. Halm: Die Schia. 1988, S. 73–79.
108. ↑  Werner Ende: „Steine des Anstoßes. Das Mausoleum der Ahl al-bayt in Medina“. In: Hinrich Biesterfeldt und Verena Klemm (Hrsg.): Differenz und Dynamik im Islam. Festschrift für Heinz Halm zum 70. Geburtstag. Ergon-Verlag, Würzburg, 2012. S. 181–200. Hier S. 186
109. ↑  Vgl. Halm: Die Schia. 1988, S. 77.
110. ↑  Ansari/Schmidtke: „The Shīʿī Reception of Muʿtazilism (II): Twelver Shīʿīs“. 2016, S. 203.
111. ↑  Pourjavady/Schmidtke: “Twelver Shīʿī Theology”. 2016, S. 456.
112. ↑  Falaturi: Die Zwölfer-Schia aus der Sicht eines Schiiten. 1968, S. 75.
113. ↑  Jarrar: “Al-Manṣūr Bi-Llāh's Controversy with Twelver Šīʿites.” 2012, S. 319–331.
114. ↑  Pourjavady/Schmidtke: “Twelver Shīʿī Theology”. 2016, S. 457.
115. ↑  Amir-Moezzi: Réflexions sur une évolution du shiʿisme duodécimain. 1993, S. 73.
116. ↑  Vgl. zu ihnen Strothmann: Die Zwölfer-Schīʿa. 1926.
117. ↑  Hassan Ansari und Sabine Schmidtke: „Philosophical Theology among Sixth/Twelfth Century Twelver Shīʿites: From Naṣīr al-Dīn al-Ṭūsī (d. after 599/1201-2 or 600/1202-3) to Naṣīr al-Dīn al-Ṭūsī (d. 672/1274)“ in Shii Studies Review 1 (2017) 194-256. Hier S. 207.
118. ↑  Pourjavady/Schmidtke: “Twelver Shīʿī Theology”. 2016, S. 459.
119. ↑  Momen: An Introduction to Shiʿi Islam. 1985, S. 90f.
120. ↑  Pourjavady/Schmidtke: “Twelver Shīʿī Theology”. 2016, S. 459f, 462.
121. ↑  Pfeiffer: Twelver Shīʻism in Mongol Iran. 1999, S. 14f.
122. ↑  Pfeiffer: Twelver Shīʻism in Mongol Iran. 1999, S. 11.
123. ↑  Vgl. Halm: Die Schia. 1988, S. 83, 90.
124. ↑  Vgl. Halm: Die Schia. 1988, S. 96.
125. ↑  Amir-Moezzi: Réflexions sur une évolution du shiʿisme duodécimain. 1993, S. 75.
126. ↑  Savory: „The Export of Ithna Ashari Shi'ism“. 1990, S. 22f.
127. ↑  Vgl. Halm: Die Schia. 1988, S. 107.
128. ↑  Savory: „The Export of Ithna Ashari Shi'ism“. 1990, S. 25f.
129. ↑  Vgl. Halm: Die Schia. 1988, S. 110.
130. ↑  Pourjavady/Schmidtke: “Twelver Shīʿī Theology”. 2016, S. 462.
131. ↑  Miriam Younes: Diskussionen schiitischer Gelehrter über juristische Grundlagen von Legalität in der frühen Safawidenzeit: das Beispiel der Abhandlungen über das Freitagsgebet. Ergon, Würzburg, 2010. S. 34.
132. ↑  Turner: Still waiting for the Imam? 1993–1995, S. 42.
133. ↑  Said Amir Arjomand: The Shadow of God and the Hidden Imam. Religion, Political Order, and Societal Change in Shiʿite Iran from the Beginning to 1890. University of Chicago Press, Chicago, 1984. S. 134, 141.
134. ↑  Vgl. Halm: Die Schia. 1988, S. 112.
135. ↑  Roger M. Savory: „Religion and Government in an Iṯnā Ašarī state“ in Joel L. Kraemer und Ilai Alon (Hrsg.): Religion and government in the world of Islam: proceedings of the colloquium held at Tel-Aviv University 3–5 june 1979. Israel Oriental Studies 10 (1983) 195–210. Hier S. 198.
136. ↑  Pourjavady/Schmidtke: “Twelver Shīʿī Theology”. 2016, S. 464.
137. ↑  Savory: „The Export of Ithna Ashari Shi'ism“. 1990, S. 26f.
138. ↑  Ahmed/Pourjavady: „Theology in the Indian Subcontinent“. 2016, S. 607.
139. ↑  Momen: An Introduction to Shiʿi Islam. 1985, S. 121f.
140. ↑  Momen: An Introduction to Shiʿi Islam. 1985, S. 121f.
141. ↑  Ahmed/Pourjavady: „Theology in the Indian Subcontinent“. 2016, S. 610.
142. ↑  Ahmed/Pourjavady: „Theology in the Indian Subcontinent“. 2016, S. 609f.
143. ↑  A.B.M. Husain: Ḥusaynī Dālān in The Encyclopaedia of Islam. New Edition Bd. III, S. 634b–635a.
144. ↑  Ahmed/Pourjavady: „Theology in the Indian Subcontinent“. 2016, S. 610, 618.
145. ↑  Vgl. Halm: Die Schia. 1988, S. 116f.
146. ↑  Fığlalı: İsnâaşeriyye in Türkiye Diyanet Vakfı İslâm ansiklopedisi. 2001, Bd. XXIII, S. 145.
147. ↑  Vgl. Sabine Schmidtke: "The ijāza from ʿAbd Allāh b. Sāliḥ al-Samāhījī to Nāṣir al-Jārūdī al-Qaṭīfī: A Source for the Twelver Shiʿi Scholarly Tradition of Baḥrayn." in Farhad Daftary u. Josef Meri (Hrsg.): Culture and Memory in Medieval Islam. Essays in Honour of Wilferd Madelung. I.B.Tauris, London 2003, S. 64–85.
148. ↑  Rainer Brunner: Die Schia und die Koranfälschung. 2001, S. 12–39.
149. ↑  Fānī: Dābistān-i Maḏāhib. 1904, S. 272f.
150. ↑  Vgl. Theodor Nöldeke: Geschichte des Qorāns. 2. Die Sammlung des Qorāns. Leipzig 1919. S. 100–112. Digitalisat
151. ↑  Vgl. auch Falaturi: Die Zwölfer-Schia aus der Sicht eines Schiiten. 1968, S. 94f.
152. ↑  Rainer Brunner: Die Schia und die Koranfälschung. 2001, S. 16f.
153. ↑  Savory: „The Export of Ithna Ashari Shi'ism“. 1990, S. 30f.
154. ↑  Savory: „The Export of Ithna Ashari Shi'ism“. 1990, S. 32f.
155. ↑  Halm: Die Schia. 1988, S. 131.
156. ↑  Hartung: „Überall ist Kerbala“. 2005, S. 270.
157. ↑  Keshani: Architecture and the Twelver Shi'i tradition. 2006, S. 225f.
158. ↑  Hartung: „Überall ist Kerbala“. 2005, S. 270f.
159. ↑  Keshani: Architecture and the Twelver Shi'i tradition. 2006, S. 228b–229a.
160. ↑  Halm: Die Schia. 1988, S. 174.
161. ↑  Savory: „The Export of Ithna Ashari Shi'ism“. 1990, S. 28.
162. ↑  Halm: Die Schia. 1988, S. 132f.
163. ↑  Halm: Die Schia. 1988, S. 136–138.
164. ↑  Savory: „The Export of Ithna Ashari Shi'ism“. 1990, S. 33f.
165. ↑  Hartung: „Überall ist Kerbala“. 2005, S. 271.
166. ↑  Halm: Die Schia. 1988, S. 182.
167. ↑  Wilhelm Litten: „Die neue persische Verfassung. Übersicht über die bisherige gesetzgeberische Arbeit des persischen Parlaments.“ In: Beiträge zur Kenntnis des Orients: Jahrbuch der Münchener Orientalischen Gesellschaft. 6 (1908), S. 1–51 Hier S. 37 Digitalisat. Der persische Originaltext ist hier abrufbar.
168. ↑  Mirza: Travelling Leaders and Connecting Print Cultures. 2014, S. 462.
169. ↑  Rizvi/King: The Khoja Shia Ithna-asheriya Community. 1974, 197f.
170. ↑  Mirza: Travelling Leaders and Connecting Print Cultures. 2014, S. 463.
171. ↑  Michel Boivin: „The Ismaʿili – Isna ʿAshari Divide Among the Khojas: Exploring Forgotten Judicial Data from Karachi.“ in Journal of the Royal Asiatic Society 24 (2014) 381-396. - Neuabdruck in Justin Jones, Ali Usman Qasmi (Hrsg.): The Shi'a in Modern South Asia: Religion, History and Politics. Cambridge University Press, Cambridge, 2015. S. 36–56.
172. ↑  Halm: Die Schia. 1988, S. 174f.
173. ↑  Mirza: Travelling Leaders and Connecting Print Cultures. 2014, S. 462.
174. ↑  Rizvi/King: The Khoja Shia Ithna-asheriya Community. 1974, 199f.
175. ↑  Vgl. die Website der Organisation.
176. ↑  Rizvi/King: The Khoja Shia Ithna-asheriya Community. 1974, 202-204.
177. ↑  Momen: Shi'i Islam. 2016, S. 271.
178. ↑  Halm: Die Schia. 1988, S. 153–155.
179. ↑  Siehe die Reproduktion der Fatwa bei ʿAbd al-Karīm Abū Āzār aš-Šīrāzī: al-Waḥda al-Islāmīya au at-Taqrīb baina l-maḏāhib as-sabʿa; waṯāʾiq ḫaṭīra wa-buḥūṯ ʿilmīya li-ʿaẓāʾim ʿulamāʾ al-Muslimīn min as-Sunna wa-š-Šīʿa. 2. Aufl. Muʾassasat al-Aʿlamī li-l-Maṭbūʿāt, Beirut, 1992. S. 22. Digitalisat
180. ↑  Fığlalı: İsnâaşeriyye in Türkiye Diyanet Vakfı İslâm ansiklopedisi. 2001, Bd. XXIII, S. 146b.
181. ↑  Halm: Die Schia. 1988, S. 170.
182. ↑  Amir-Moezzi: Réflexions sur une évolution du shiʿisme duodécimain. 1993, S. 79f.
183. ↑  Amir-Moezzi: Réflexions sur une évolution du shiʿisme duodécimain. 1993, S. 63.
184. ↑  Savory: „‘The Added Touch’: Ithnā ʿAsharī Shi'ism as a Factor in the Foreign Policy of Iran“. 1986, S. 411f.
185. ↑  Savory: „‘The Added Touch’: Ithnā ʿAsharī Shi'ism as a Factor in the Foreign Policy of Iran“. 1986, S. 414.
186. ↑  Muhammad Dahiru Sulaiman: Shiaism and the Islamic Movement in Nigeria 1979–1991 in Ousmane Kane et Jean-Louis Triaud: Islam et islamismes au sud du Sahara, Paris 1998, pp. 183-196.
187. ↑  Hanspeter Mattes: Die islamistische Bewegung des Senegal zwischen Autonomie und Außenorientierung: am Beispiel der islamistischen Presse Etudes Islamiques und Wal-Fadjri. Hamburg 1989. S. 52–55.
188. ↑  Zur Zwölfer-Schia in Indonesien vgl. Zulkifli: The Struggle of the Shi‘is in Indonesia. PhD thesis Leiden 2009.
189. ↑  Fığlalı: İsnâaşeriyye in Türkiye Diyanet Vakfı İslâm ansiklopedisi. 2001, Bd. XXIII, S. 146b.
190. ↑  Szanto: „Contesting Fragile Saintly Traditions“. 2013, S. 34.
191. ↑  Pierret: „Karbala in the Umayyad Mosque“. 2013, S. 100f.
192. ↑  Pierret: „Karbala in the Umayyad Mosque“. 2013, S. 114.
193. ↑  Szanto: „Contesting Fragile Saintly Traditions“. 2013, S. 51.
194. ↑  Pierret: „Karbala in the Umayyad Mosque“. 2013, S. 102f.
195. ↑  Szanto: „Contesting Fragile Saintly Traditions“. 2013, S. 44.
196. ↑  Pierret: „Karbala in the Umayyad Mosque“. 2013, S. 106.
197. ↑  Pierret: „Karbala in the Umayyad Mosque“. 2013, S. 110–113.
198. ↑  Szanto: „Beyond the Karbala Paradigm“. 2013, S. 76.
199. ↑  Mitgliederzahlen: Islam, in: Religionswissenschaftlicher Medien- und Informationsdienst e. V. (Abkürzung: REMID), abgerufen am 30. Januar 2016
200. ↑  M. Ali Amir-Moezzi/Sabine Schmidtke: „Twelver-Shi'ite Resources in Europe“ in Journal Asiatique 285/1 (1997) 73–122. Hier S. 78f.
201. ↑  Momen: Shi'i Islam. 2016, S. 274.
202. ↑  Momen: Shi'i Islam. 2016, S. 271.
203. ↑  Momen: Shi'i Islam. 2016, S. 274.
204. ↑  Pierre Lachaier: Khojas duodécimains de Madagascar in Hommes & Migrations 1268–1269 (2007), 138–143. Digitalisat
205. ↑  Zur problematischen Autorenfrage siehe Dabestān-e maḏāheb (Encyclopædia Iranica).